# Eugène Lepoittevin
Eugène Lepoittevin nato Eugène Modeste Edmond Poidevin (Parigi, 31 luglio 1806 – Parigi, 6 agosto 1870) è stato un pittore e incisore francese che ottenne un successo precoce e permanente come autore di paesaggi e vedute marittime.
Le sue opere sono presenti nelle collezioni di molti musei in tutta la Francia. Realizzò molti dipinti ambientati all'interno e intorno al villaggio di pescatori di Étretat e nel 2020 è stato oggetto di una mostra e di un libro, L'invention d'Étretat: Eugène Le Poittevin, un peintre et ses amis à l'aube de l' impressionnisme (L'invenzione di Étretat: Eugène Le Poittevin, pittore e i suoi amici agli albori dell'impressionismo).

## Biografia
Era il figlio di Nicolas Potdevin di Rouen, in Normandia, che si era trasferito a Parigi e divenne capo ebanista alla Reggia di Versailles. Nel corso del tempo, Nicholas Potdevin cambiò il nome della famiglia in Poidevin, Poitevin e poi Lepoittevin.
Eugène Lepoittevin sposò Stéphanie Anastasie Maillard (nata nel 1825) nel 1844 o 1845. Ebbero due figlie, Eugènie Adélaïde Fanny (nata nel 1846) e Marie Eugènie (nata nel 1847). Stéphanie morì nel 1851. Nel 1861, Eugène sposò Marie Adélaïde Françoise Pironin (nata nel 1812 circa). Morì il 6 agosto 1870 a casa della prima figlia Eugènie e di suo marito, il tenore Léon Achard, ad Auteuil, che è oggi il XVI arrondissement di Parigi.
Non era, come talvolta si afferma, un parente di Guy de Maupassant, che era cugino di primo grado e amico intimo di un altro pittore, Louis Le Poittevin (1847-1909). Tuttavia, Eugéne Lepoittevin e il molto più giovane Guy de Maupassant erano amici e si pensa che Maupassant da giovane (non ancora famoso) appaia nei dipinti di Lepoittevin tra la folla sulla spiaggia a Étretat. Sotto il nom de plume Maufrigneuse, Maupassant raccontò in seguito alcuni aneddoti su Lepoittevin nelle pagine del periodico Gil Blas.
Un contemporaneo più giovane descrisse Lepoittevin come fisicamente piccolo e snello, caratterialmente gentile, sveglio e allegro, buffo o serio a seconda dell'ora. Il biografo Nadège Sébille lo descrive come un uomo che amava gli scherzi e trasudava una contagiosa gioia di vivere.

## Carriera
Nel 1826, all'età di 20 anni, Eugène fu iscritto all'École des beaux-arts. Studiò pittura con Louis Hersent e Auguste Xavier Leprince. La sua importanza nell'atelier di Leprince e la sua capacità di eguagliare l'abilità del maestro erano tali che quando Leprince morì, Lepoittevin fu incaricato di completare l'incompiuto Interieur de l'atelier de feu Leprince di Leprince, esposto al Salon di Parigi del 1827. Il biografo Nadège Sébille presume che la figura seduta all'estrema sinistra sia un autoritratto del giovane Lepoittevin. Sempre nel 1827, all'età di 21 anni, Lepoittevin debuttò al Salon di Parigi, sotto il nome di Potdevin. Fino all'anno della sua morte, nel 1870, espose oltre 150 dipinti al Salon annuale.
Nel 1830, Lepoittevin divenne un prolifico litografo e caricaturista, con opere che apparvero nel popolare periodico La Caricature. Dopo la Rivoluzione di luglio del 1830, pubblicò il titolo ironico Souvenir patriotiques, una serie di litografie sardoniche raffiguranti scene della rivoluzione di Parigi. In questo periodo pubblicò anche Ombres Fantastiques, un album di dodici tavole, ciascuna brulicante di sagome che evocavano, pur sovvertendo e facendo satira, le figure dei cosiddetti giochi di ombre cinesi (ombres chinoises) diffusi in Francia nel secolo precedente da Dominique Séraphin; tra le sagome provocanti si potevano scorgere moltissimi diavoli maliziosi (e spesso flatulenti).

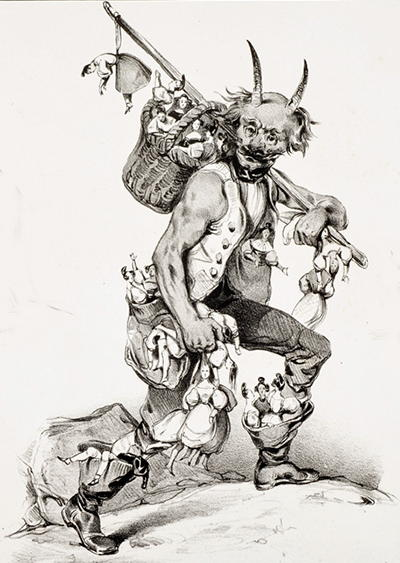
Eugène Lepoittevin, presunto autoritratto da Les Diables de Lithographies, 1832.

I diavoli di Lepoittevin sono stati al centro della scena in diversi album di litografie erotiche raffiguranti questi diavoletti e i loro sfortunati partner umani; Diableries stravaganti di Lepoittevin fece scalpore, ispirando imitatori che generarono un intero genere di tali opere. Almeno due dei diabolici album di Lepoittevin furono banditi in Francia, compreso Charges et décharges diaboliques, che nel 1845 fu censurato e poi condannato alla distruzione come oltraggio alla morale pubblica e alle buone maniere. Nel 1951, l'album venne sequestrato dalla dogana degli Stati Uniti perché "il tema dominante del materiale preso nel suo insieme fa appello a un interesse lascivo".
La Biblioteca nazionale di Francia ha nella sua collezione Diableries, un album di 20 litografie erotiche dell'artista, che è liberamente accessibile online.
A partire dal 1834, ancora ventenne, Lepoittevin fu incaricato dallo Stato di dipingere opere ufficiali per il museo storico di Versailles. Queste includevano scene militari (la battaglia di Wertingen, 1805, il combattimento navale al largo dell'isola di Embro, 1346, l'assedio di Beirut, 1109) e il più placido Pranzo offerto alla regina Vittoria in una tenda a Mont d'Orléans nella foresta di Eu, 4 settembre 1843.
Lepoittevin trasse ispirazione dai viaggi in molti siti in Francia, nonché in Inghilterra, Paesi Bassi, Belgio, Germania, Italia e Algeria.

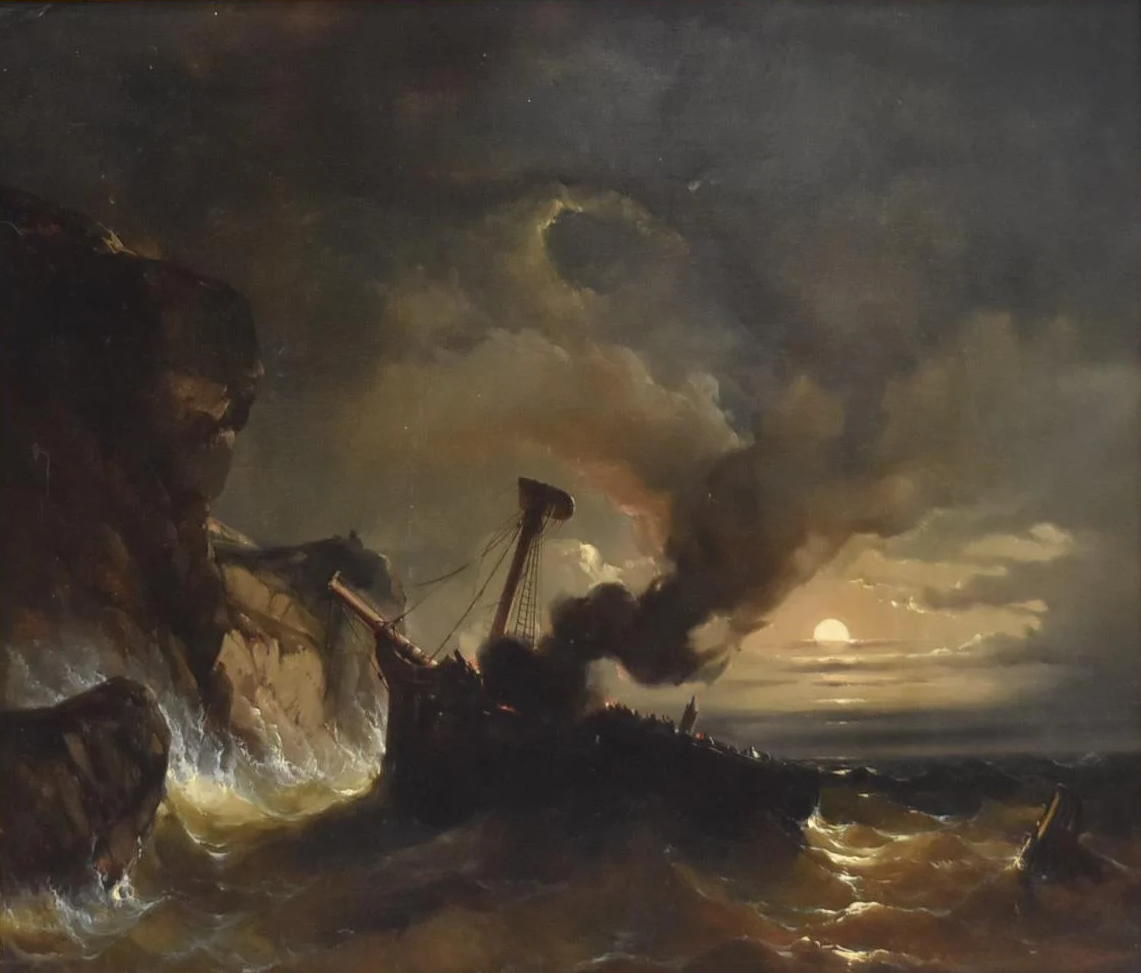
Naufragio delle scogliere di Dover di notte con il castello di Dover in lontananza, collezione privata senza data.

Divenne particolarmente noto per i suoi soggetti marittimi, che vanno dalle battaglie navali e naufragi a scene di pescatori al lavoro e nuotatori che si rilassano sulla spiaggia. Era particolarmente affezionato al villaggio di pescatori di Étretat in Normandia, dove nel 1851 costruì uno chalet chiamato La Chaufferette, a un centinaio di metri dalla casa dove Guy de Maupassant trascorse la sua infanzia. Nel giardino, Lepoittevin installò una barca da pesca trasformata in una capanna dove Maupassant amava dormire. Lepoittevin costruì anche un laboratorio in riva al mare, una casa a due piani con una grande porta-finestra che si apriva sullo studio al secondo piano. Secondo Maupassant, era in questo atelier che Courbet avrebbe creato la sua serie di dipinti La Vague. La struttura in selce ha resistito a molte tempeste fino a quando non è stata distrutta dai nazisti per liberare il lungomare.

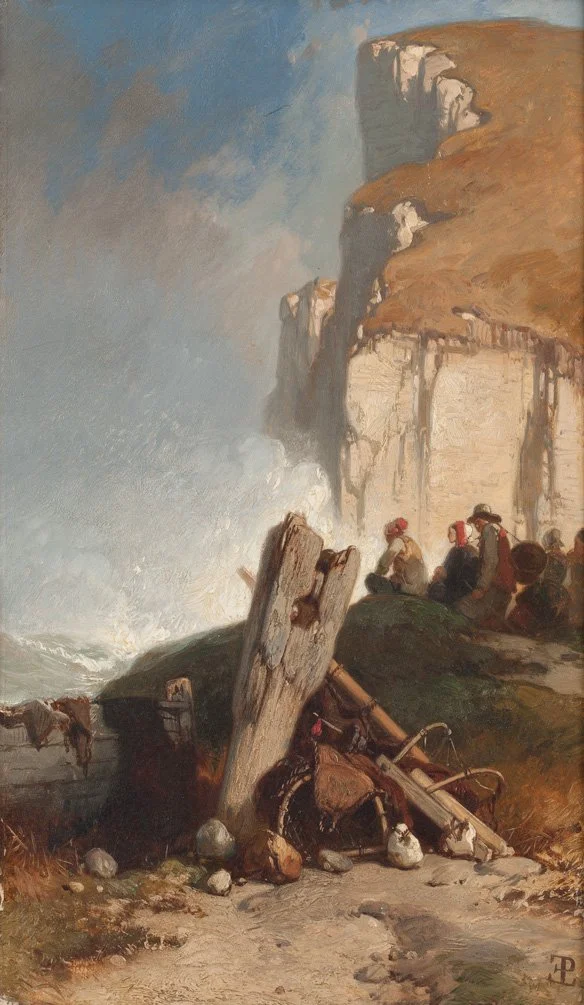
Famiglie di pescatori sulla spiaggia di Étretat, senza data, collezione privata.

Uno scorcio della sua vita sociale a Étretat, e del suo senso dell'umorismo, è fornito da un lungo aneddoto raccontato dall'anonimo Paris Diarist in Dwight's Journal of Music, in occasione dell'inaugurazione della casa, ospitato da Lepoittevin a La Chaufferette nel 1851. Ogni ospite doveva "fornire la propria candela" e portare un piatto. Il piatto di pesce doveva essere fornito dall'ospite, con sollievo del resto perché "nei porti di pesca difficilmente si può prendere il pesce; possiamo solo goderne l'odore. I pescatori sono appena sbarcati che il loro bottino è in viaggio per Parigi. Ma il nostro pittore si era fatto amico, garante, consigliere e benevolo donatore di vecchi vestiti a tutti i pescatori del luogo, e poteva quindi essere sicuro di ottenere il pesce desiderato". Quando il piatto venne presentato, gli ospiti applaudirono nel vedere un esemplare così grande, con "tutti i colori dell'arcobaleno e una moltitudine di altri... risplendenti sulle sue squame". Ma quando uno degli invitati ne tagliò un pezzo, "la fetta, scivolando dal coltello, cadde sul tavolo e volò in mille pezzi! Allora e solo allora, scoprimmo che il famoso pesce era di argilla, che l'abile Lepoittevin, non potendo ottenere la cosa reale, aveva modellato e dipinto con una perfezione tale da ingannare chiunque."
Lepoittevin dipinse anche una serie storica raffigurante artisti di marine e altri che ispirarono la sua stessa pittura. Questi artisti sono solitamente mostrati al lavoro nello "studio" all'aperto. Questi includono Adriaen van de Velde ne Lo sbarco sulla spiaggia di Blanckenberg, 1840, Paulus Potter in Disegno dalla vita all'Aia, 1843, Van de Velde, che di solito seguiva il suo amico Michiel de Ruyter nelle campagne marittime, che disegna un combattimento navale dalla natura, 1843, Van Dyck riceve una lezione di disegno da sua madre, c. 1843, Van de Velde studia l'effetto del cannone che il suo amico Michiel de Ruyter ha sparato a questo scopo, 1845, Ludolf Bakhuizen racconta storie di pirateria da pescatori di Schweningen, 1845, Il giovane Bakhuizen contempla gli effetti della tempesta, 1847, Bakhuizen offre la sua borsa ai marinai per soccorrerlo in caso di maltempo, 1848, David Teniers il Giovane conduce don Giovanni d'Austria, suo allievo, a una fiera, 1848, Van de Velde si imbarca per inseguire l'ammiraglio Ruyter, suo amico, al suo arrivo a Rotterdam, 1850, Bakhuizen Disegno dalla natura nelle dune di Skeveningen, 1850 e Il pittore, scena della vita di Adriaen Brouwer, c. 1860.

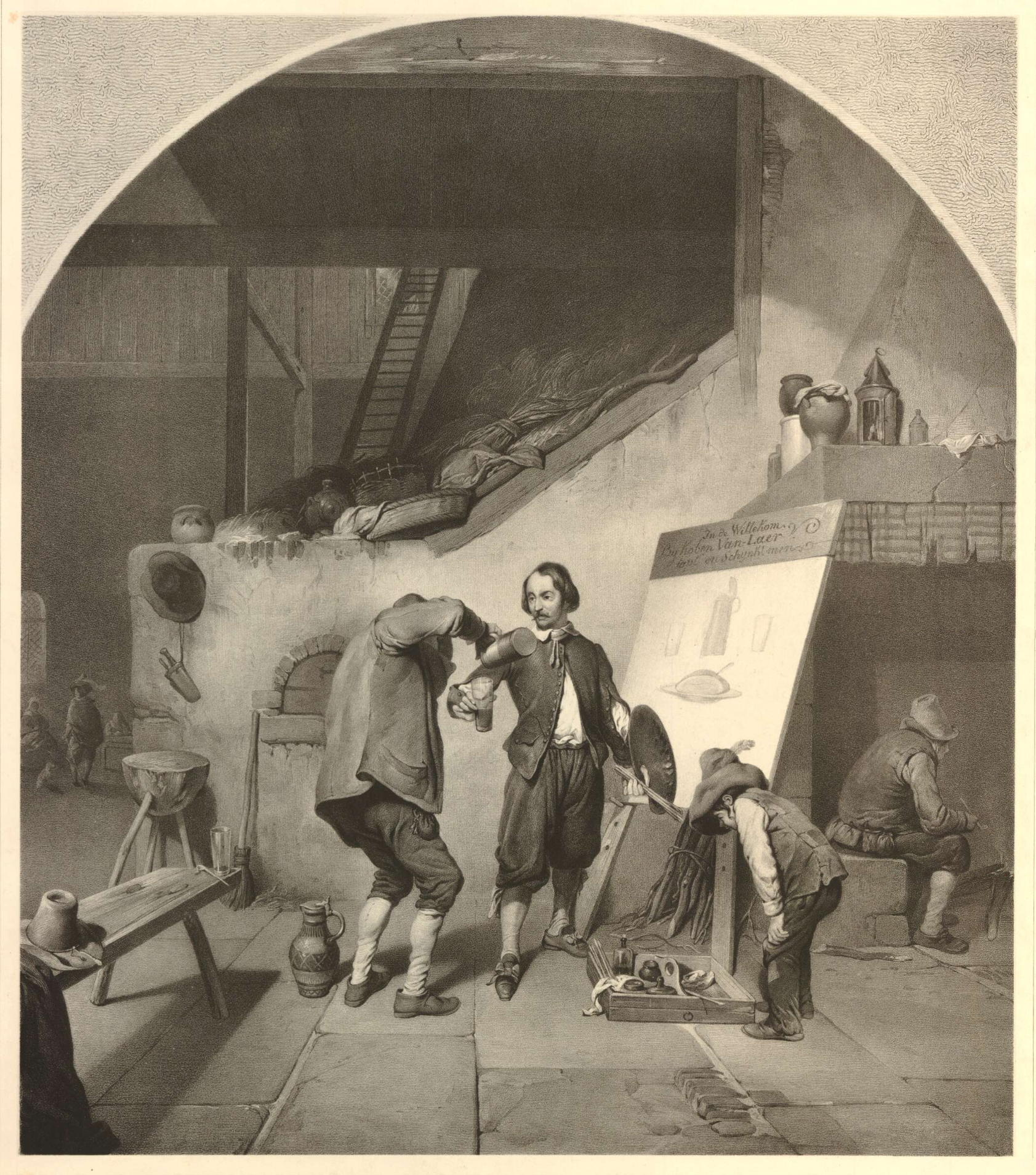
Le Peintre, Scène de la Vie de Adriaen Brouwer, c. 1860, incisione di Johann Wölfle.

Nel 1843 fu nominato cavaliere della Legion d'onore e nel 1845 Cavaliere dell'Ordine di Leopoldo. Nel 1849 fu nominato Peintre de la Marine dal Ministero della Difesa francese.
Lepoittevin fu attivo nella vita artistica di Parigi. Fu tra i 28 artisti, tra cui Corot, Delacroix e Rousseau, che fecero una petizione per la costruzione di una galleria apposita per esporre l'arte francese alla Grande Esposizione del 1851 a Londra, ma il progetto non ebbe successo Nel 1860, Lepoittevin fu un membro fondatore del club alla moda e influente di artisti, scrittori, architetti e musicisti parigini, Le Cercle de L'Union Artistique.
Due anni dopo la sua morte, i contenuti del suo studio furono venduti all'asta; questi includevano 144 dipinti e bozzetti finiti e 52 disegni e acquerelli di se stesso, 20 dipinti di amici, oltre ai suoi colori e utensili da pittura, e complessivamente venne realizzata la cifra di circa 40.000 franchi.

## Nei musei
In Francia, il Musée des Pêcheries a Fécamp ha messo insieme una collezione di opere dell'artista raffiguranti i dintorni di Étretat e nel 2020 ha allestito la mostra L'invention d'Étretat: Eugène Le Poittevin, un peintre et ses amis à l'aube de l'impressionnisme.
Il Musée maritime de l'île Tatihou a Saint-Vaast-la-Hougue conserva tre dipinti di Lepoittevin; un quarto, Vue de Normandie (1833), è stato distrutto da un incendio nel 2017.
Il Musée des beaux-arts de Rouen conserva una significativa collezione di disegni e schizzi di Lepoittevin, e anche i dipinti Sancho et son âne (1847 circa) e Les amis de la ferme (1852).
Il Louvre di Parigi custodisce il dipinto non datato Famille de paysans au bord de l'eau.
La Maison de Balzac di Parigi possiede un set colorato dell'album Les Diables de lithographies.

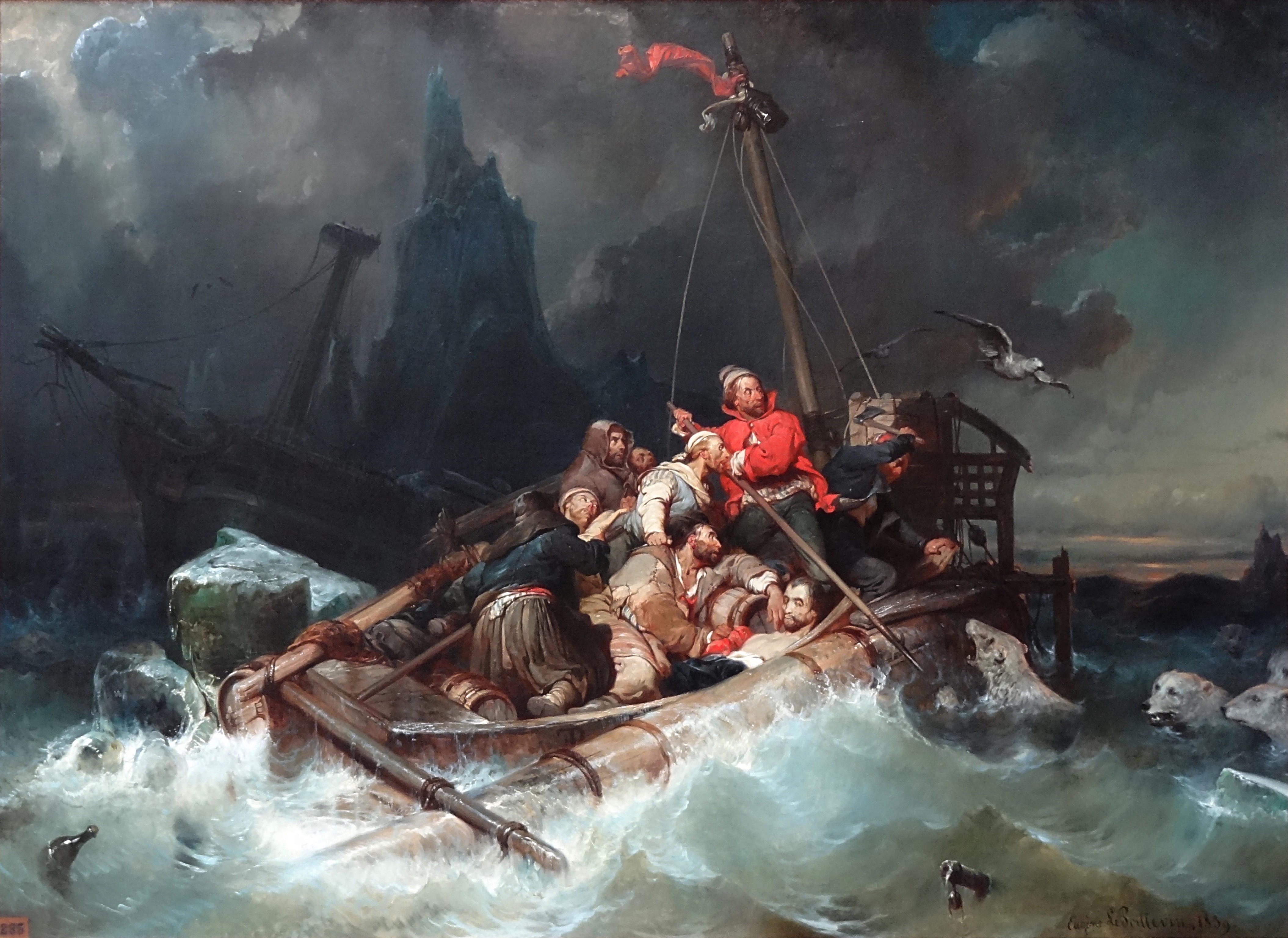
Les naufragés, 1839, Musée de Picardie, Amiens.

Altrove in Francia (elencate in ordine alfabetico per città), le opere di Lepoittevin sono nelle collezioni del Musée de Picardie di Amiens, il Musée des Beaux-Arts d'Angers, il Musée Sarret de Grozon ad Arbois, il Musée Calvet ad Avignone, il Musée départemental de l'Oise a Beauvais, il Museo delle Belle Arti di Brest, il Musée des Beaux-Arts a Chambéry, il castello-museo di Dieppe, il Musée Magnin a Digione, il Musée départemental d'Art ancien et contemporain a Épinal, il Musée des Beaux-Arts de La Rochelle, il Musée des Beaux-Arts di Marsiglia, il Musée des Beaux-Arts di Mulhouse, il Musée des Beaux-Arts di Nantes, il Musée de la Faïence et des Beaux-Arts a Nevers, il Musée des Beaux-Arts d'Orléans, l'Hôtel de Brienne (sede del Ministero della Difesa ) a Parigi, il castello di Saumur, il Museo di Soissons, il Musée Massey a Tarbes, il Musée des Beaux-Arts di Troyes, la Reggia di Versailles, il Musée Lambinet a Versailles e il Musée de la Révolution française a Vizille.
In Inghilterra le sue opere sono nelle collezioni del British Museum e del Victoria & Albert Museum di Londra, nell'Ashmolean Museum di Oxford, nella Cooper Gallery di Barnsley, nel Bowes Museum al Barnard Castle e nella Simon Carter Gallery, a Woodbridge, Suffolk.
Nei Paesi Bassi le sue opere sono nella collezione del Rijksmuseum.
In Russia, il suo dipinto Susana e gli anziani (1865 circa) è nella collezione del Museo dell'Ermitage.
Negli Stati Uniti, la collaborazione postuma di Lepoittevin con il suo mentore, Auguste Xavier Leprince, Interieur de l'atelier de feu Leprince del 1827, è nella collezione del Chazen Museum of Art presso l'Università del Wisconsin-Madison.

## Eredità: Lepoittevin o Corot?
Durante la sua vita e per una generazione dopo, l'opera di Lepoittevin fu paragonata o confusa con quella di Corot, e questa analogia si fece strada nella cultura popolare. Nella commedia di Eugène Labiche Edgard et sa bonne (1852), un personaggio dice: "C'est un Le Poittevin, ça vaut un Corot et c'est beaucoup moins cher!" ("È un Le Poittevin, vale un Corot ed è molto più economico!") In Dindon (1896) di Georges Feydeau, un personaggio è entusiasta di vedere un Corot offerto per soli 600 franchi. "Il est signé Poittevin, mais le marchand me garantit la fauseté de la signature... Je fais enlever Poittevin et il ne reste que le Corot!" ("È firmato Poittevin, ma il gallerista mi garantisce che la firma è falsa... Farò rimuovere Poittevin e resterà solo il Corot!" )

## Eredità: Étretat

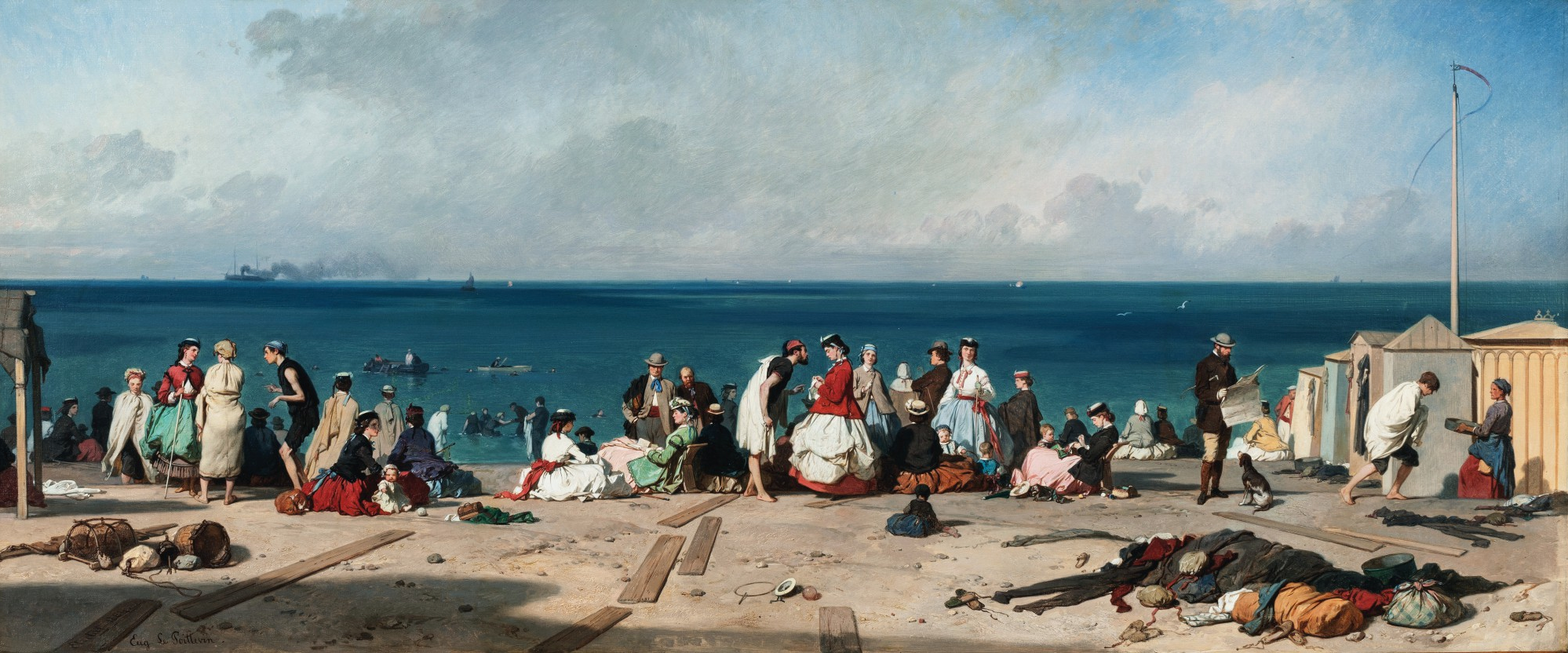
Les Bains de Mer, Plage d'Étretat (Bagni di mare, la spiaggia di Étretat), 1864, collezione privata. Le figure identificate nel dipinto includono Guy de Maupassant (con berretto blu a sinistra), Charles Landelle (con berretto rosso, al centro) e Bertall (che legge il giornale a destra). Il dipinto "perduto" e ritrovato è stato messo all'asta da Sotheby's a Parigi, il 3 dicembre 2020, per 226.800 euro, record per un'opera di Lepoittevin.

Negli ultimi decenni, l'interesse degli studiosi per Lepoittevin si è concentrato sulle sue opere che ritraggono il villaggio di Étretat in Normandia, le sue bianche scogliere a picco e il paesaggio costiero, i suoi marinai e pescatori e i suoi visitatori, in particolare la "colonia parigina", che includeva lo stesso Lepoittevin. Mentre artisti successivi come Courbet e Monet e scrittori tra cui Guy de Maupassant e Alphonse Karr avrebbero reso Étretat famosa e alla moda, furono Lepoittevin e il suo collega Eugène Isabey a "scoprire" il luogo, e Lepoittevin a "inventare" Étretat. Così scriveva Alexandre Dumas: "Le Poittevin a inventé Étretat".

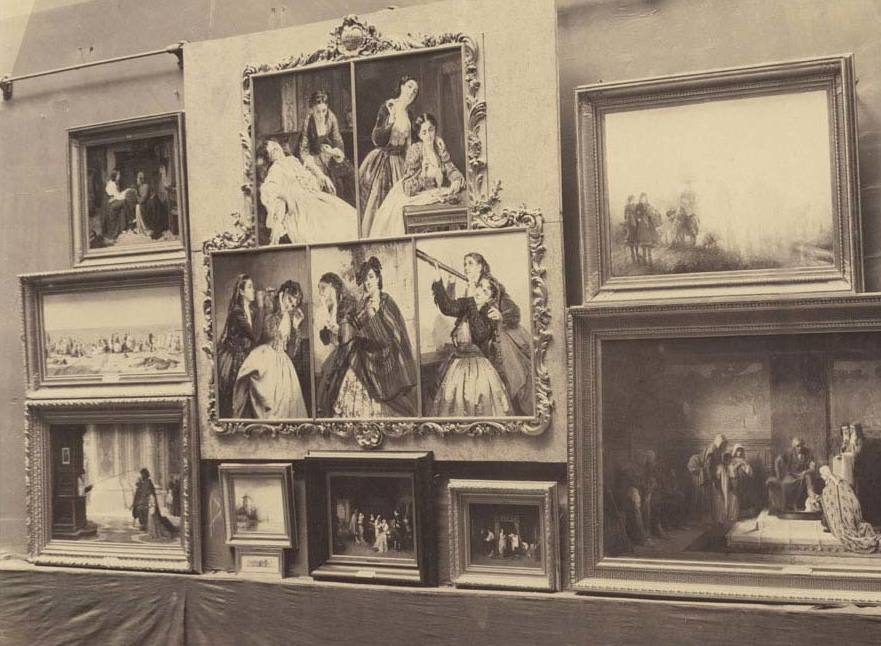
Les Bains de Mer, Plage d'Étretat in mostra al Salon di Parigi del 1865 (fila centrale a sinistra).

L'interesse venne attirato da due particolari dipinti raffiguranti la spiaggia e i suoi visitatori estivi, Les Bains de Mer, Plage d'Étretat del 1864 e Bains de mer à Étretat del 1866. Nel 1967, Raymond Lindon (sindaco di Étretat dal 1929 al 1959) pubblicò un articolo fondamentale sui due dipinti. Dopo aver esaminato schizzi preliminari e fotografie d'epoca e aver studiato la famiglia e la cerchia sociale dell'artista, Lindon identificò molte delle figure, tra cui il pittore Charles Landelle, l'illustratore e caricaturista Bertall, Guy de Maupassant e lo stesso Lepoittevin.
I successivi studi sul fascino artistico di Étretat includevano capitoli su Lepoittevin, e l'artista divenne l'obiettivo principale della mostra L'invention d'Étretat: Eugène Le Poittevin, un peintre et ses amis à l'aube de l'impressionnisme al Musée des Pêcheries a Fécamp, dal 14 luglio al 15 novembre 2020. Nonostante le circostanze della pandemia di COVID-19, la mostra ha avuto 22.000 visitatori.
Il libro di accompagnamento con lo stesso titolo includeva articoli su Lepoittevin di vari studiosi, incluso il primo sostanziale saggio biografico.
Un altro saggio nel libro, "Les Bains de Mer, Plage d'Étretat: Enquête sur un tableau disparu" (il caso del dipinto perduto), raccontava la scomparsa di quest'opera dopo la caduta di Napoleone III, che la acquistò per 7000 franchi dopo essere stata esposta al Salon di Parigi del 1865. Lindon nel 1967 ha basato la sua ricerca su una litografia del dipinto. Il mondo dell'arte parigino se ne è accorto quando il dipinto "perduto" è ricomparso improvvisamente ed è stato messo all'asta meno di un mese dopo la chiusura della mostra. Il prezzo di vendita ha superato di gran lunga la stima di Sotheby's e ha stabilito un record per un'opera di Lepoittevin, 226.800 euro. Nadège Sébille, autore del capitolo "Pittura perduta" e addetto alla conservazione al Musée des Pêcheries, ha twittato: "Bon…il semblerait que ma publishing sur ce tableau de Le Poittevin, dont le prix s'est envolé, a porté sesfruits pour remettre ce grand artiste à l'honneur…mais quel dommage pour le @museedefecamp! ! !" ("Beh...sembra che il mio articolo su questo dipinto di Le Poittevin, il cui prezzo è salito alle stelle, abbia dato i suoi frutti nel mettere sotto i riflettori questo grande artista..ma che peccato per il museo Fécamp!")

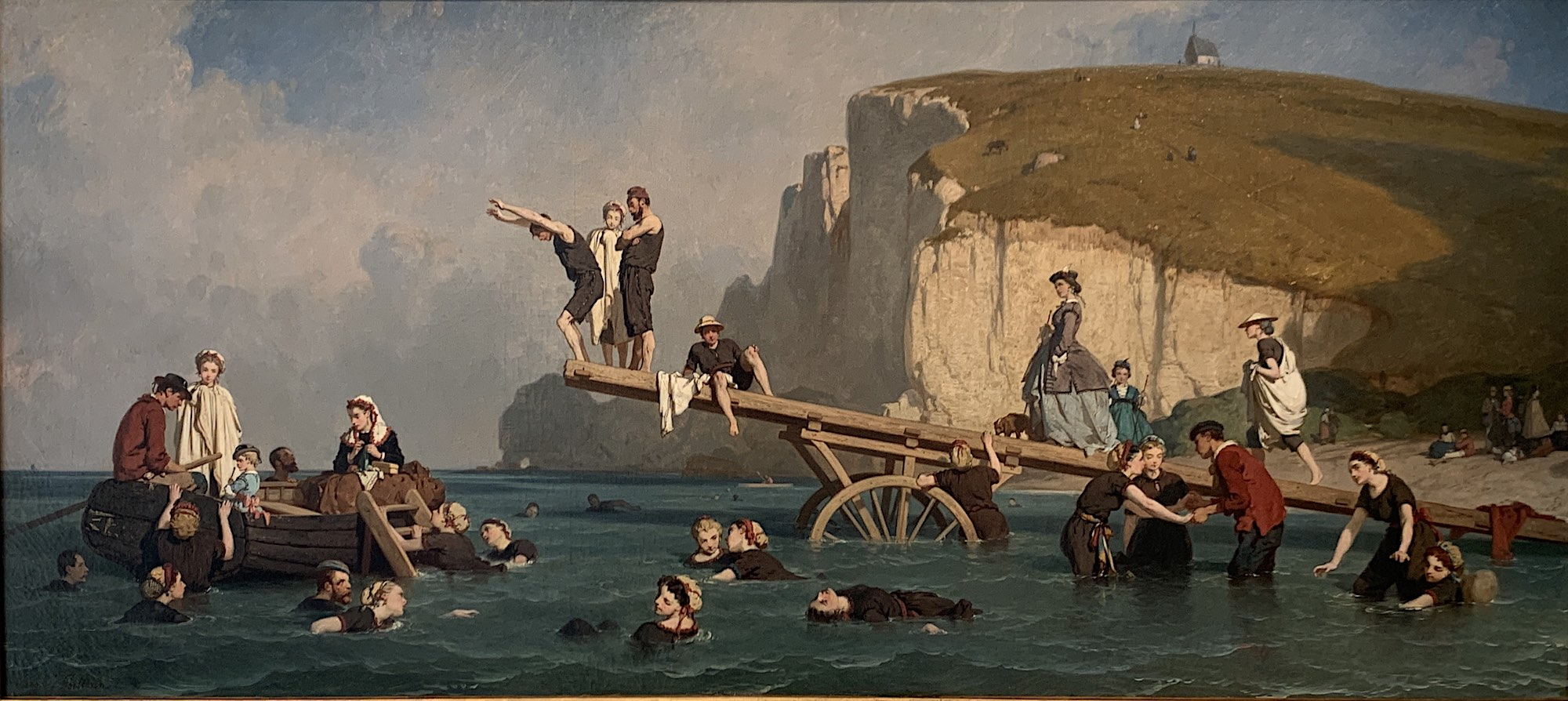
Bains de mer à Étretat (Bagni di mare a Étretat), 1866, Musée des beaux-arts de Troyes. Il giovane in procinto di immergersi è stato identificato come Guy de Maupassant; si pensa che la testa a sinistra sia un autoritratto.

## Galleria (cronologica)

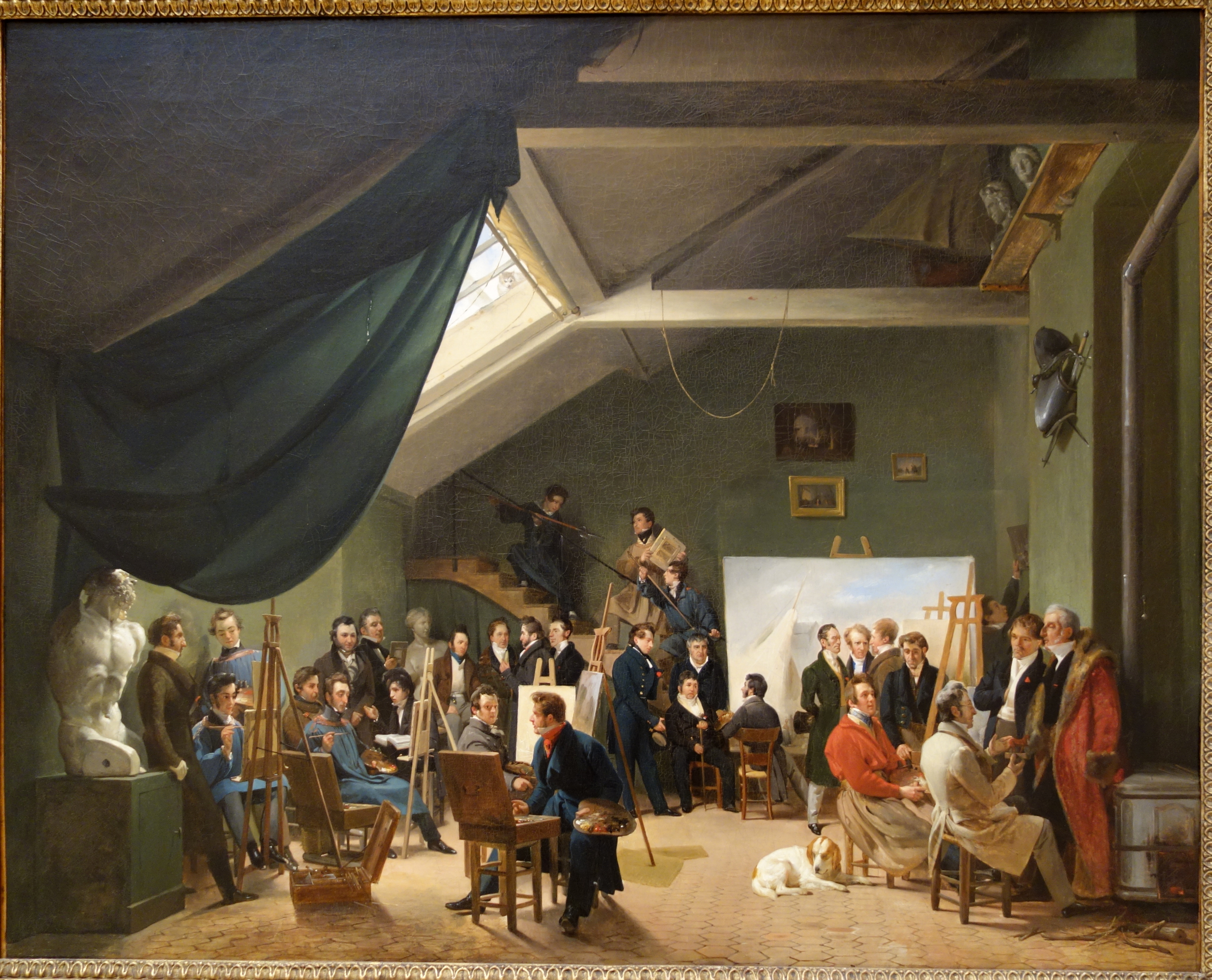
Xavier Leprince e Eugène Lepoittevin,[11] The Artist's Studio, 1827, Chazen Museum of Art, Madison
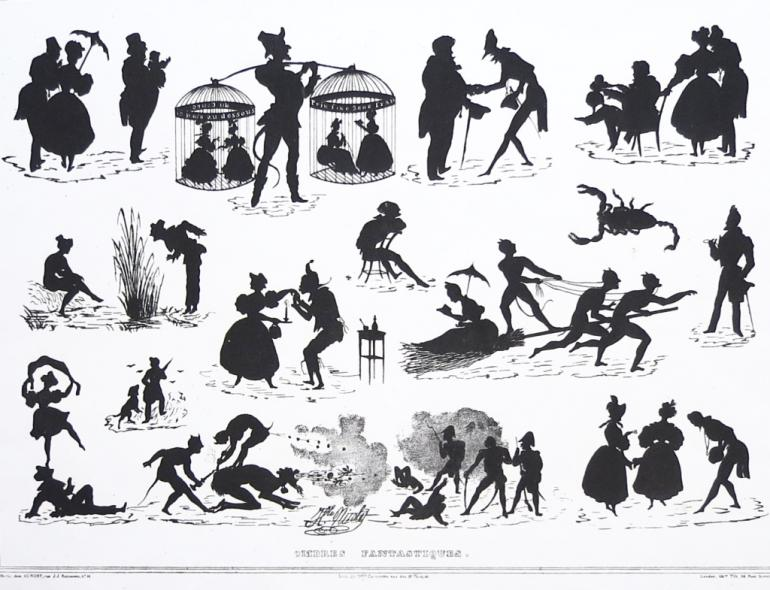
Una delle 12 litografie dall'album Ombres Fantastiques, c. 1830
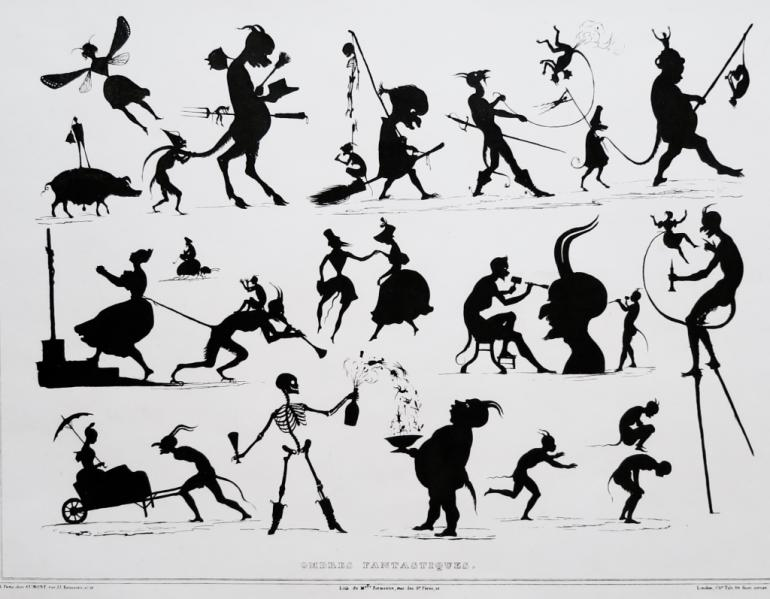
Una delle 12 litografie dall'album Ombres Fantastiques, c. 1830
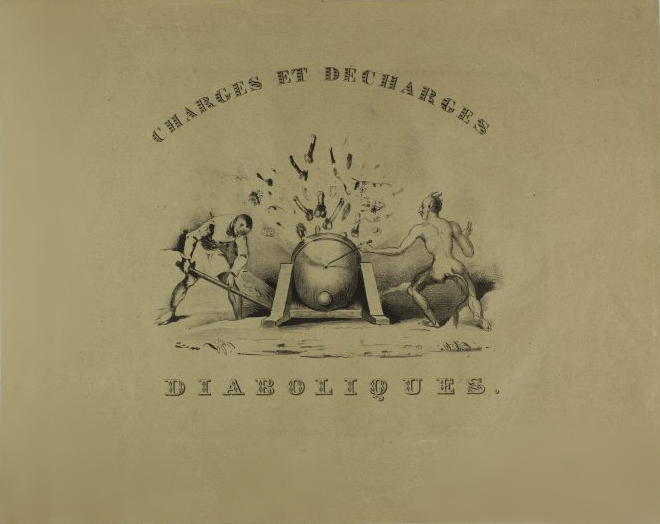
Charges et Décharges Diaboliques (copertina dell'album), 1830
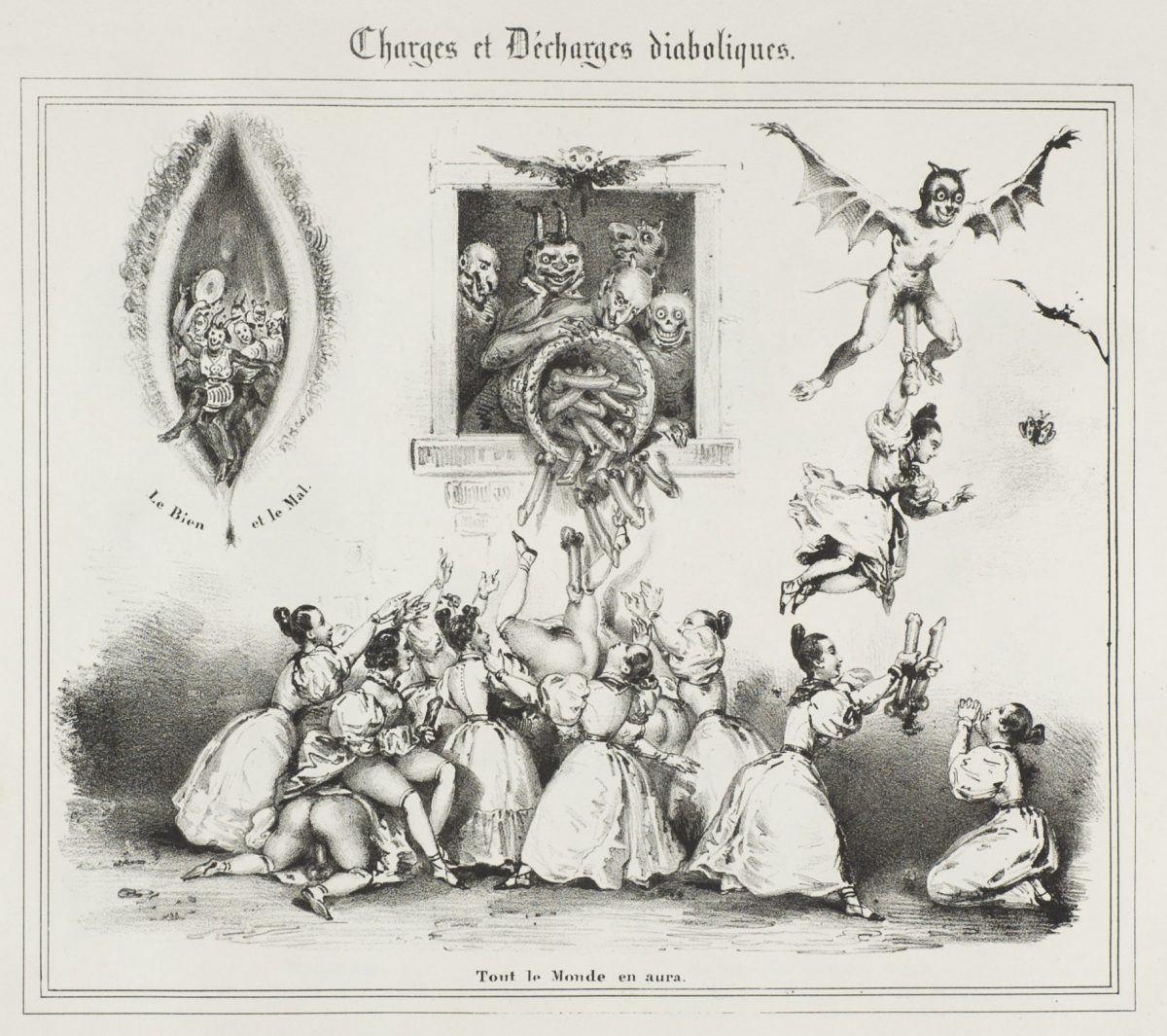
"Tout le Monde en aura" da Charges et Décharges Diaboliques, 1830.
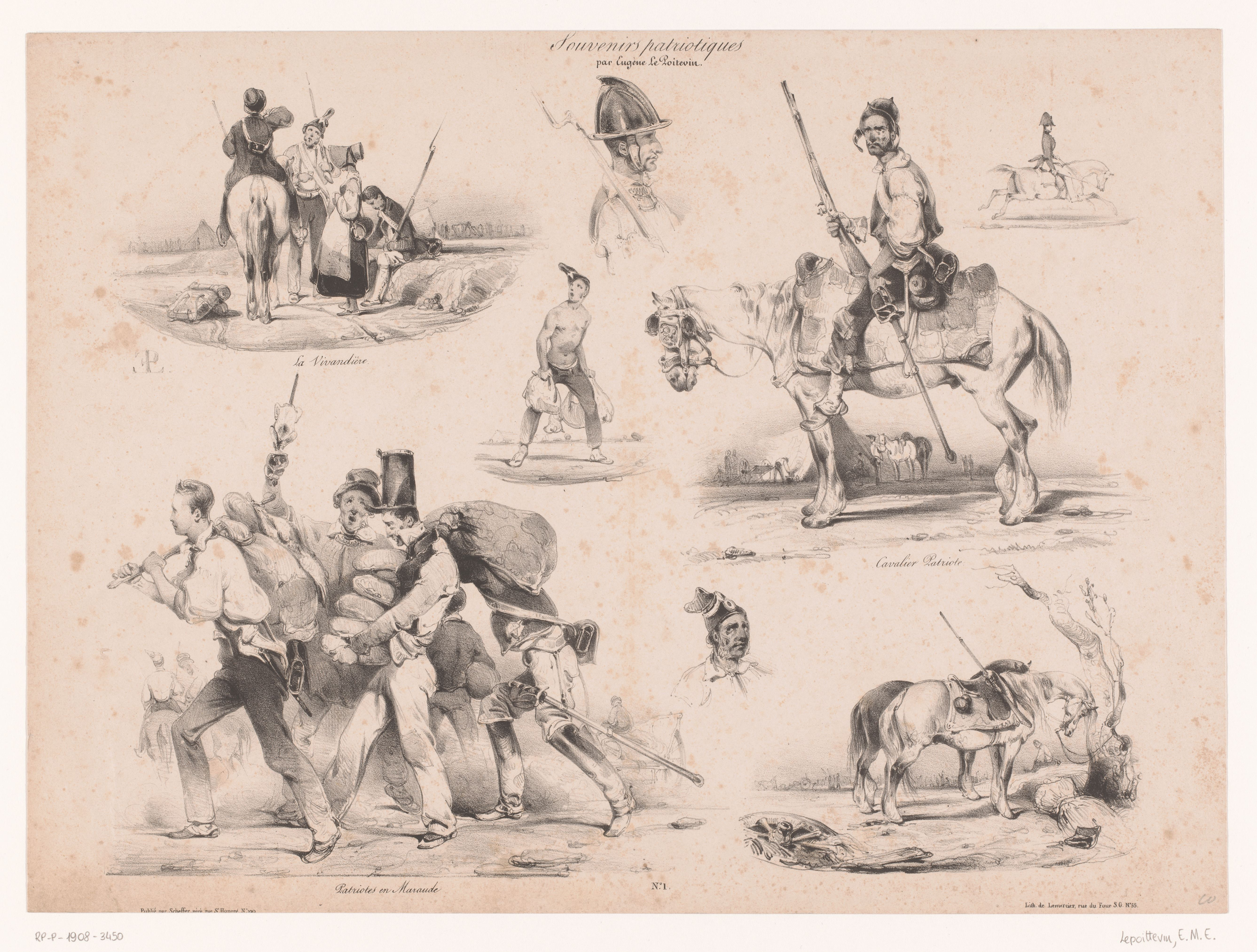
Souvenirs patriotiques no. 1, 1830, Rijksmuseum
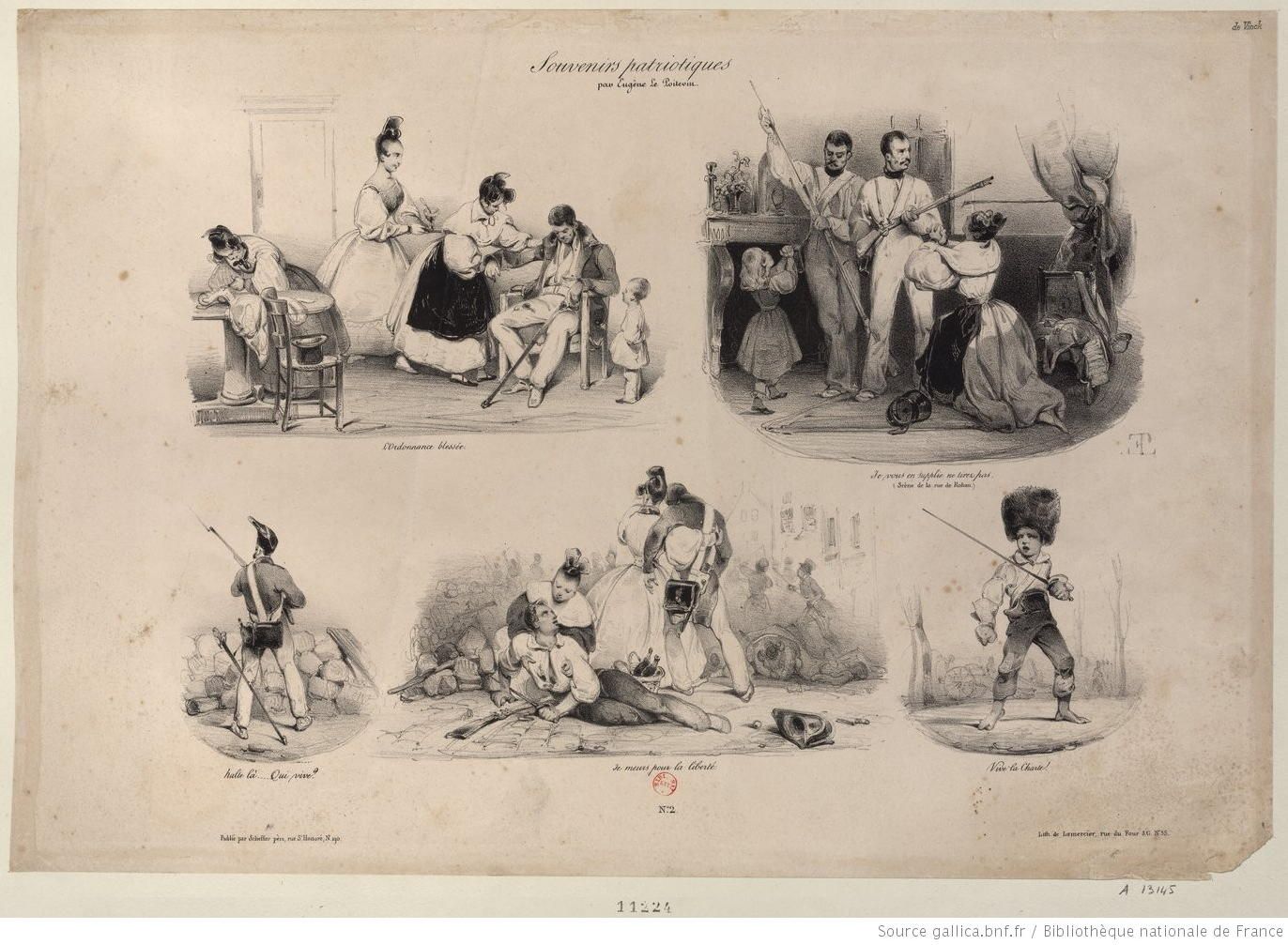
Souvenirs patriotiques no. 2, 1830, Biblioteca nazionale di Francia
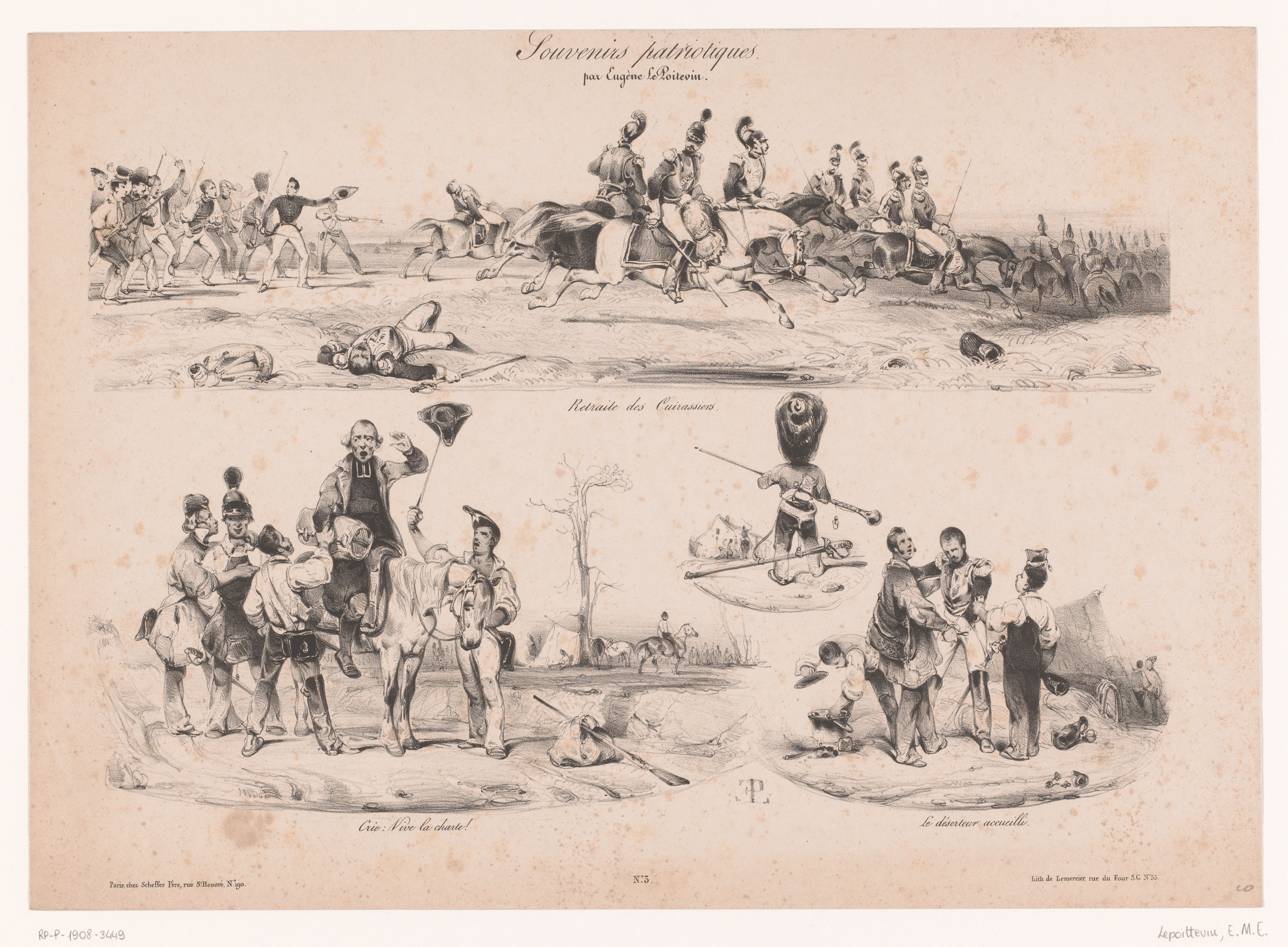
Souvenirs patriotiques no. 3, 1830, Rijksmuseum
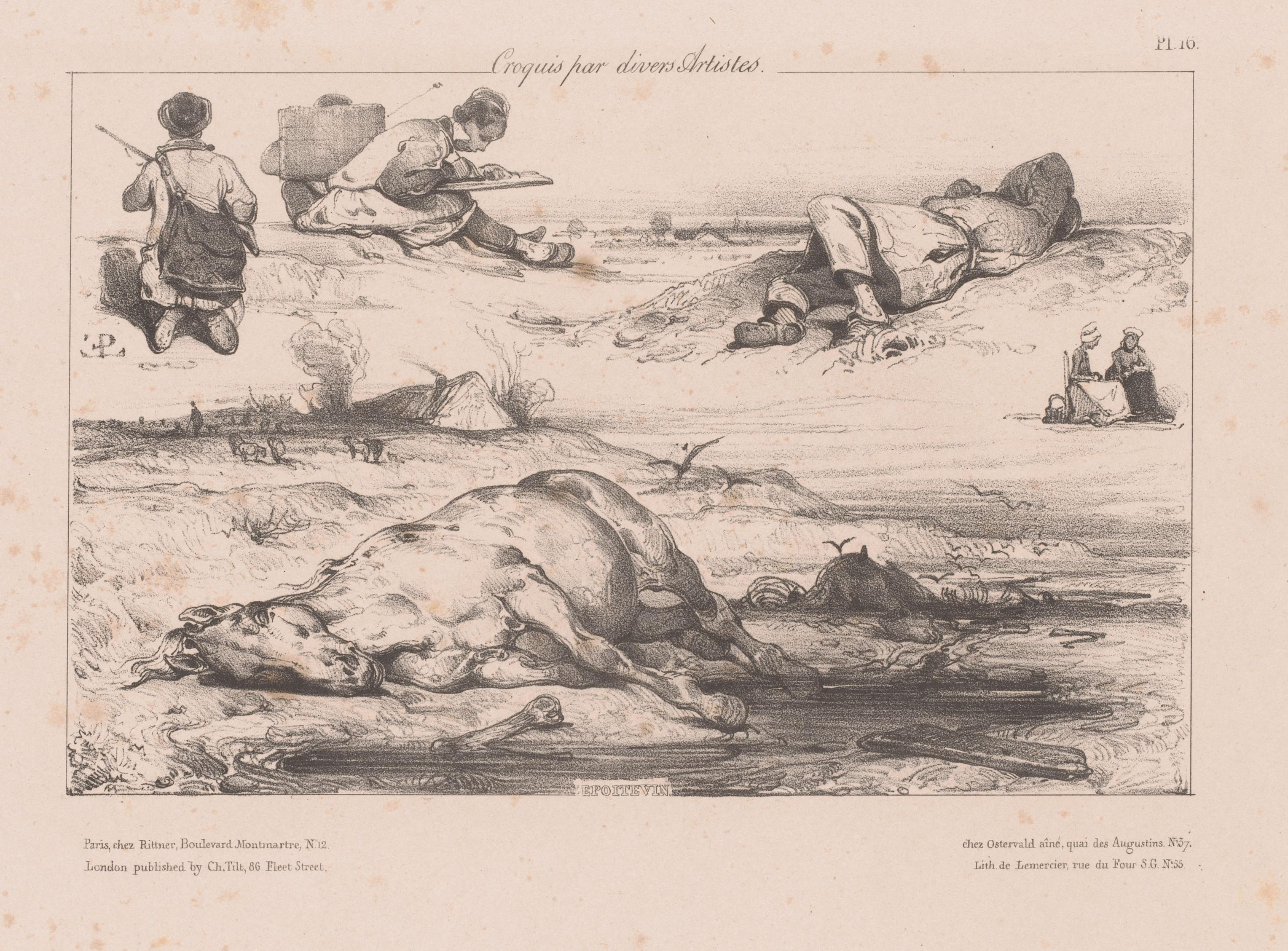
Stusio di soldati con cavallo morto, 1830, Rijksmuseum
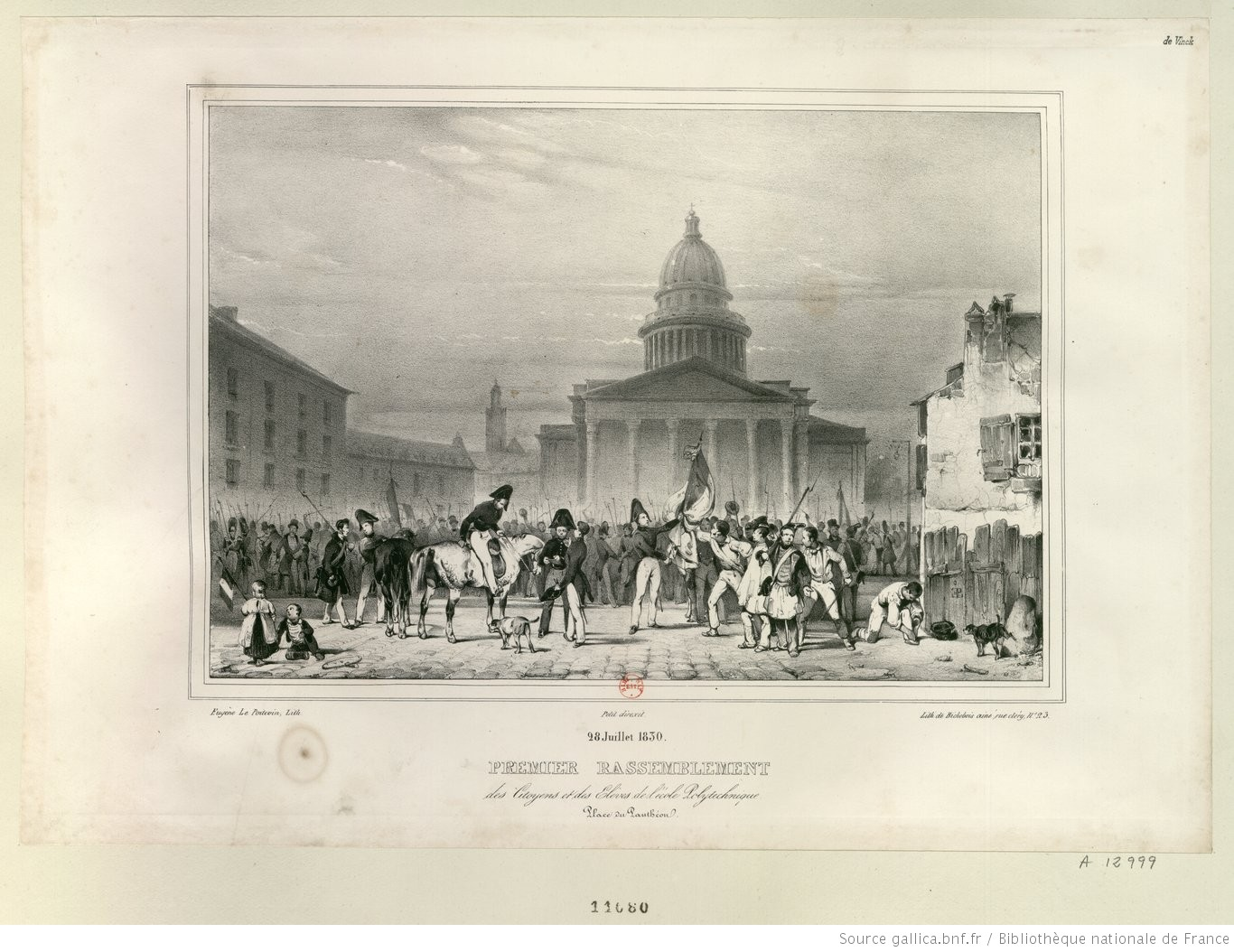
28 Juillet 1830: Premier Rassemblement des Citoyens et des Elèves de l'école Polytechnique Place du Panthéon, litografia 1830
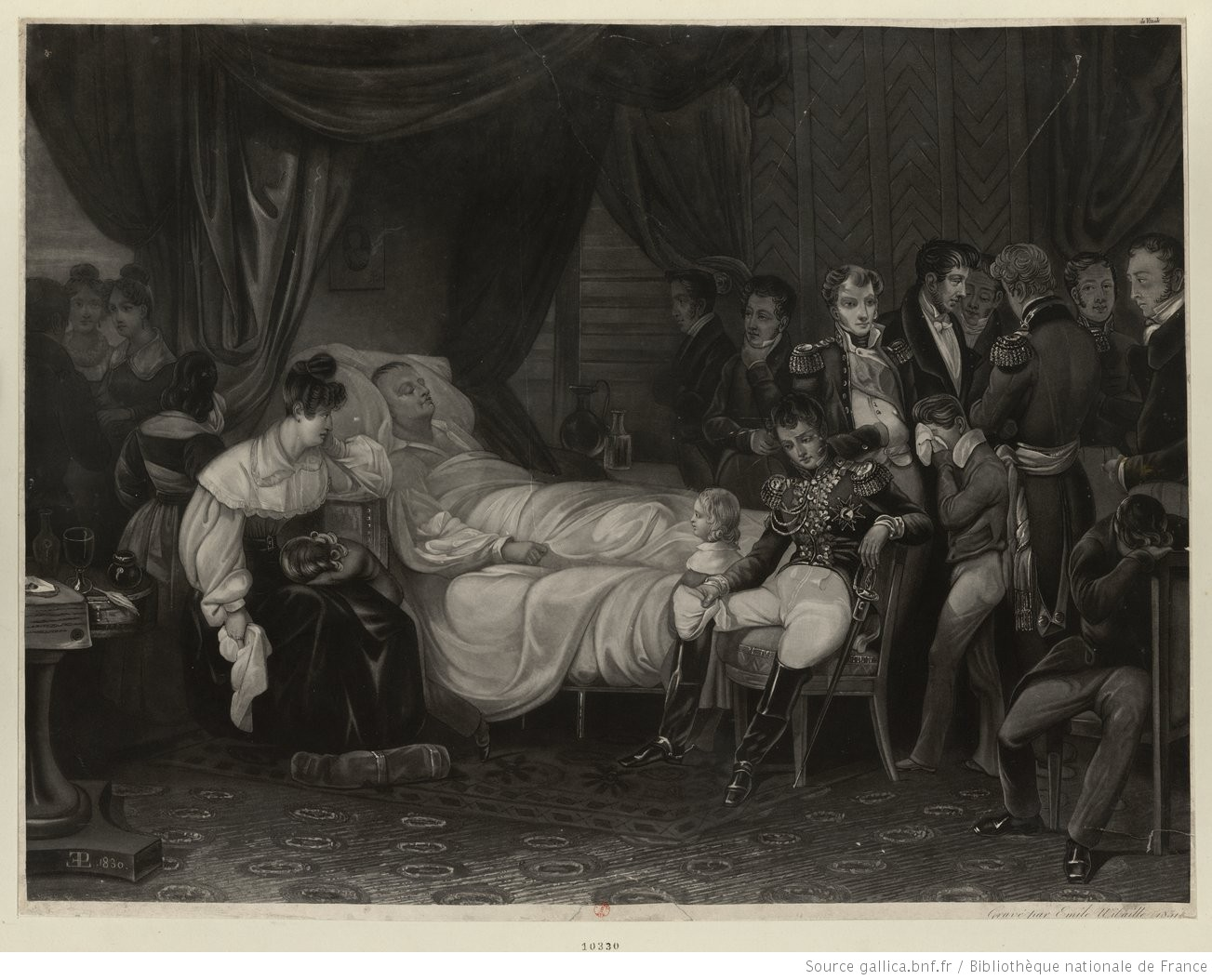
Mort de Napoléon, 1831, incisione di Emile Wibaille
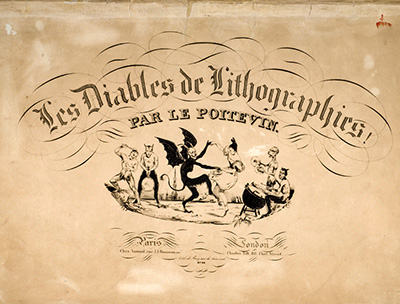
Les Diables de Lithographies 1832
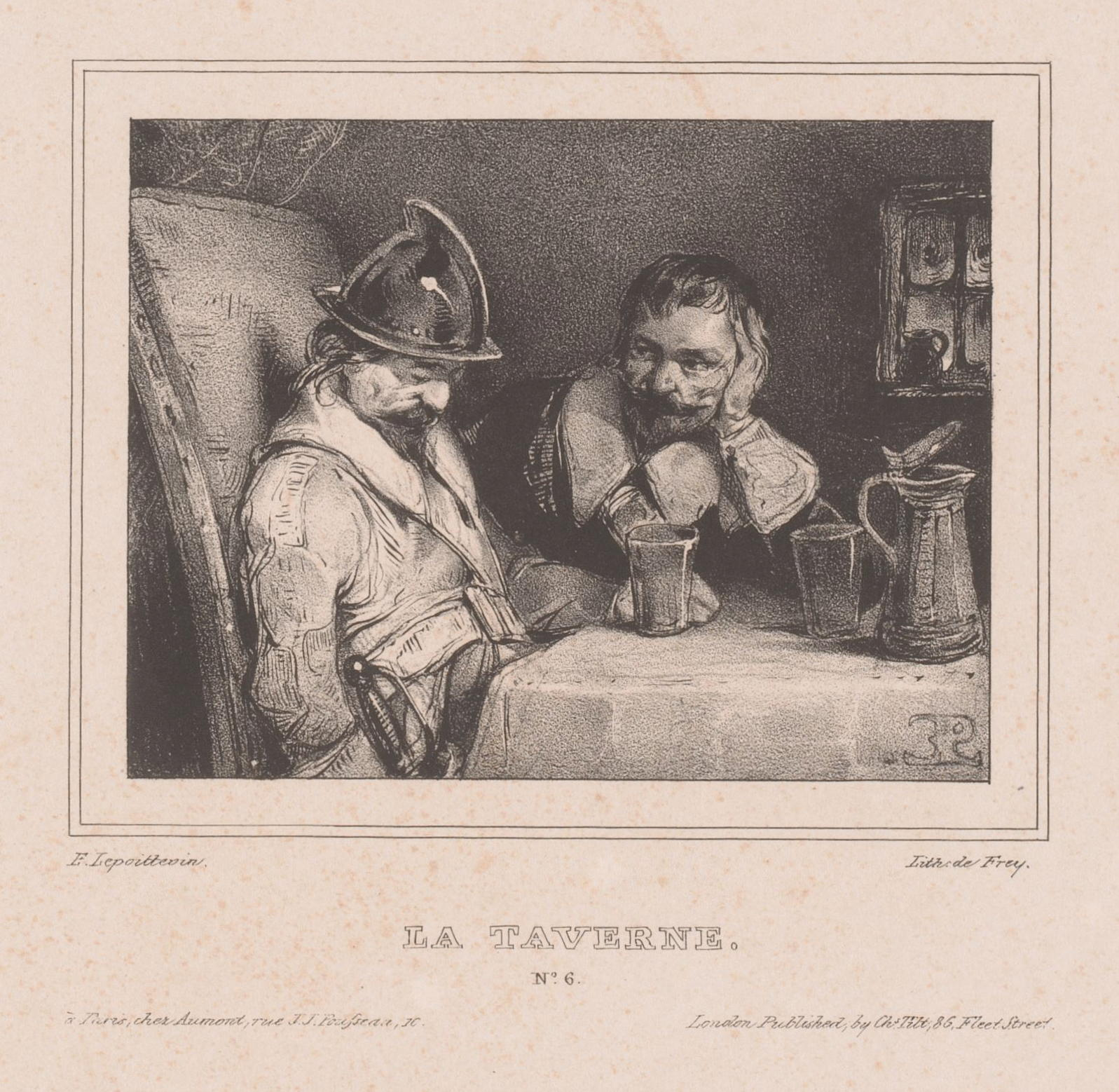
La Taverne no. 6, Rijksmuseum
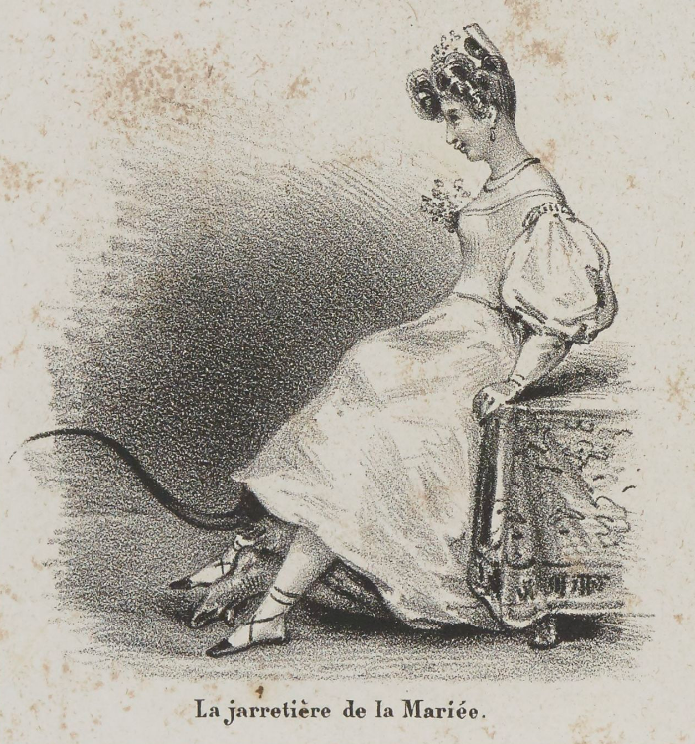
La jarretière de la Marié, da Diableries, 1832
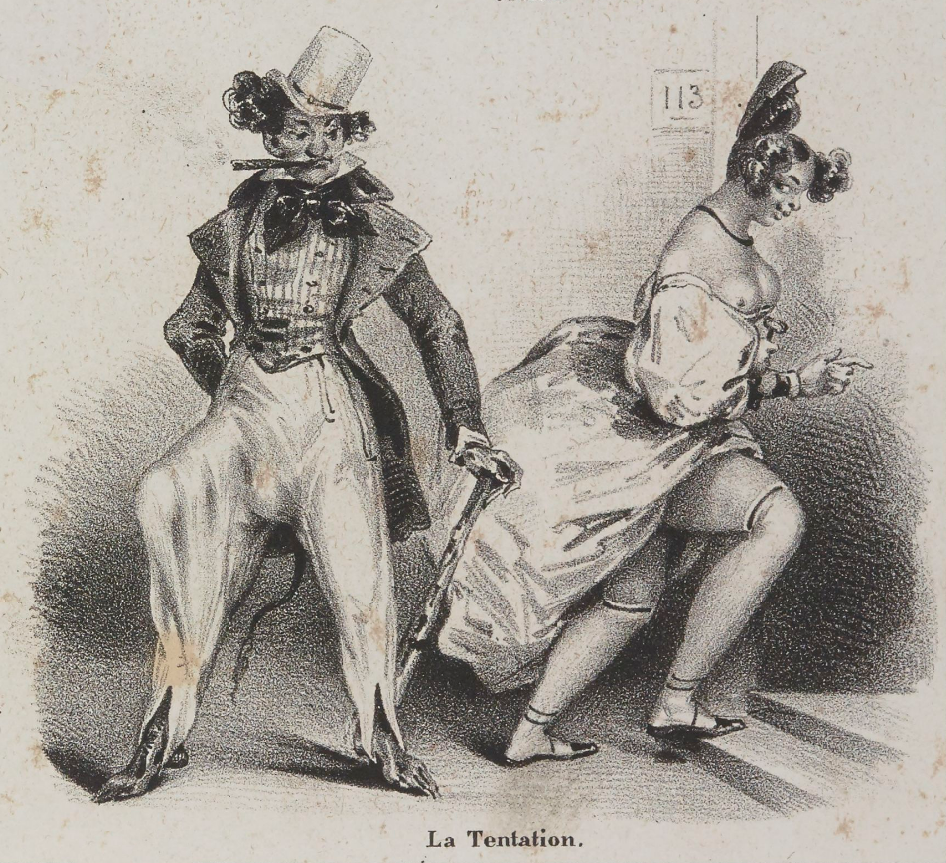
Eugène Lepoittevin, La Tentation, da Diableries, 1832
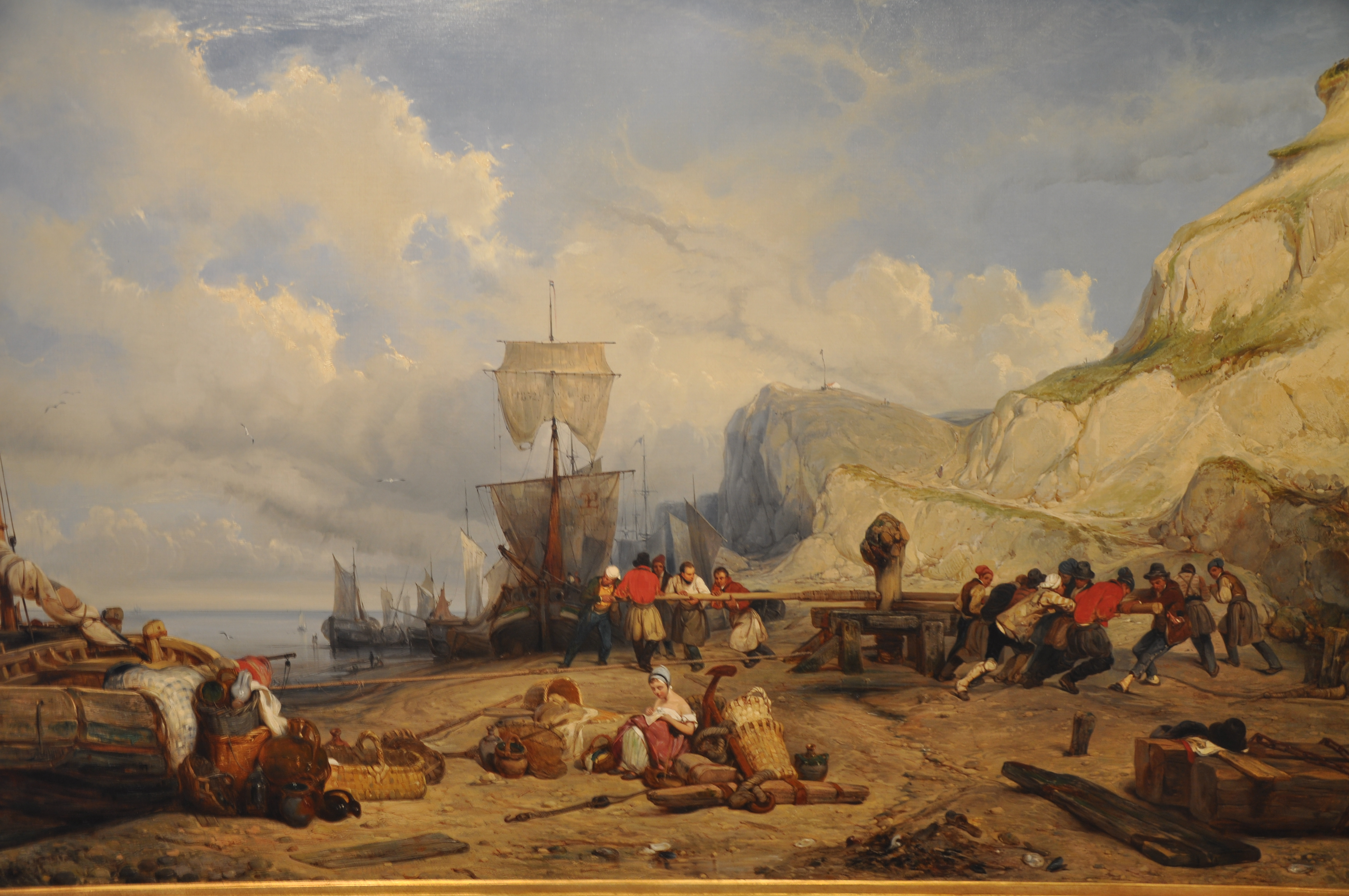
Pêcheur halant un bateau à terre, Port-en-Bessin, 1832, Musée maritime de l'Île Tatihou.
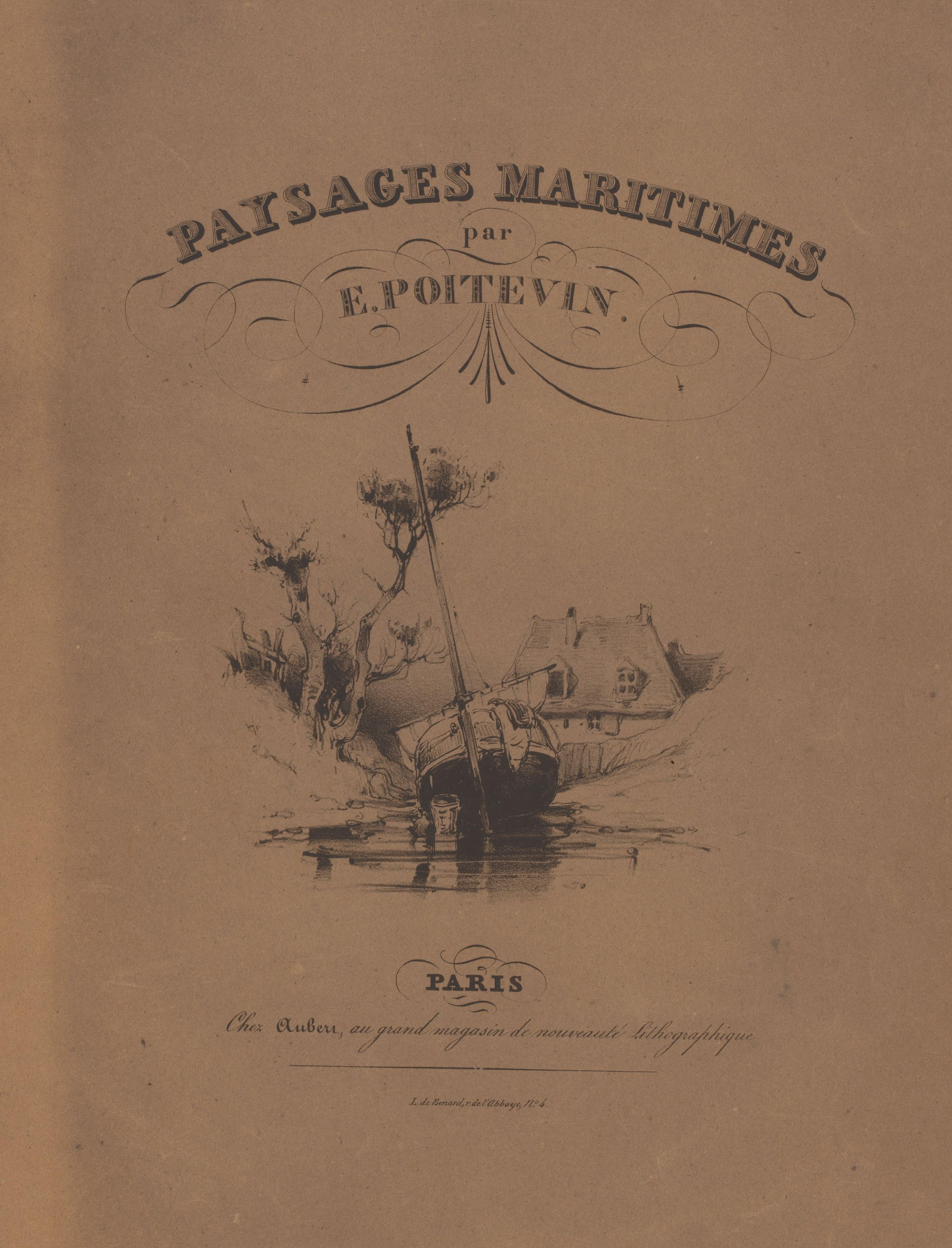
Paysages Maritimes (album di litografie- copertina), 1832–1840, Rijksmuseum
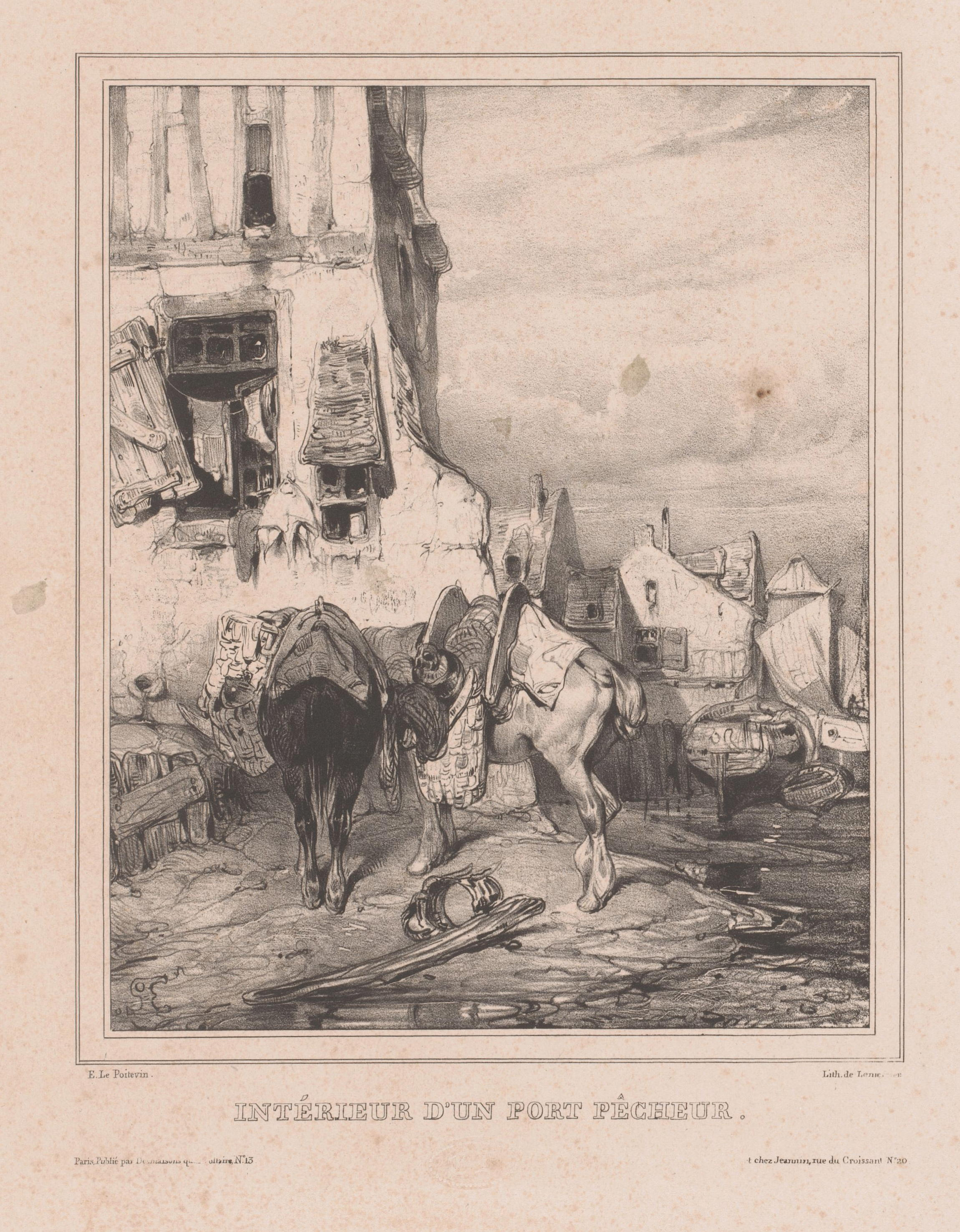
Intérieur d'un Port Pêcheur, 1832–1835, Rijksmuseum
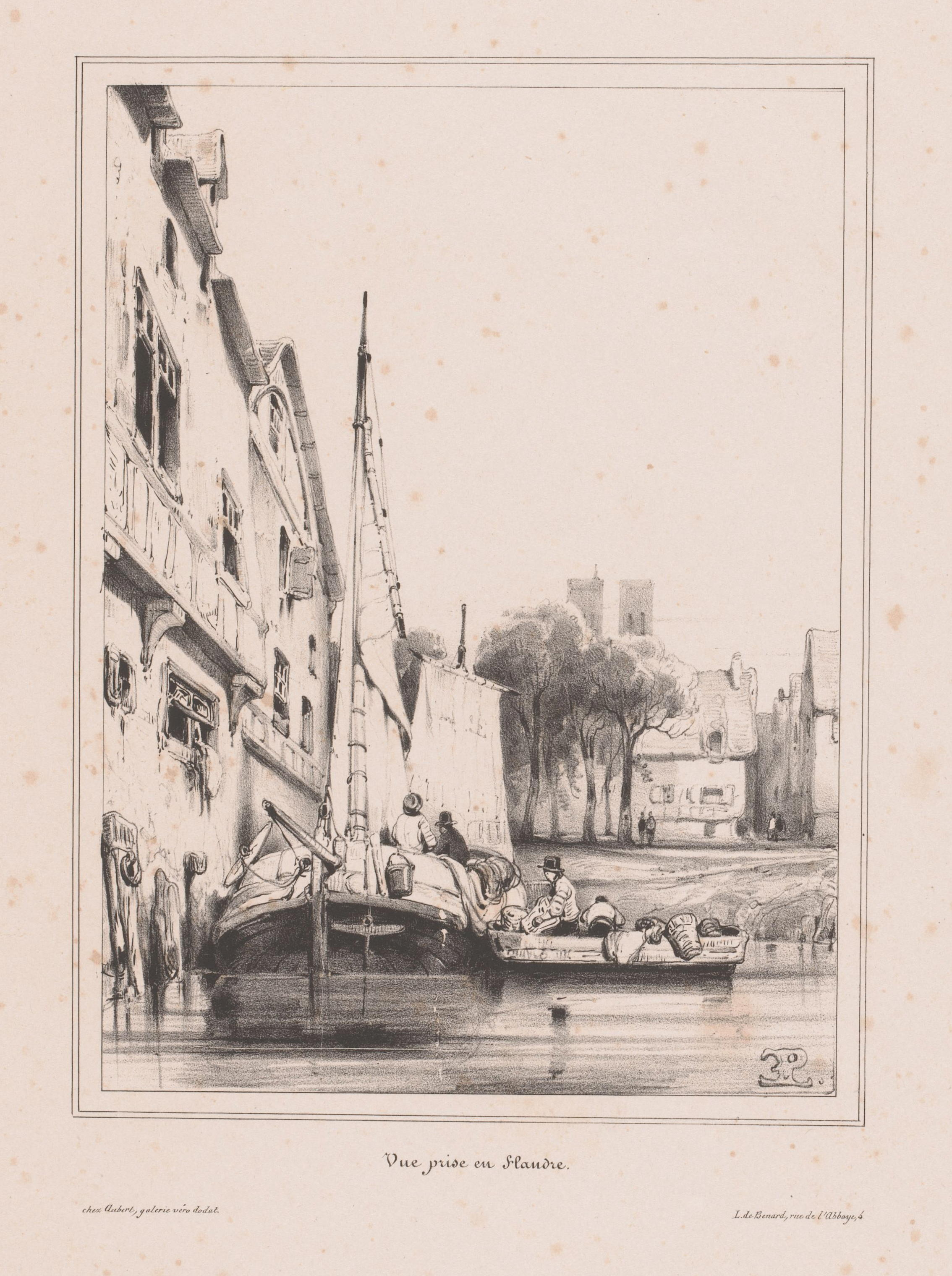
Eugène Lepoittevin, Barca da pesca in un porto fiammingo, 1832–1840, Rijksmuseum
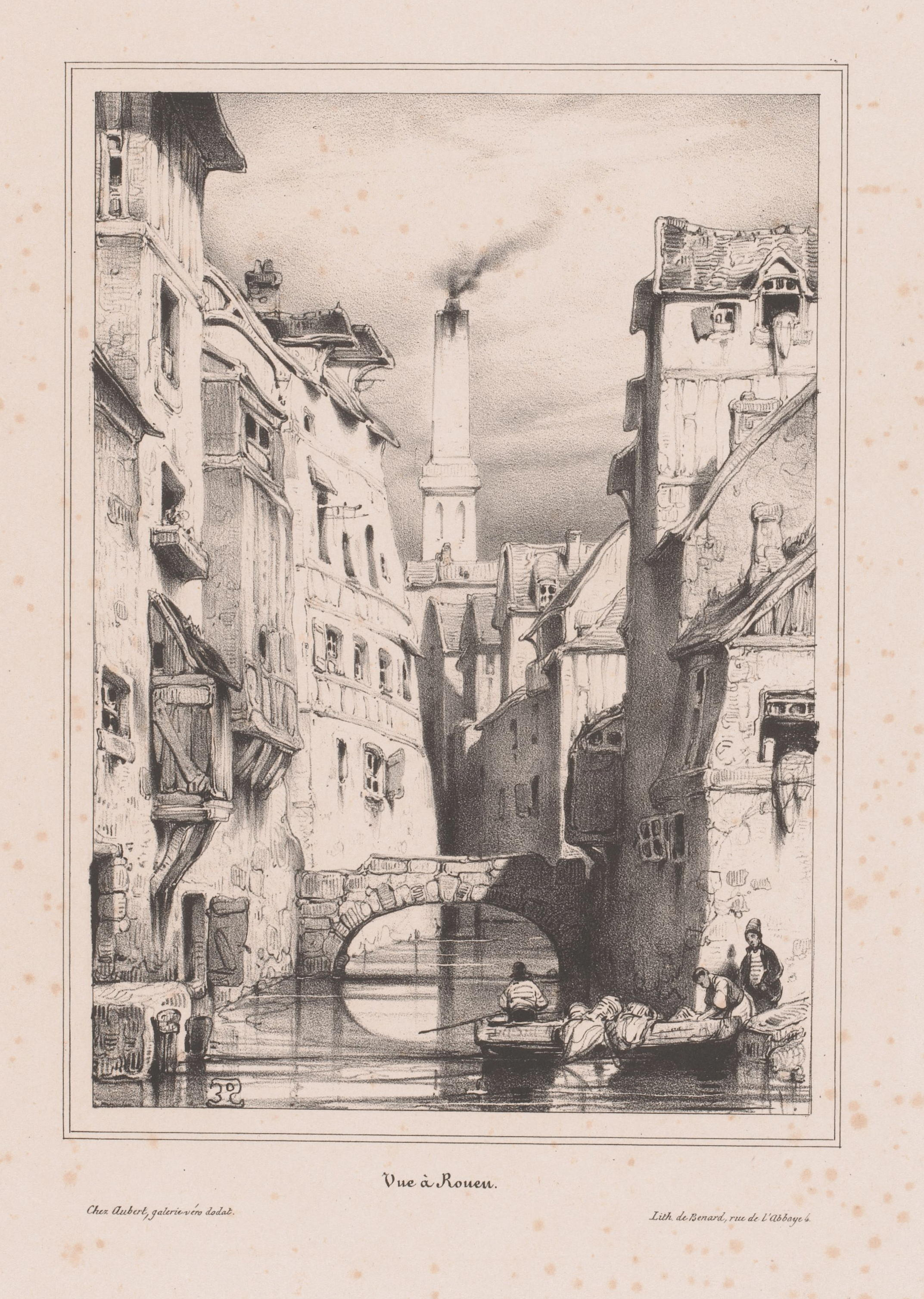
Eugène Lepoittevin, Vista di un canale a Rouen, 1832–1840, Rijksmuseum
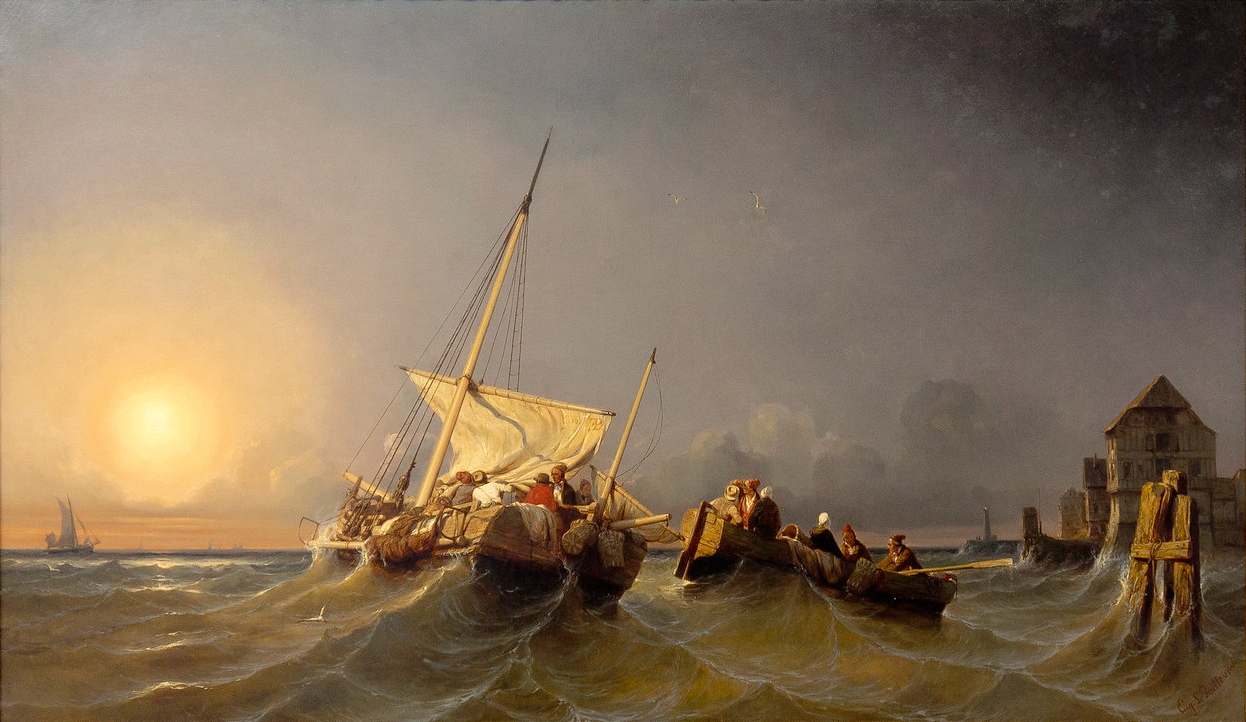
Le retour des pêcheurs, 1835, Musée des Beaux-Arts de Brest
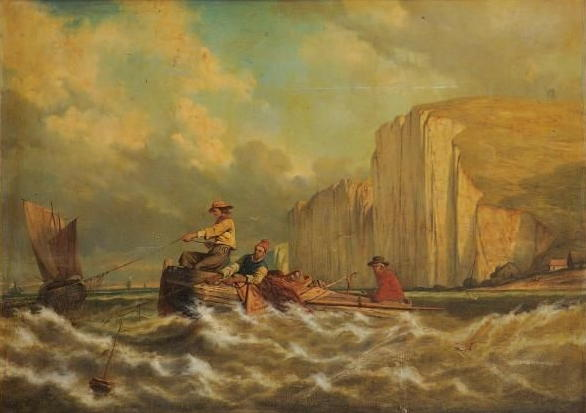
La pêche près des falaises, 1836, collezione privata
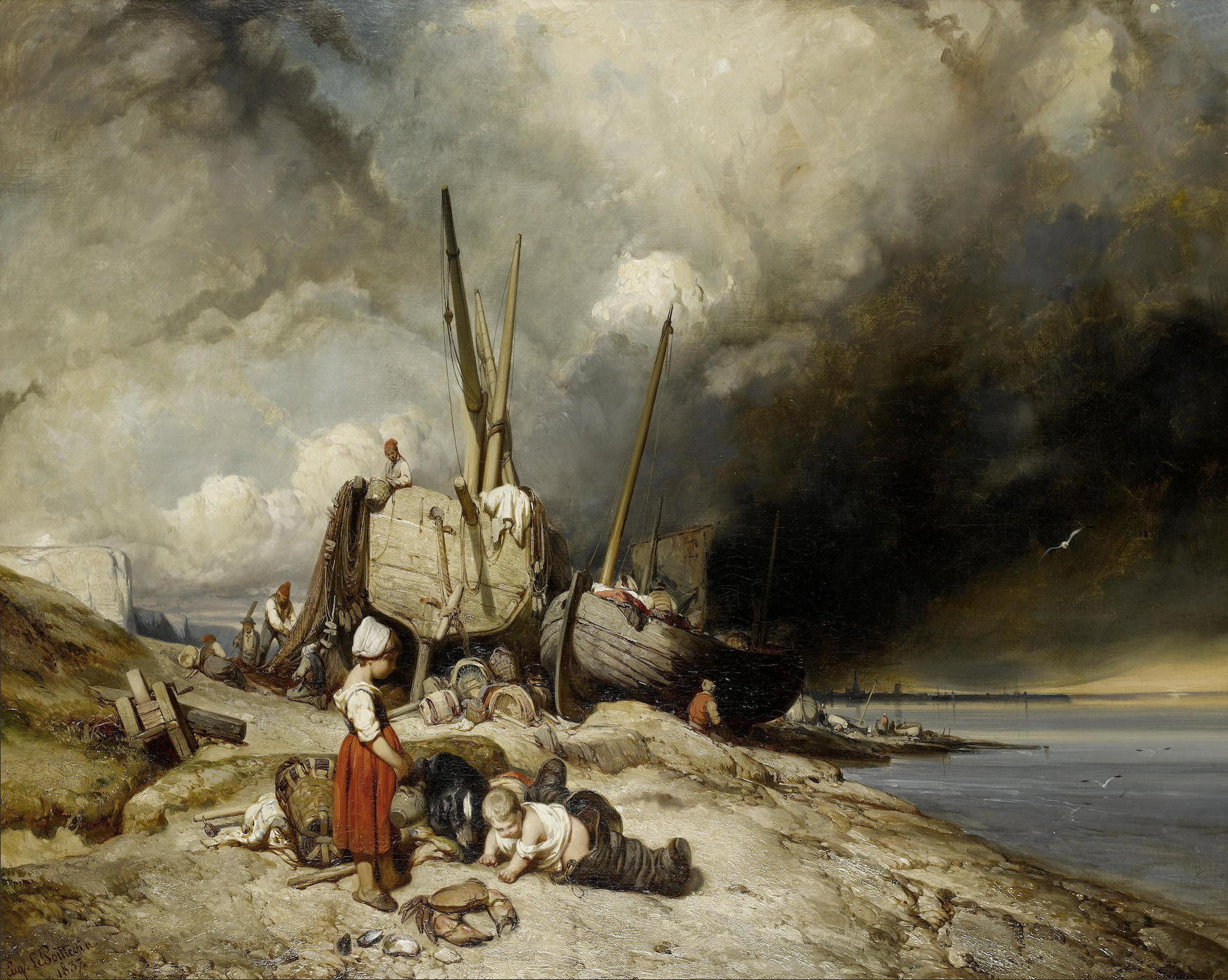
Pescatori e barche sulla costa della Normandia con bambini in primo piano, 1837, collezione privata
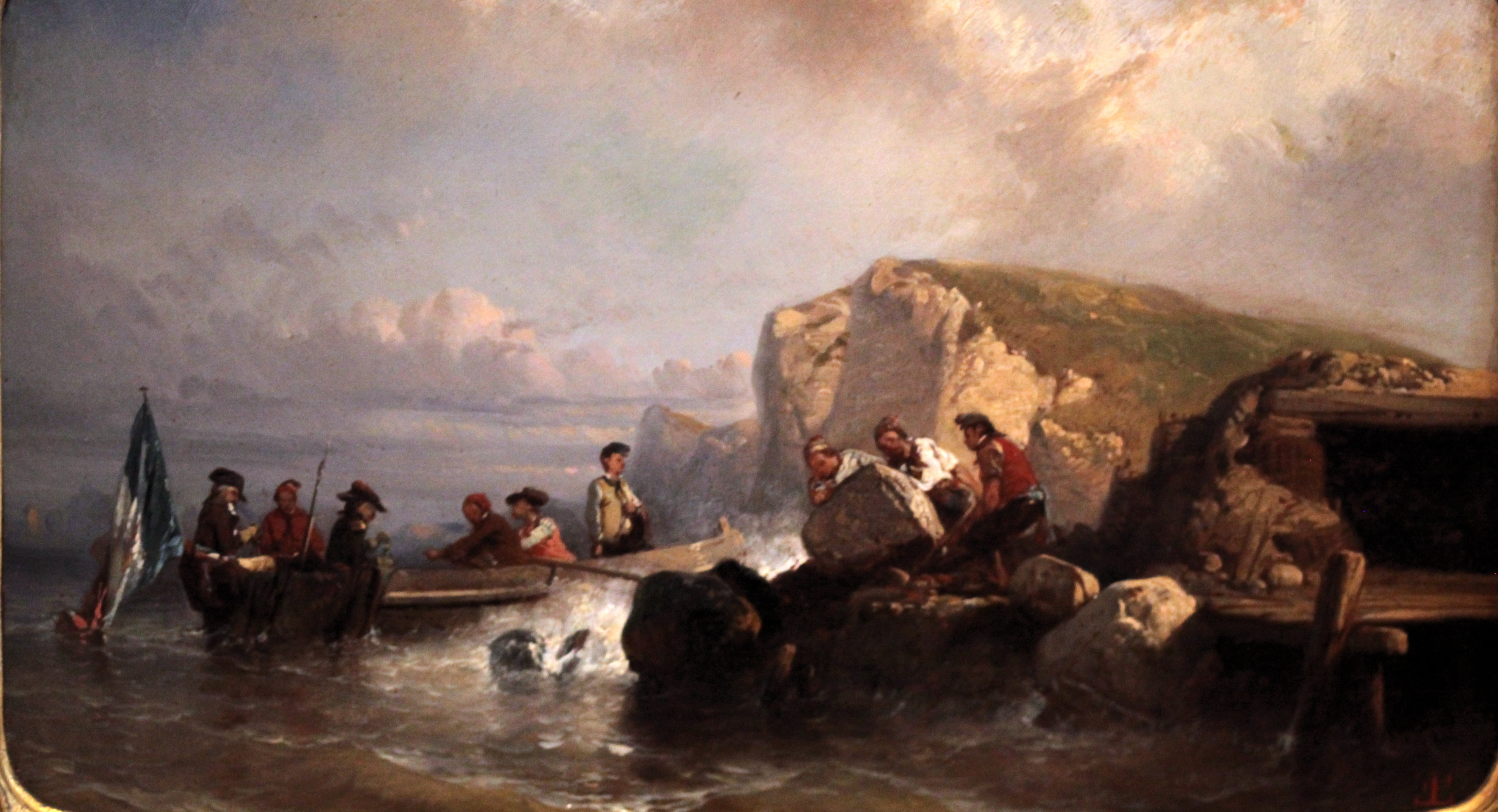
Épisode de 1793, ou M. Duval, représentant du Peuple, et le général Doutremont, inspectant les travaux de défense des côtes de Normandie, 1838, Musée de la Révolution française, Vizille
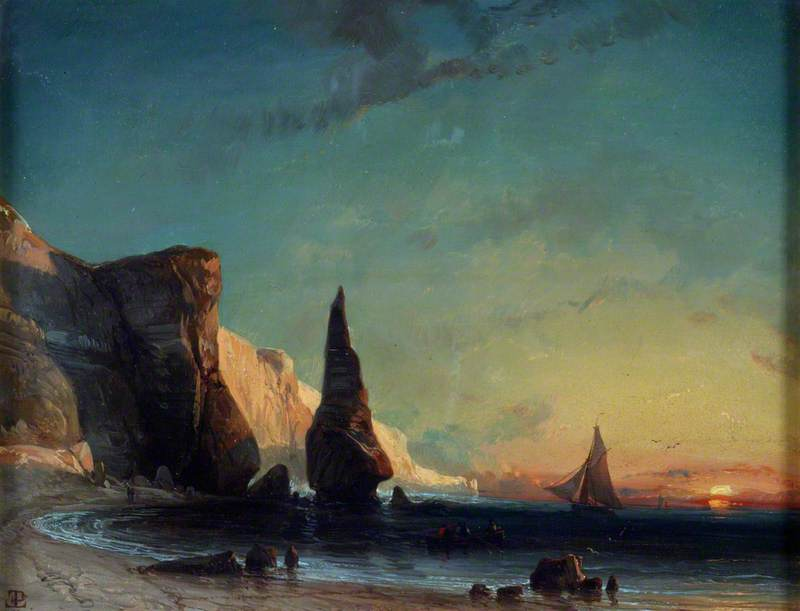
Rocky Coast near Le Havre, Sunset, 1839, Victoria and Albert Museum
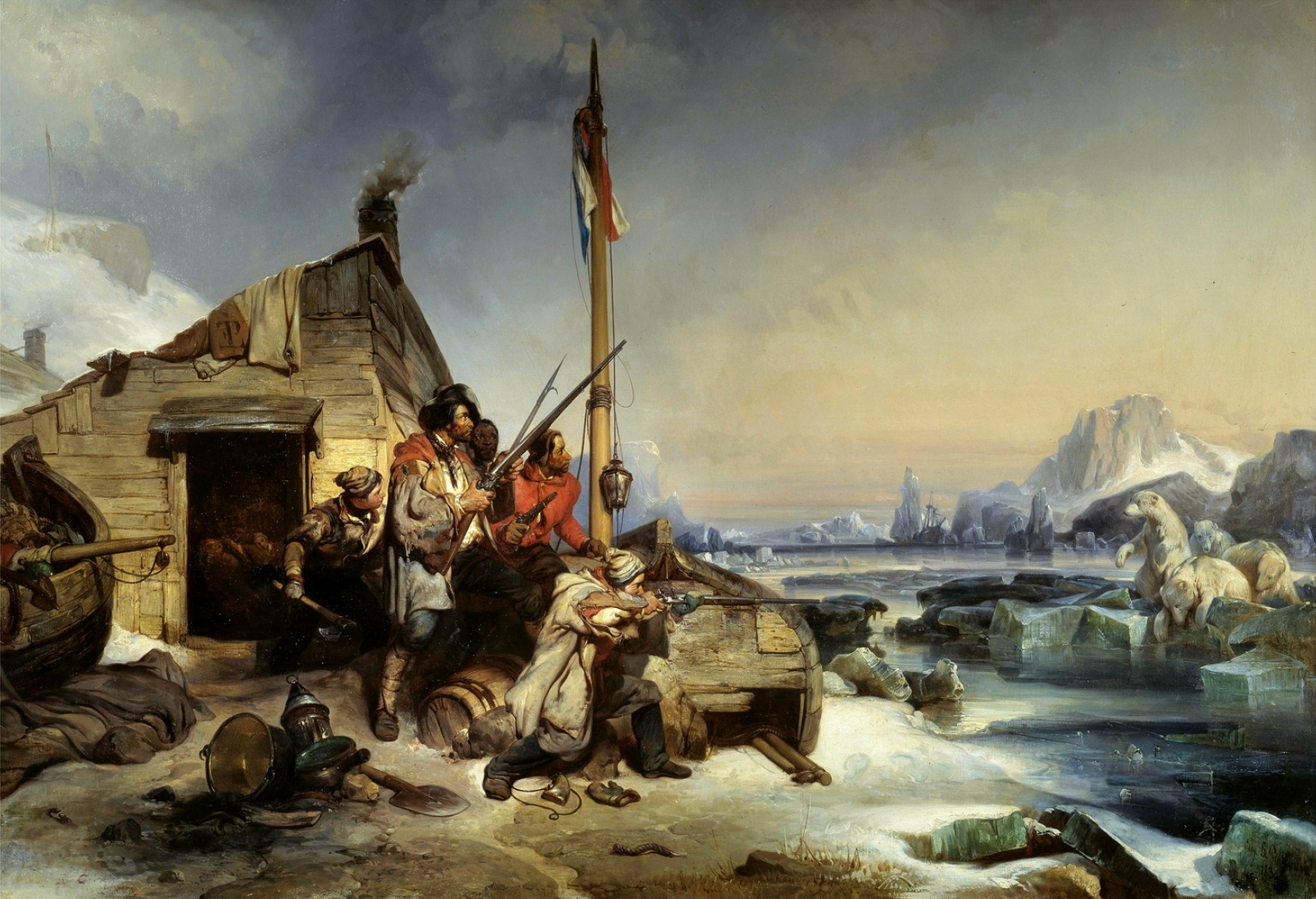
Hivernage d'une équipe de marins hollandais, 1839, Musée départemental de l'Oise
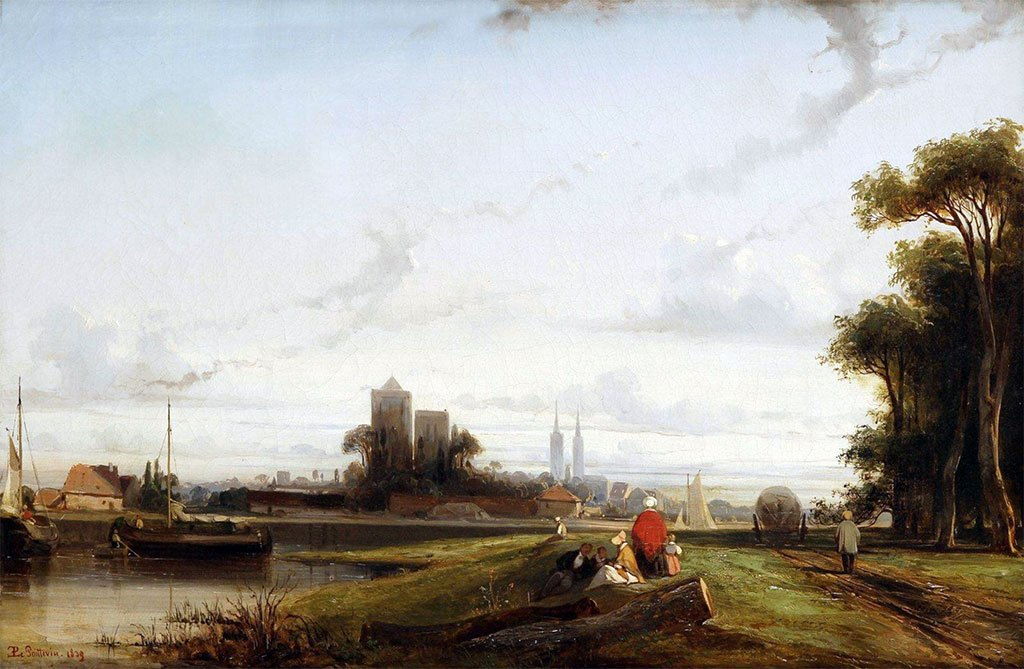
Vista di Caen, 1839, collezione privata
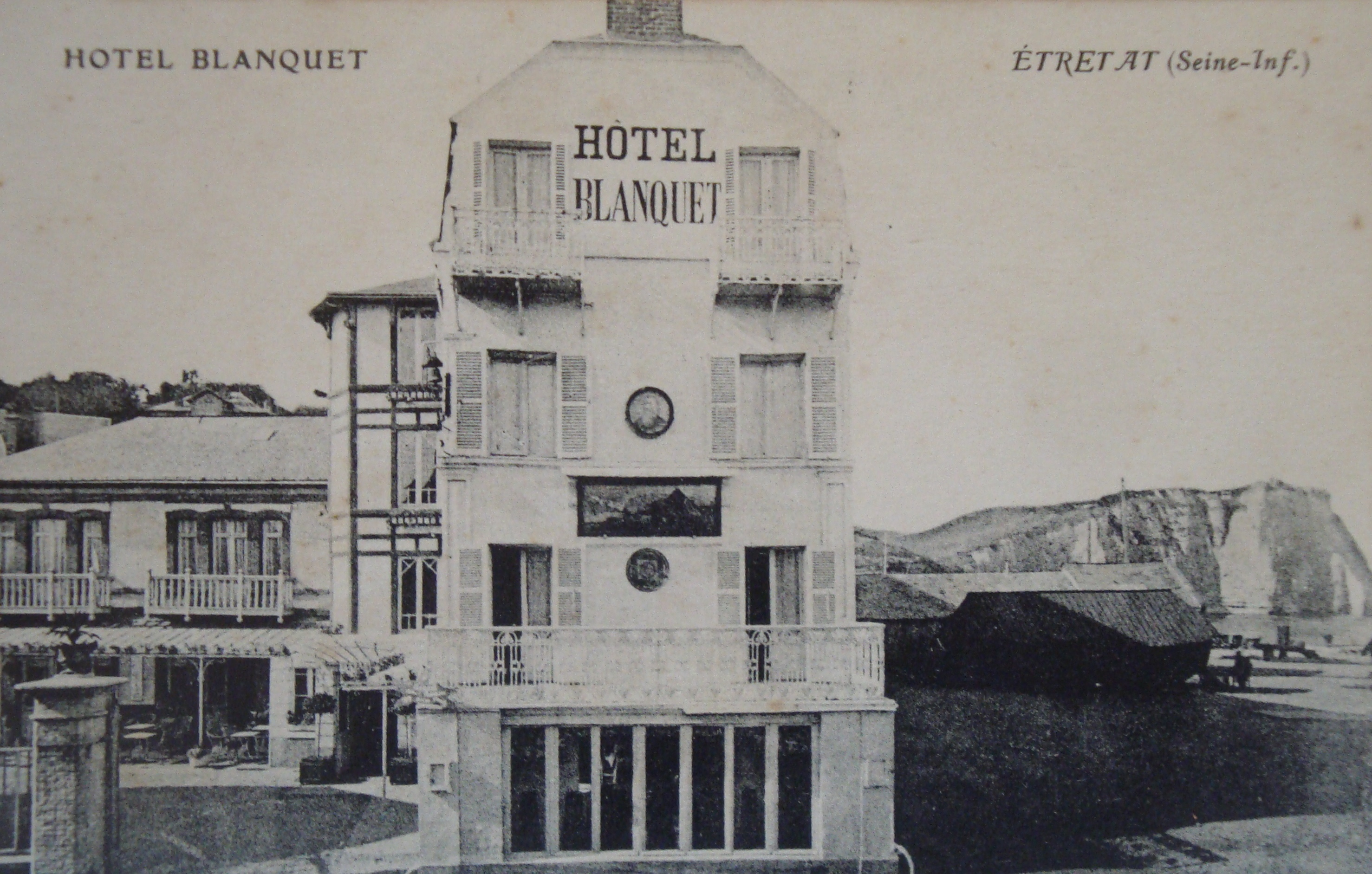
Hôtel Blanquet at Étretat, displaying the sign painted by Lepoittevin in 1840
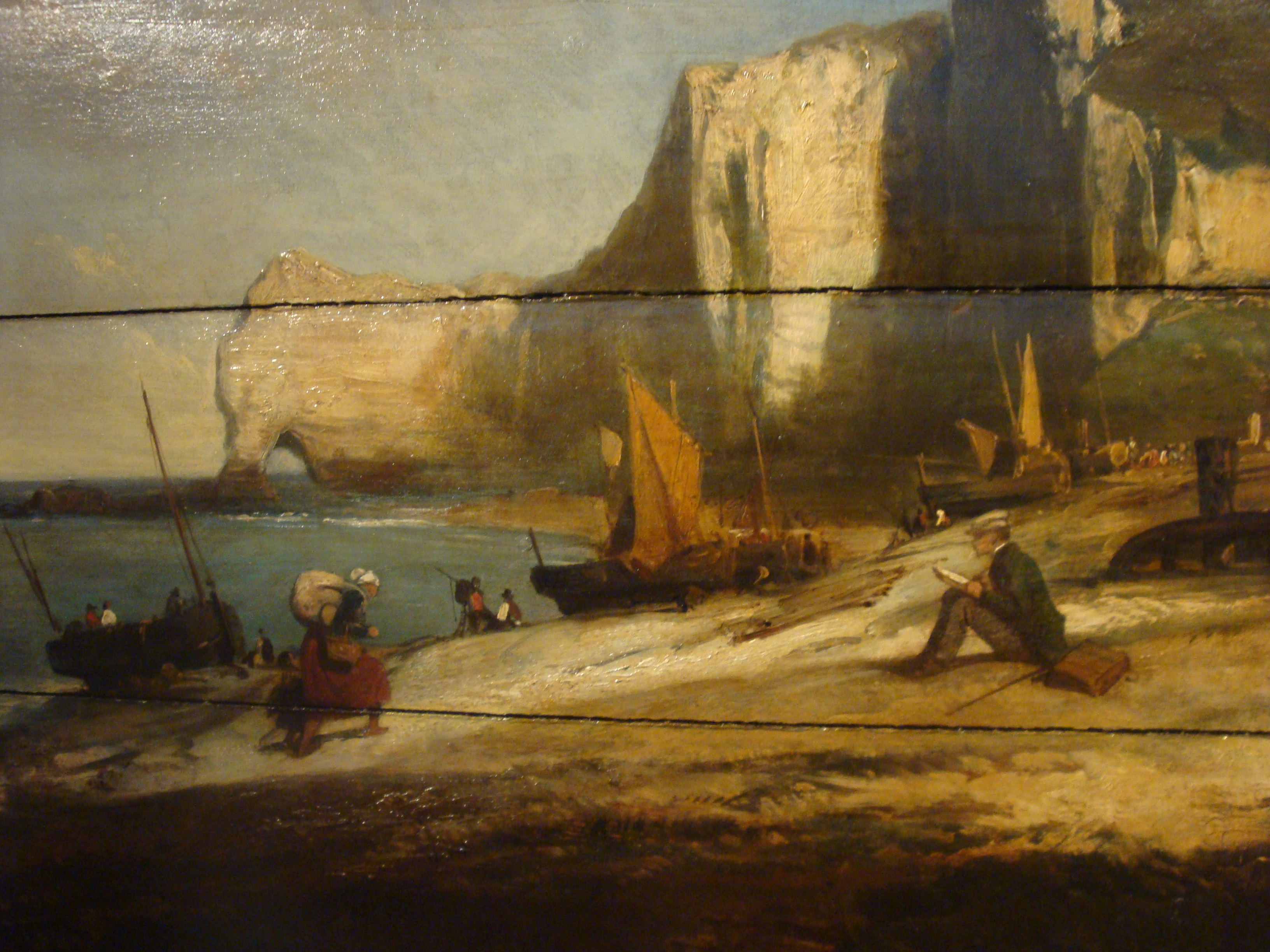
Sign for the Hôtel des Artistes or Hôtel Blanquet at Étretat (dettaglio), 1840, Musée des Pêcheries, Fécamp
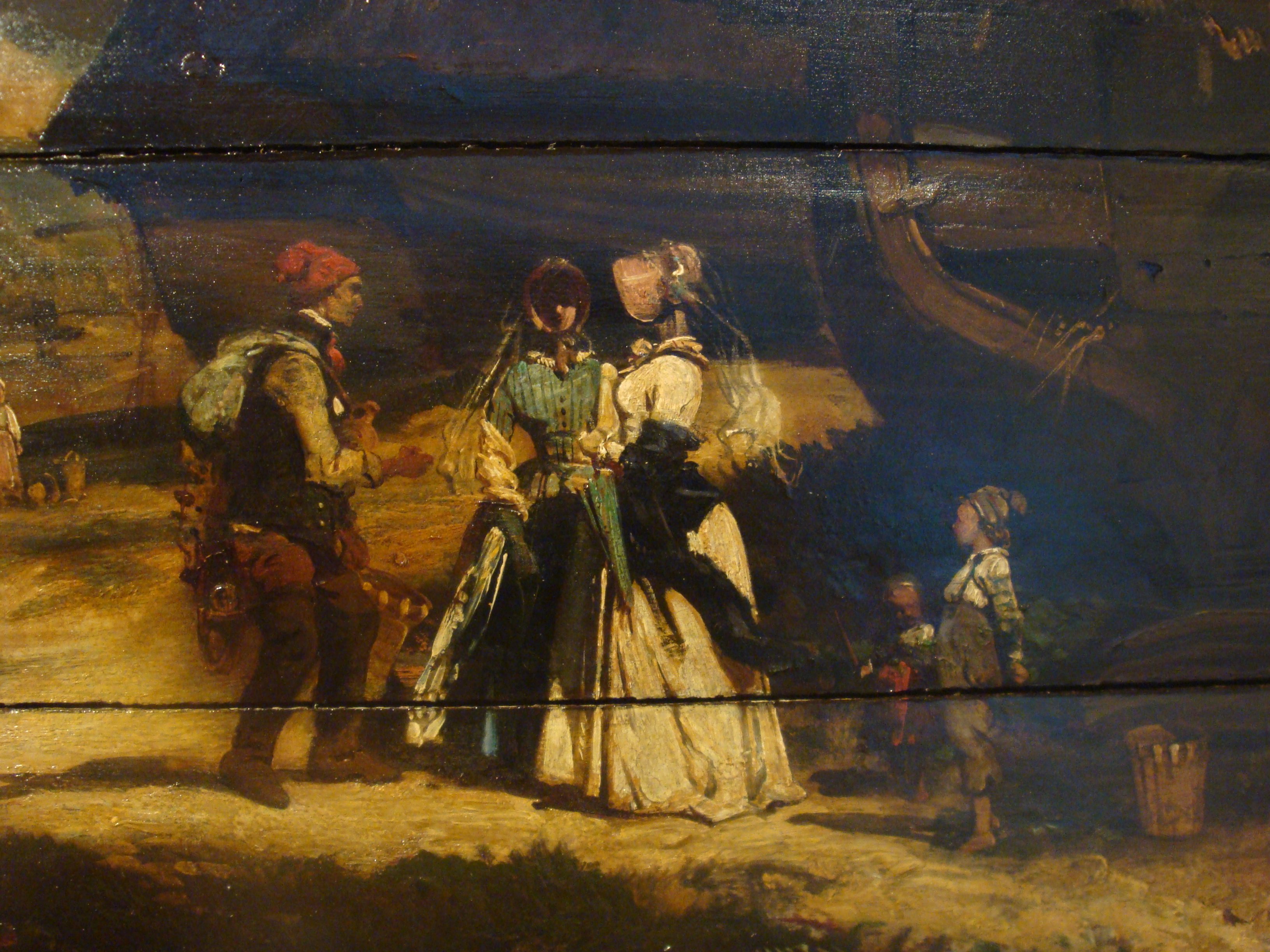
Sign for the Hôtel des Artistes or Hôtel Blanquet at Étretat (dettaglio), 1840, Musée des Pêcheries, Fécamp
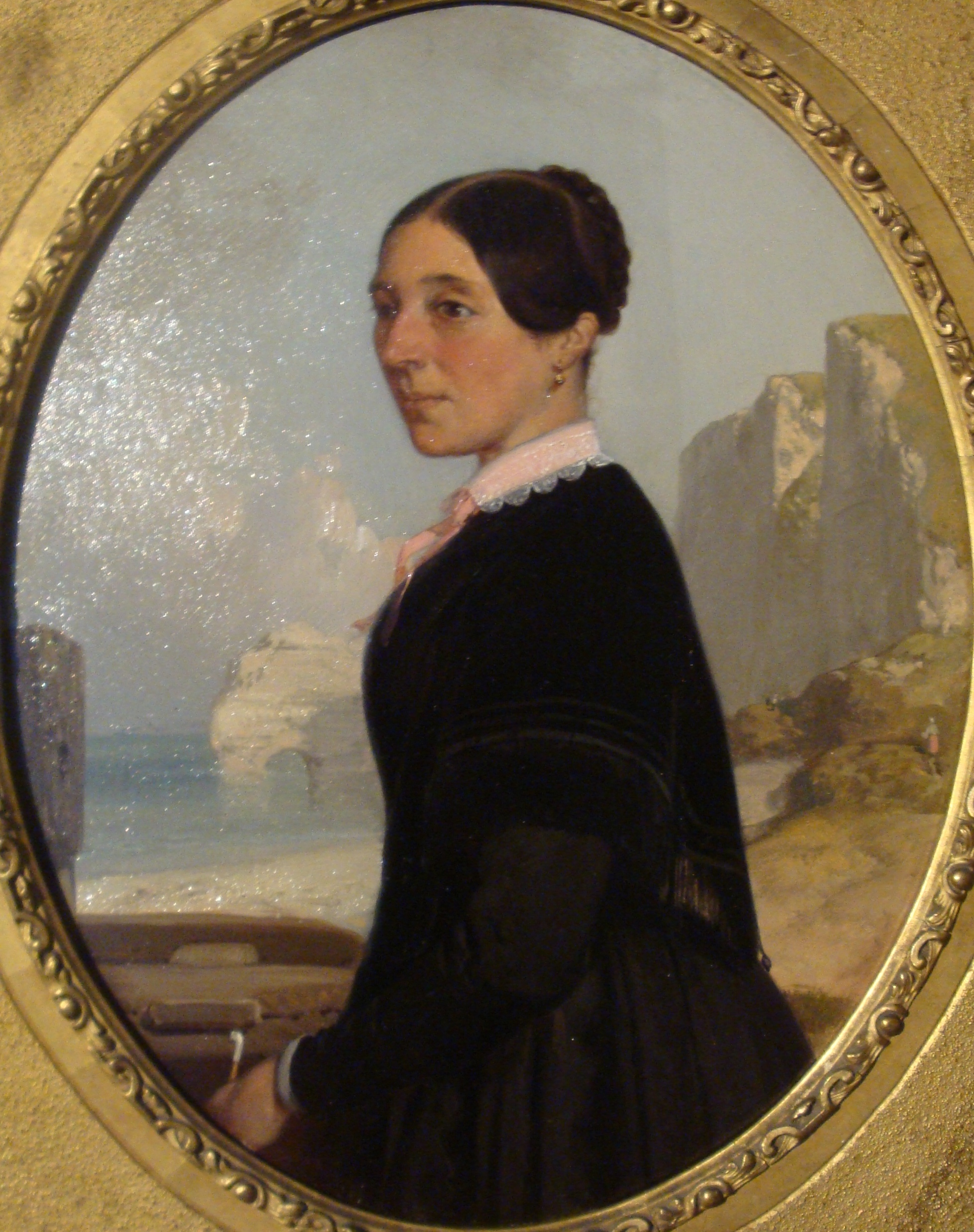
Portrait Madame Césaire Blanquet, proprietress of the Hôtel des Artistes at Etretat, Musée des Pêcheries, Fécamp
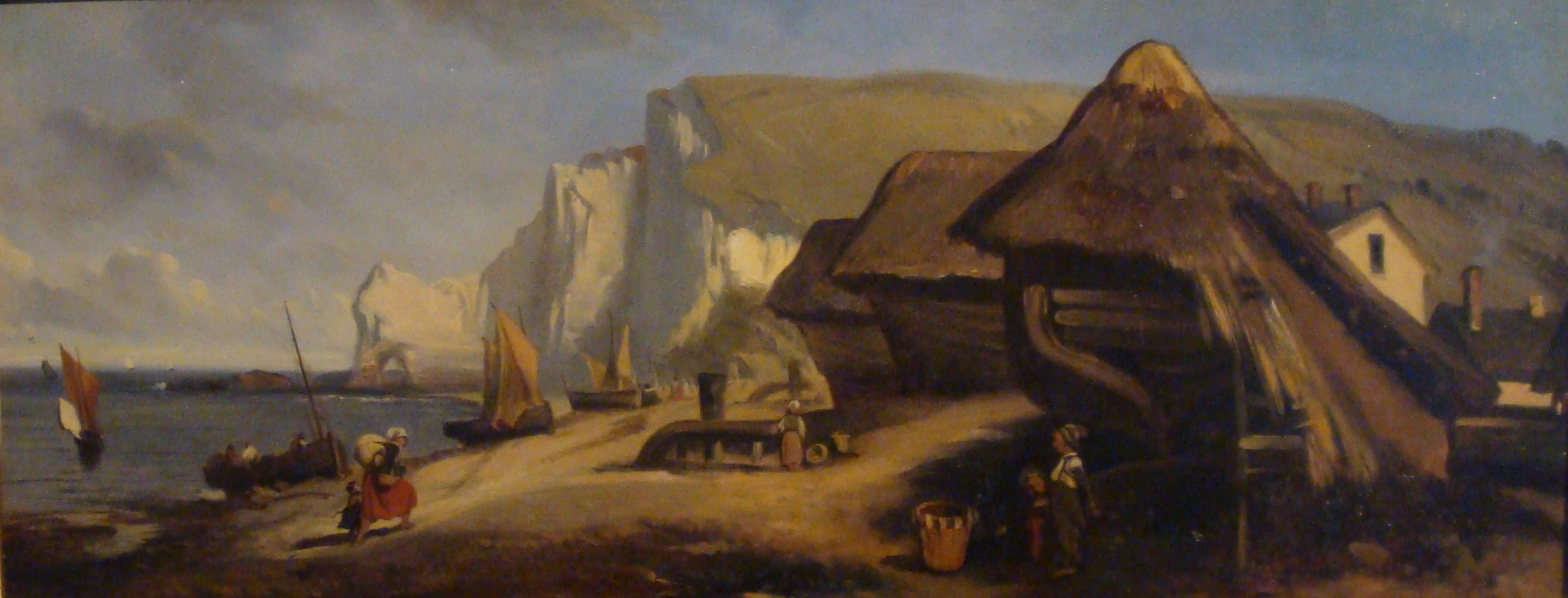
Vista di Etretat, 1842, Musée des Pêcheries, Fécamp
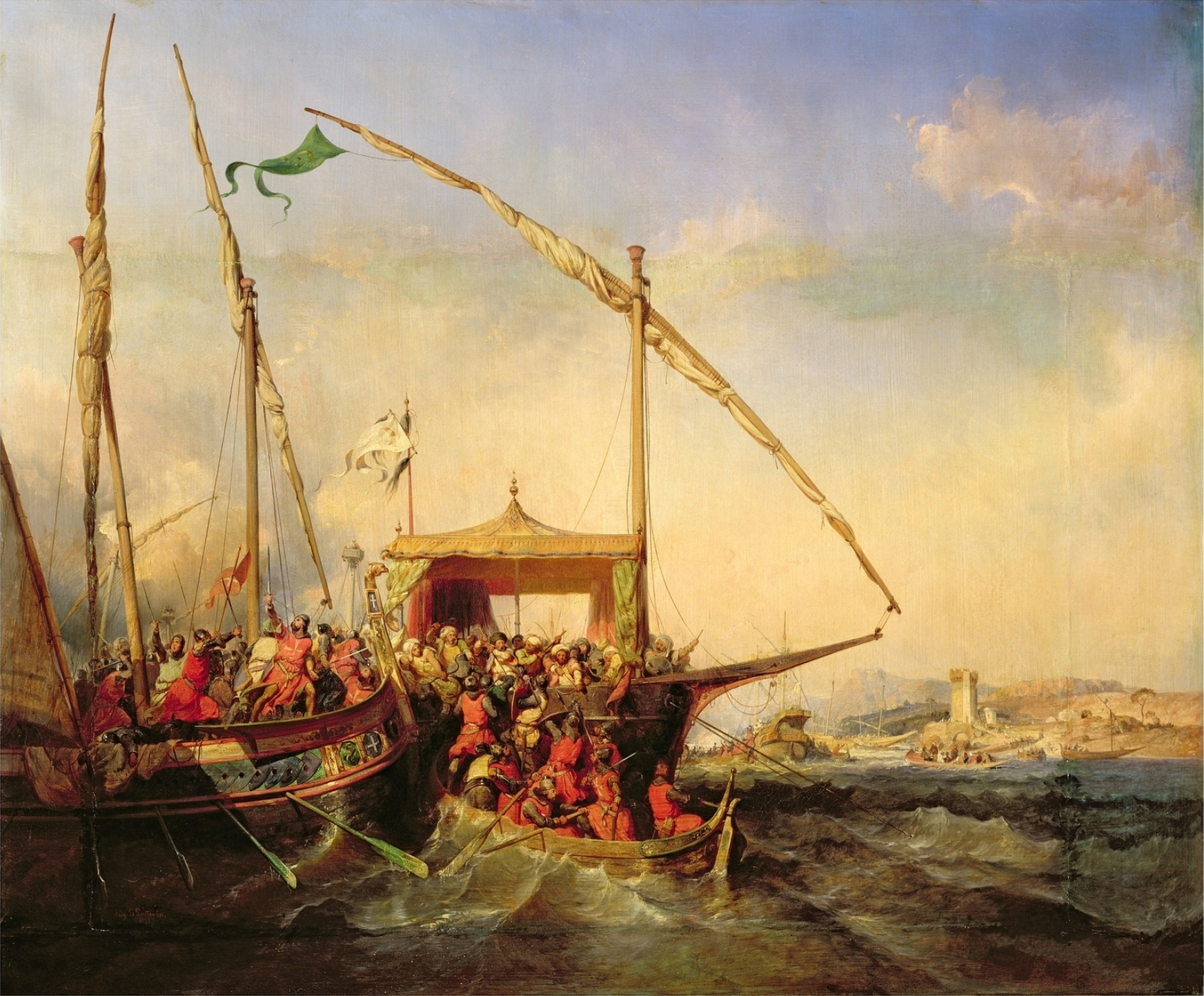
Bataille navale remportée devant l'île d'Embro, 1346, 1842, Reggia di Versailles
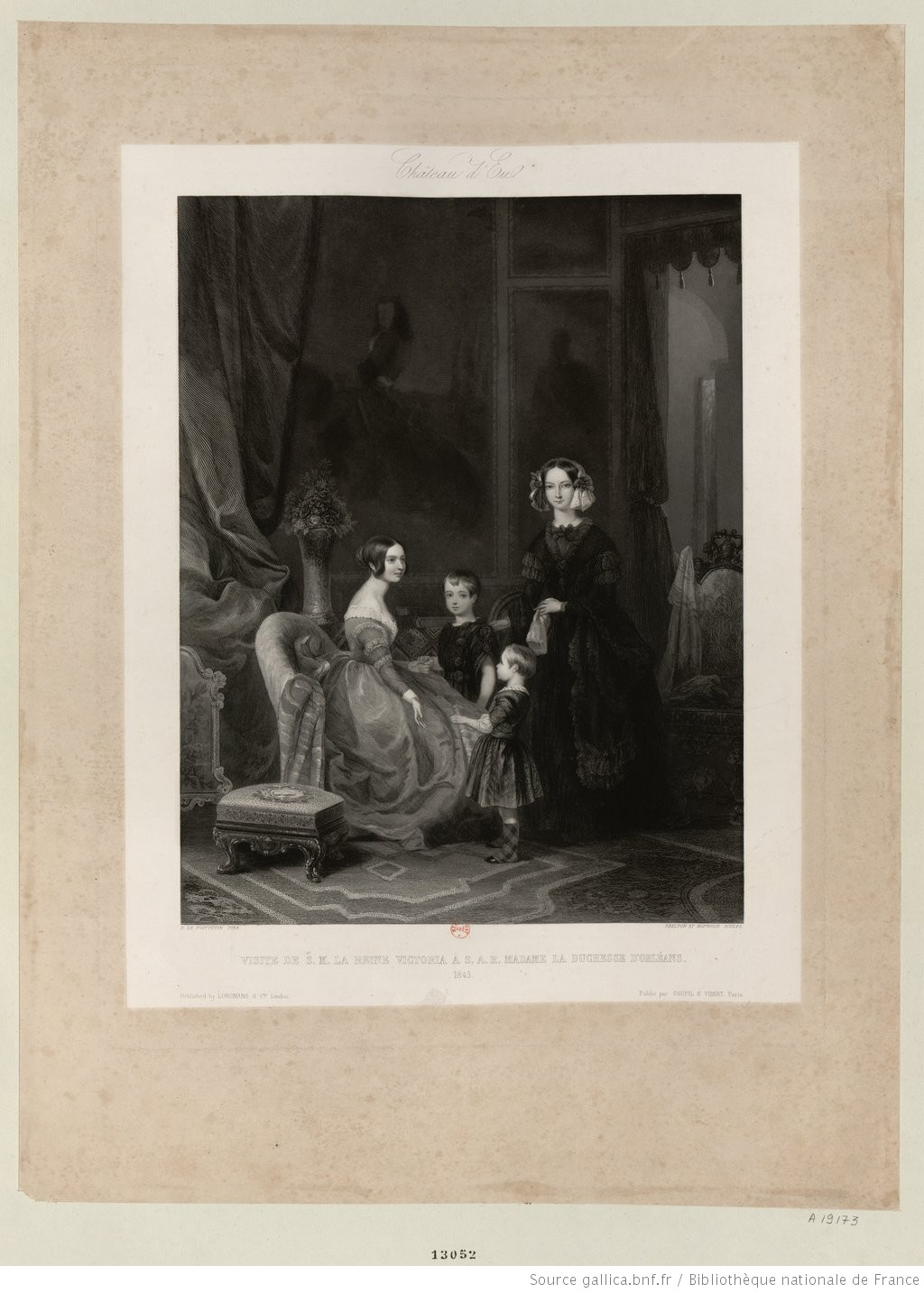
Visite de S. M. la reine Victoria à S. A. R. Madame la duchesse d'Orléans, 1843, incisione di Skelton & Hopwood
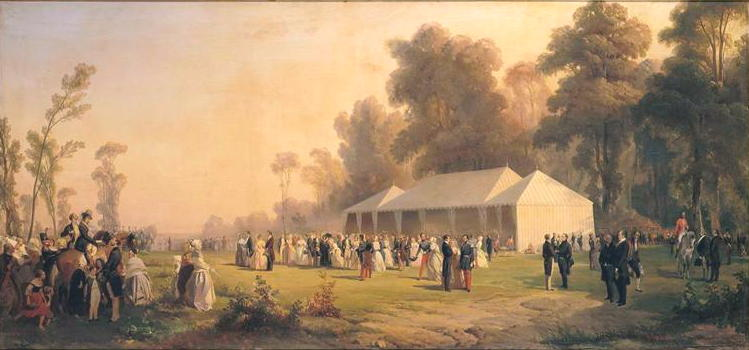
Dejeuner Offert a la Reine Victoria sous la tente au Mont D'Orleans, en Forêt d'Eu, 4 Septembre 1843, 2h de l'apres midi, 1844, Musée national des châteaux de Versailles et de Trianon
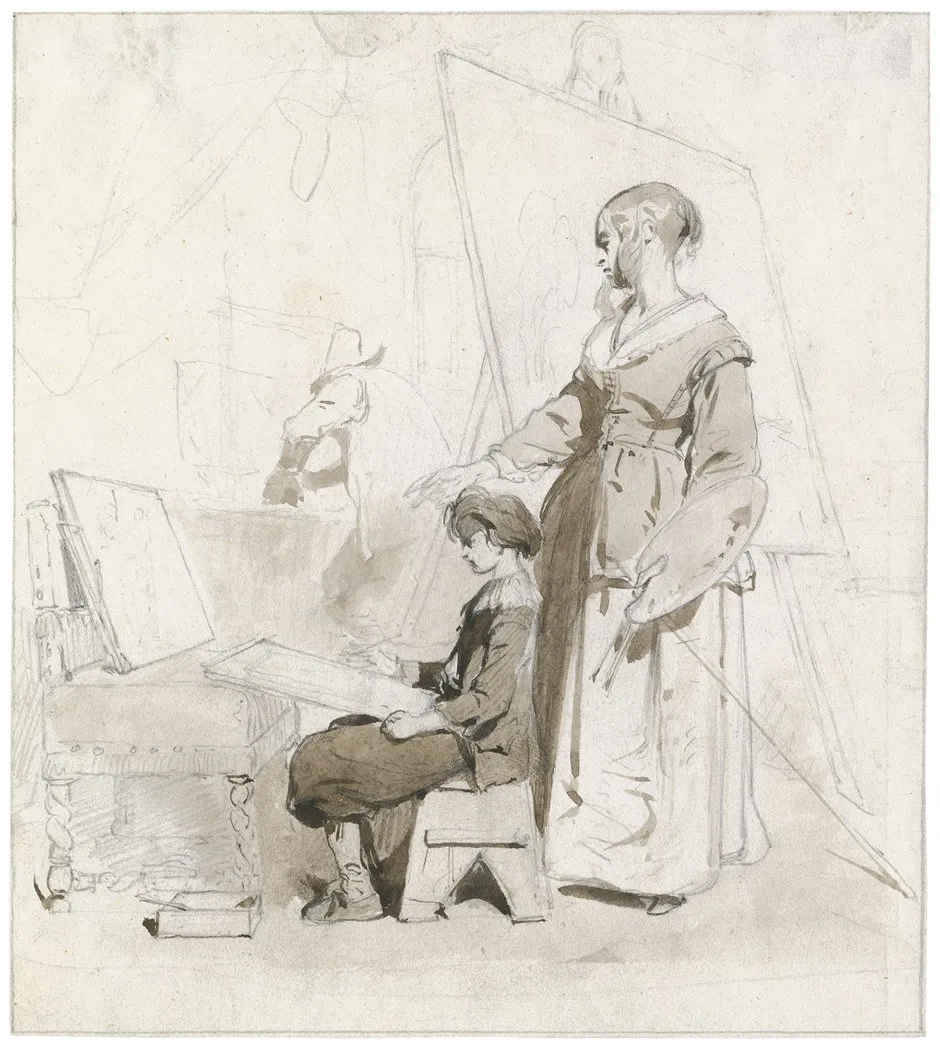
Van Dyck Receives a Drawing Lesson from his Mother, c. 1843, Fondation Custodia, Collection Frits Lugt, Paris
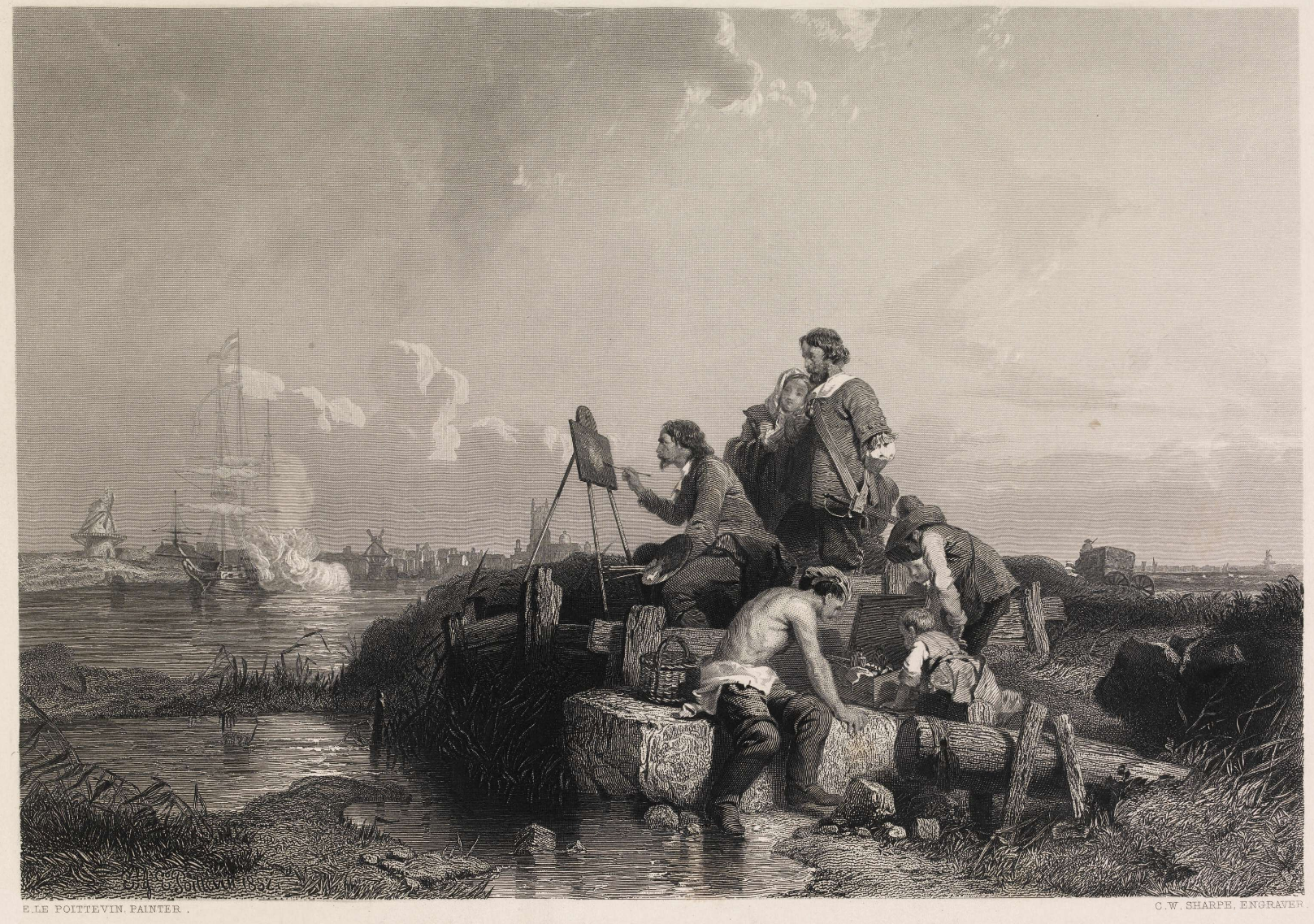
Van de Velde Studying the Effect of the Cannon his Friend Ruyter Fired for this Purpose, 1845, incisione c. 1854 di C.W. Sharp
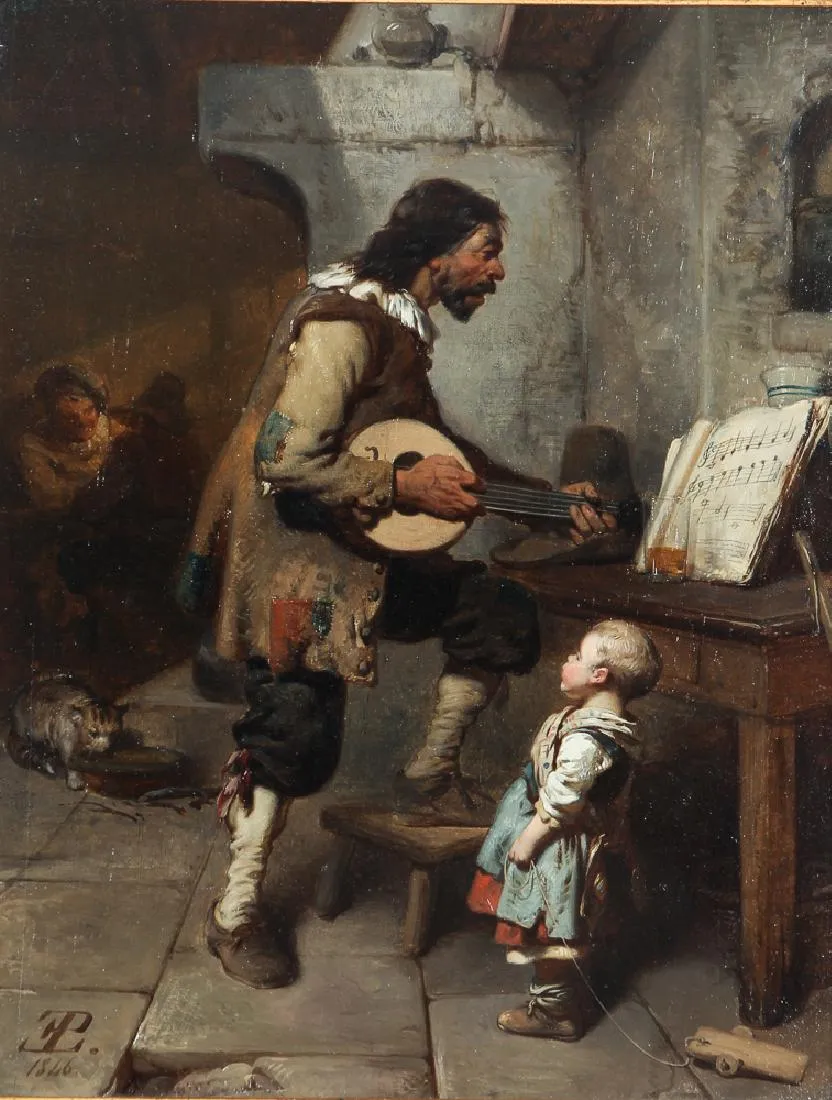
Untitled, 1846, private collection
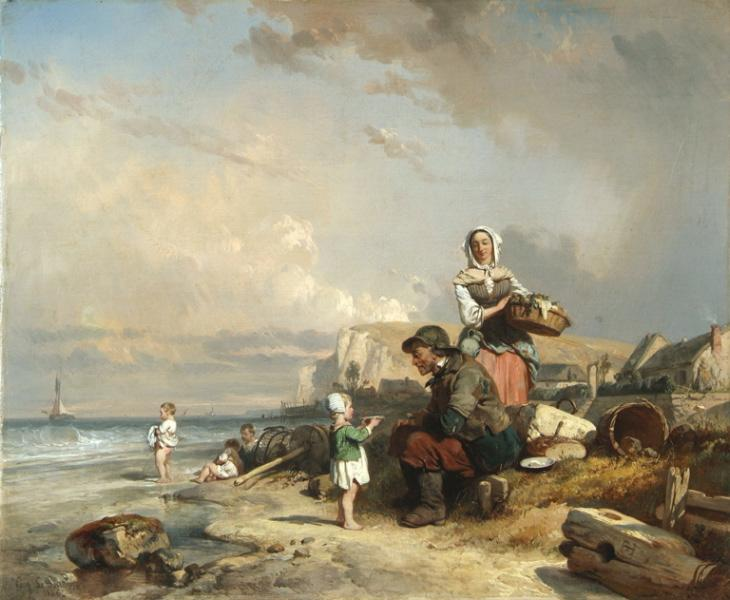
Scène familiale au bord de la mer, 1846, musée maritime de l'Île Tatihou
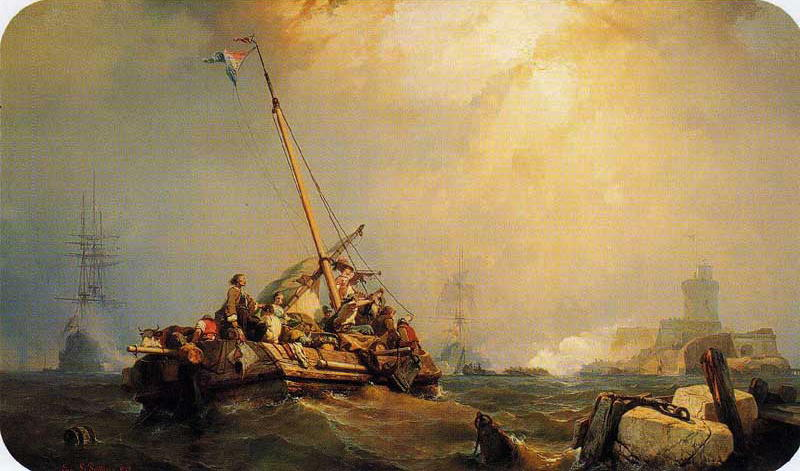
Episode d'un guerre franco-hollandaise, 1847, Museée du Château de Dieppe
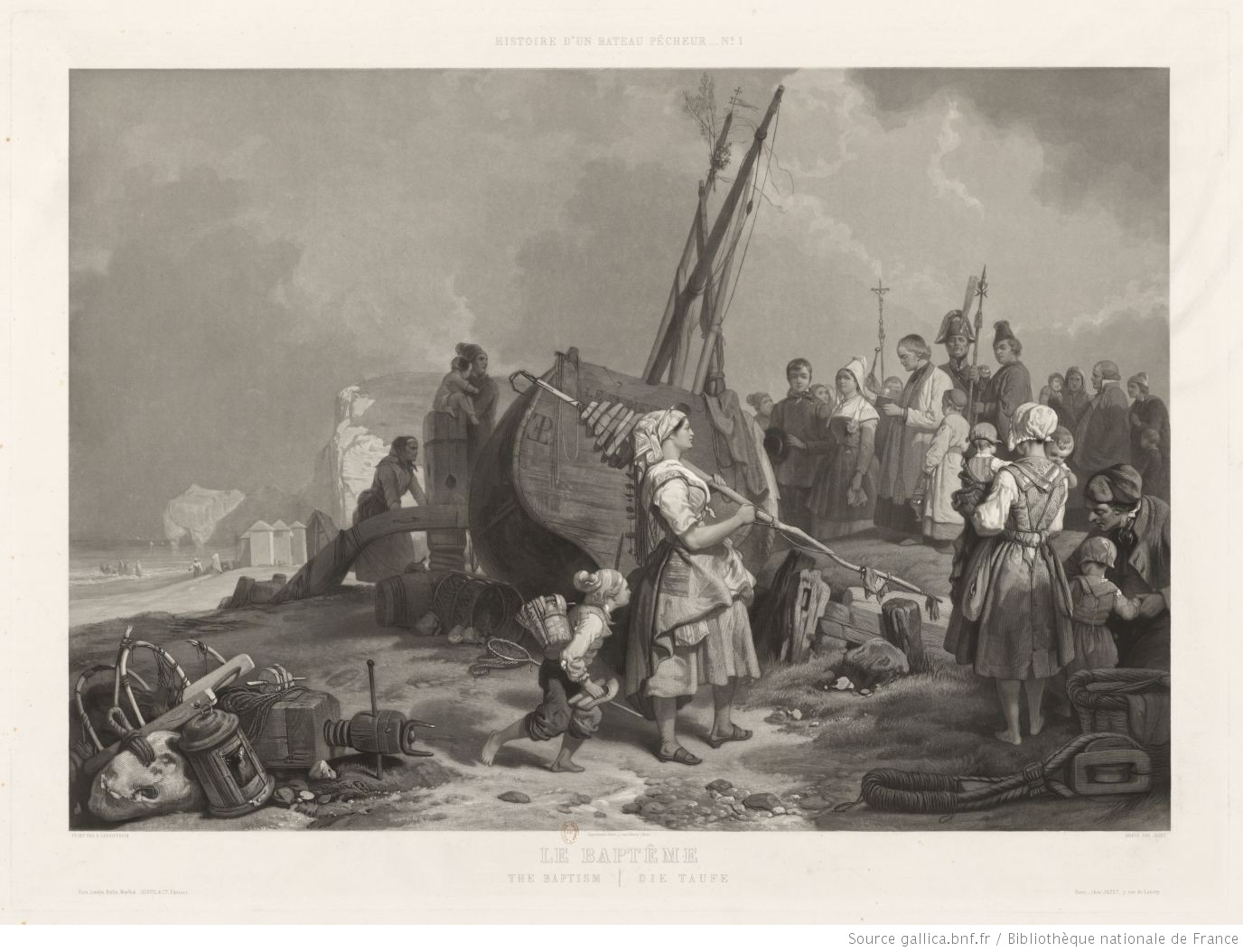
History of a Fishing Boat, no.1: Le Baptême, incisione di Jazet, 1856
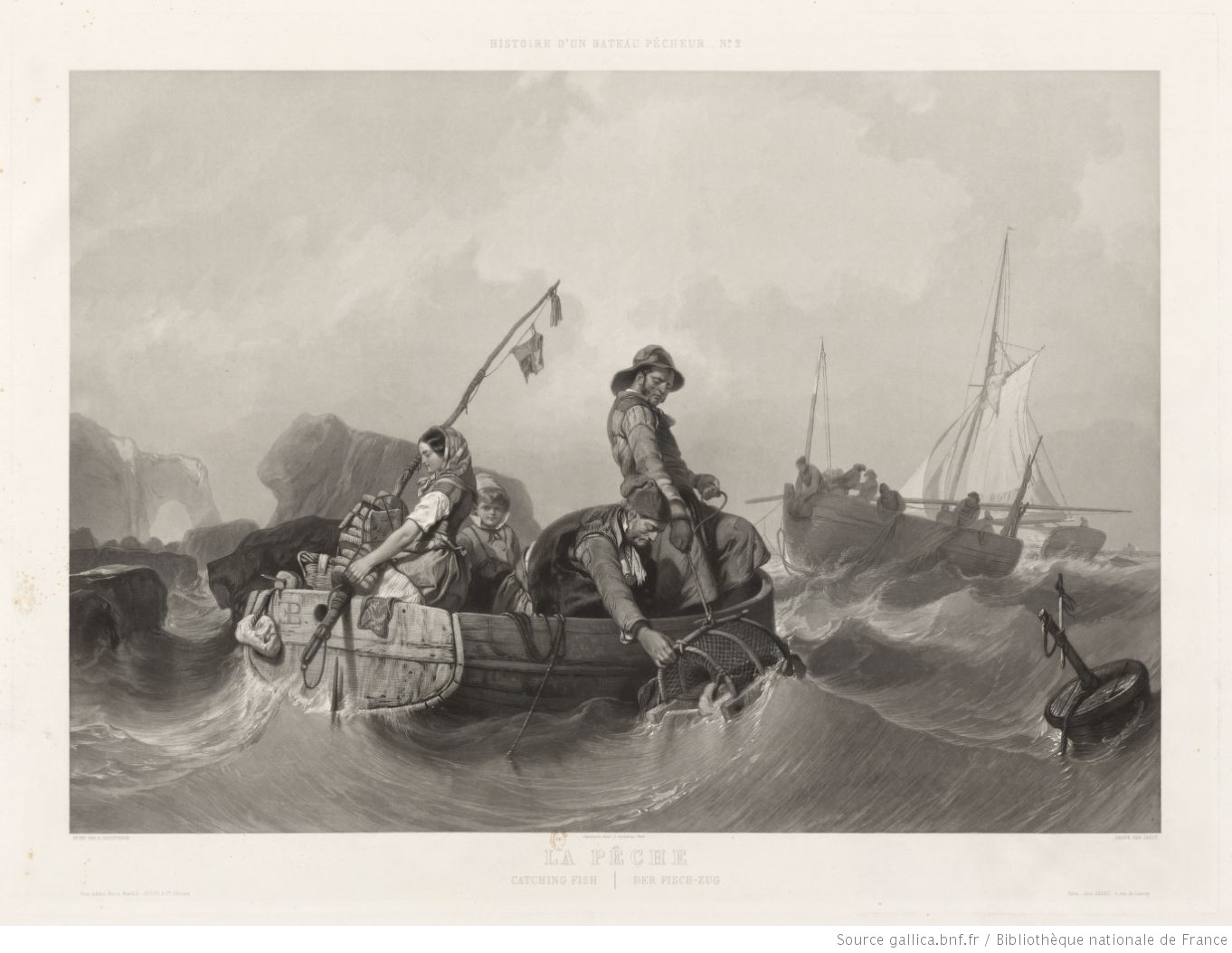
History of a Fishing Boat, no. 2: La Pêche, incisione di Jazet, 1856
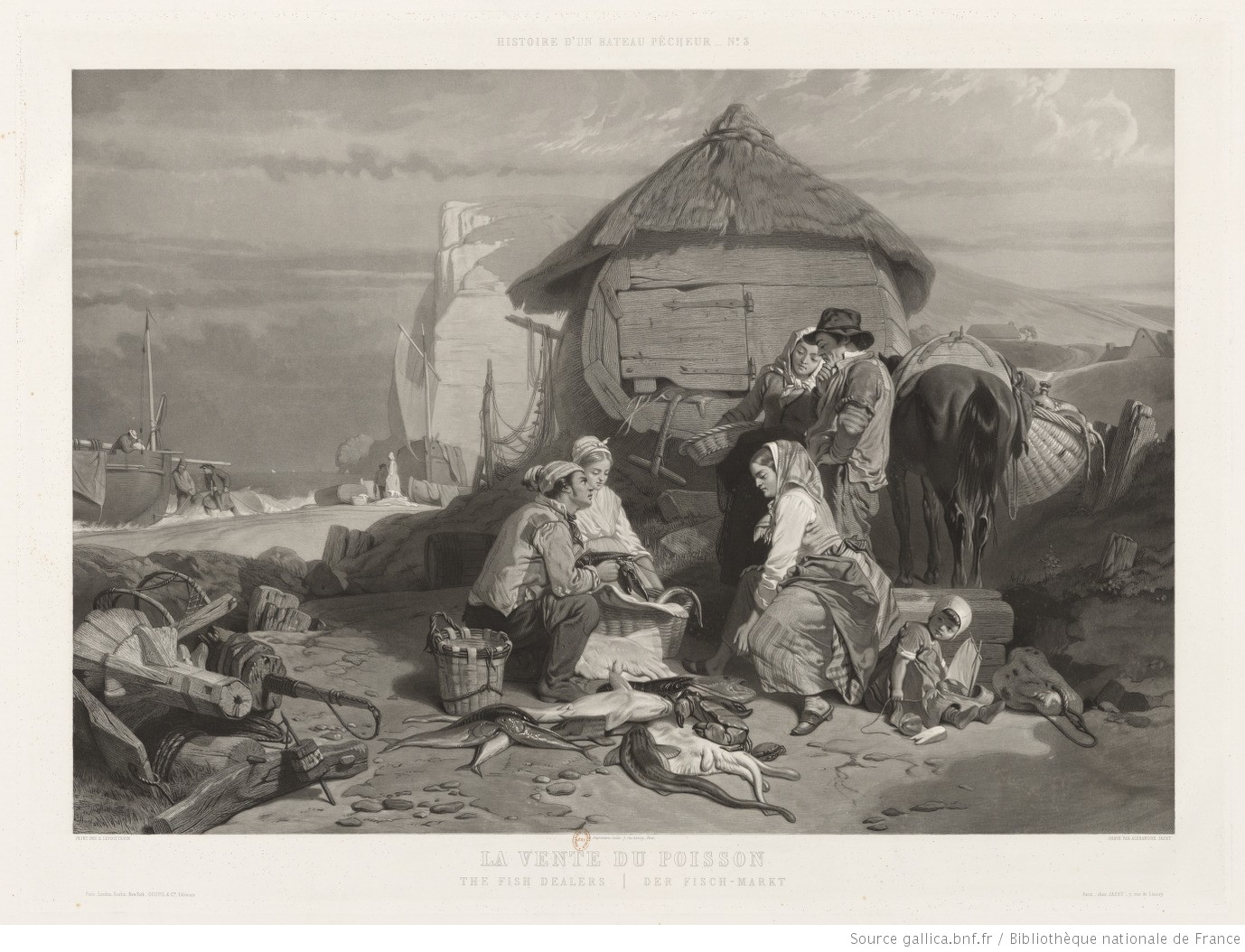
History of a Fishing Boat, no.3: La Vente du poisson, incisione di Jazet, 1856
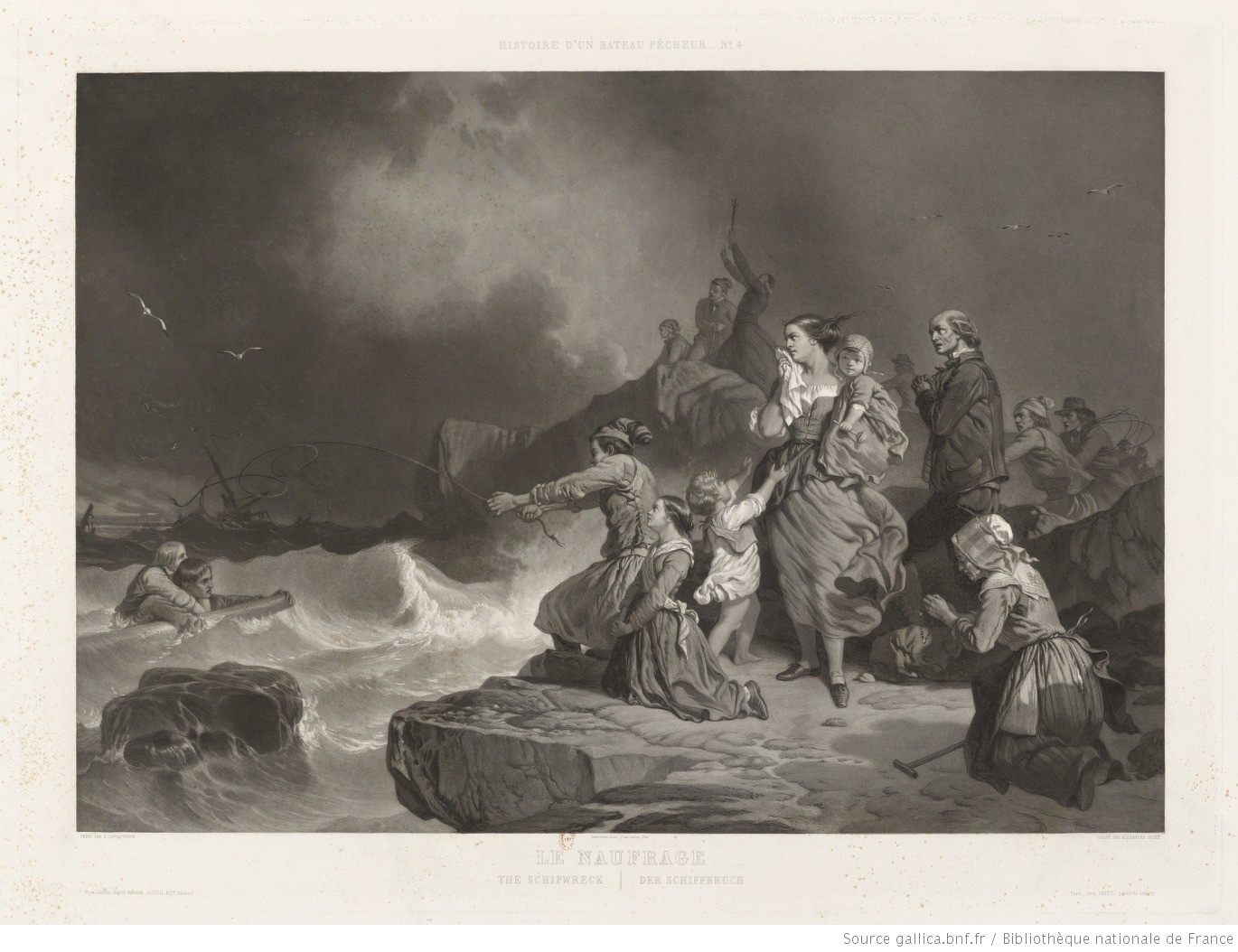
History of a Fishing Boat, no. 4: Le Naufrage, incisione di Jazet, 1856
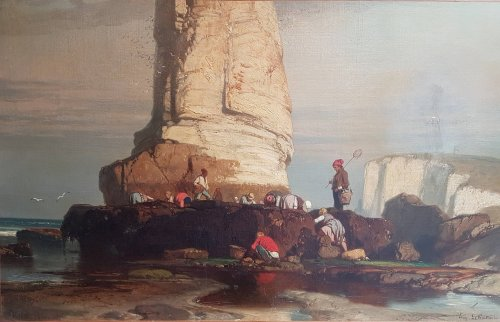
Pêcheurs de rocaille au pied de l'aiguille d'Etretat, 1860, Musée des Pêcheries, Fécamp
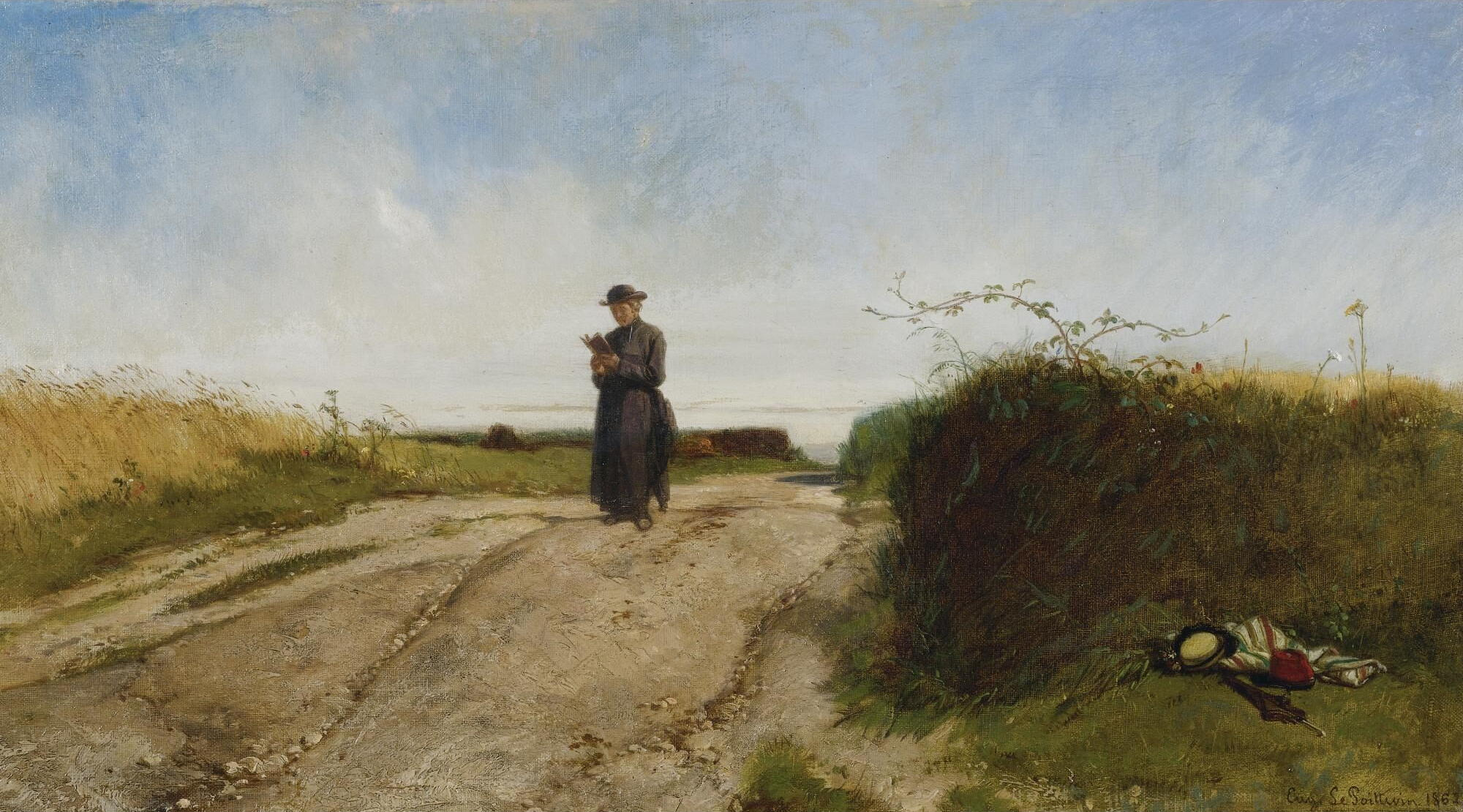
Approaching a Surprise, 1862, collezione privata
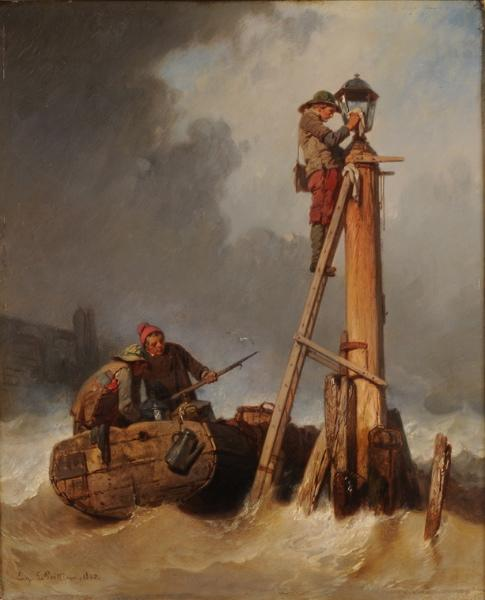
Marins allumant les feux à l'entrée d'un port, 1862, musée maritime de l'Île Tatihou
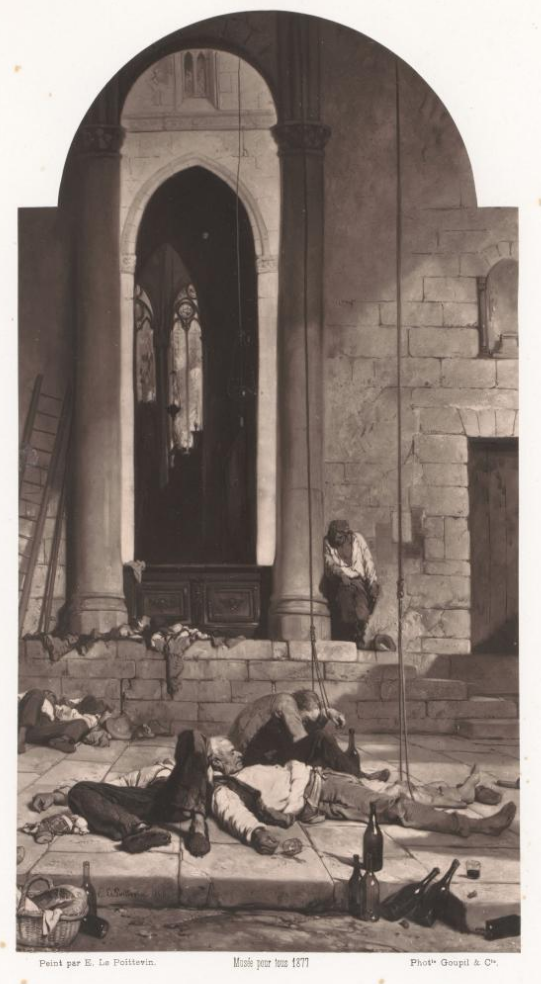
Les Sonneurs (The Ringers), 1864
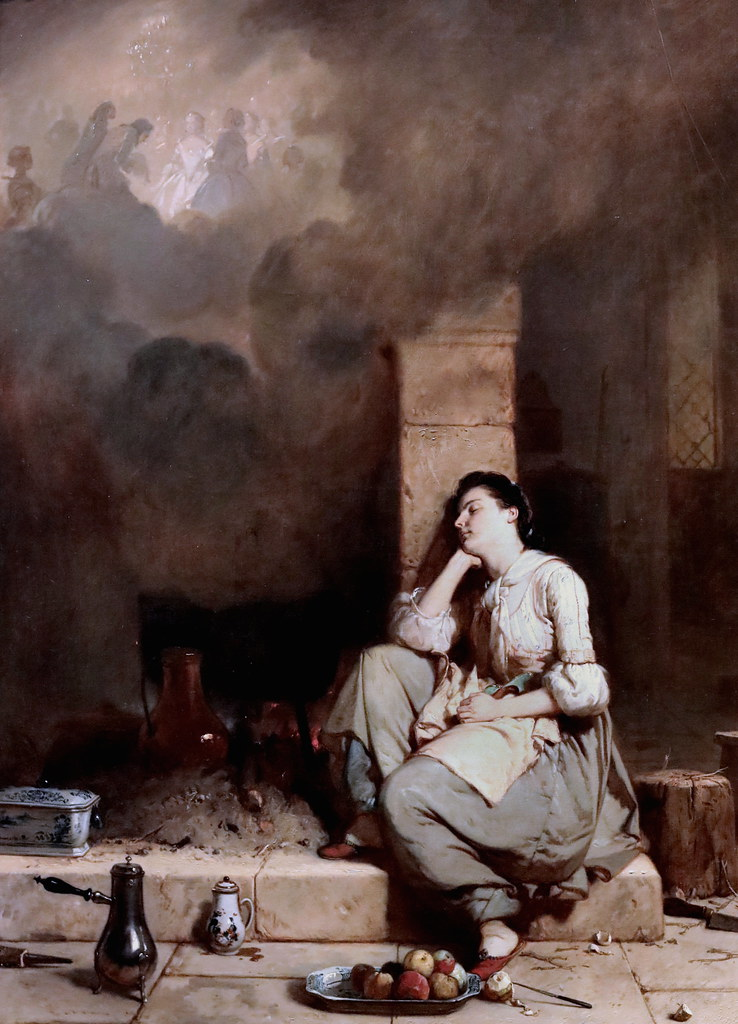
Le Rêve de Cendrillon, 1864, Musée Calvet, Avignone
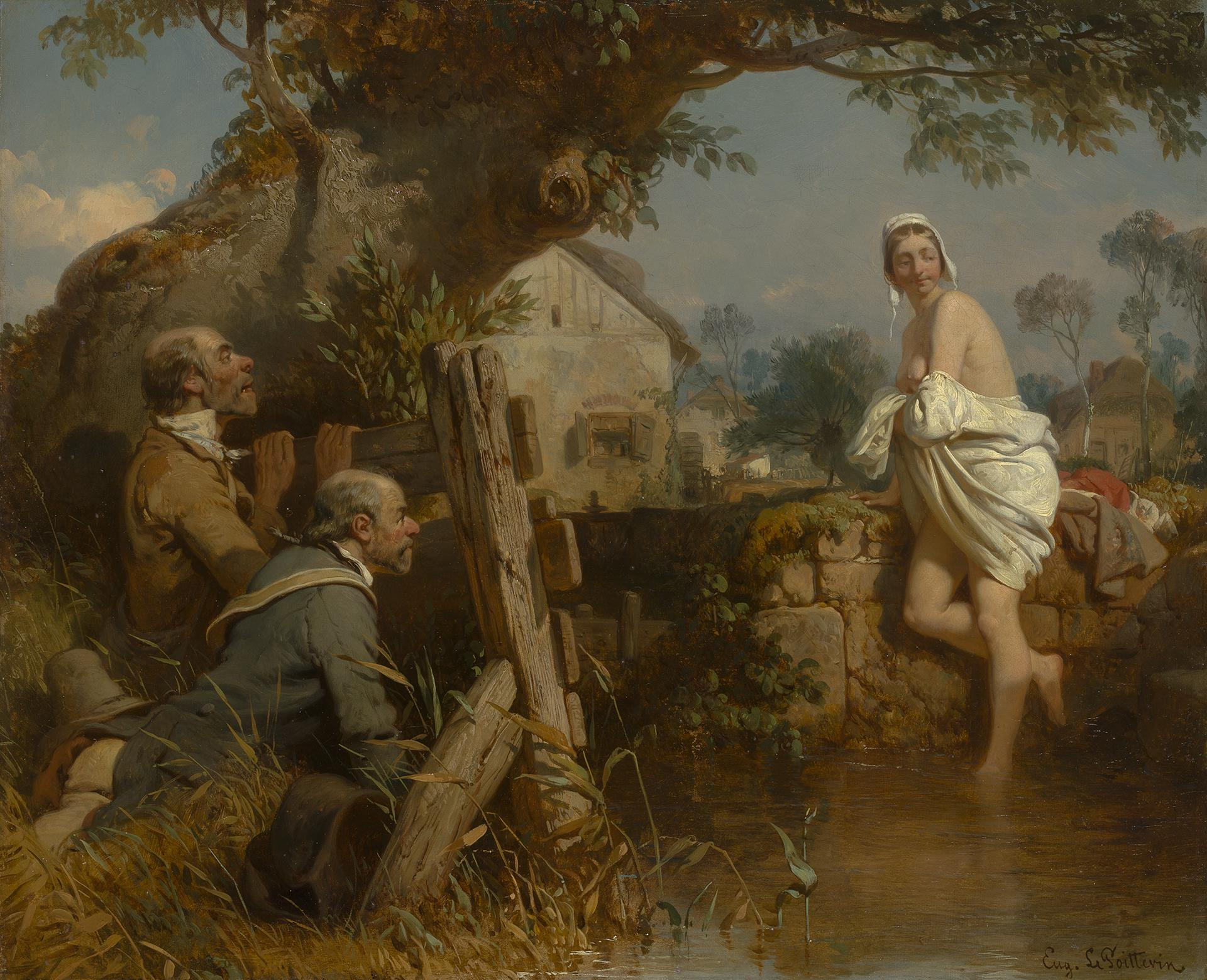
Susana and the Elders, c 1865, Ermitage
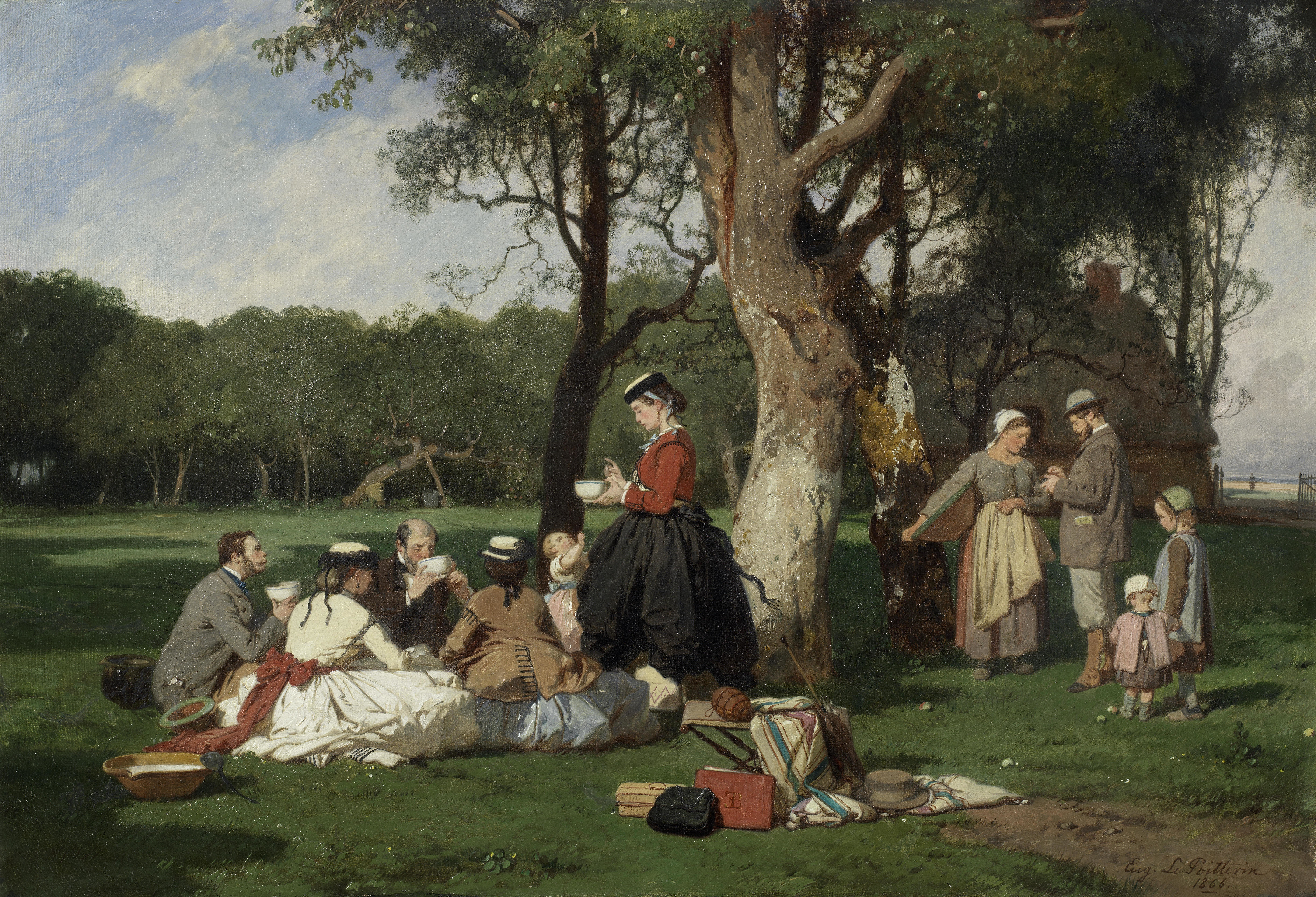
A Picnic, 1866, collezione privata

## Galleria (opere non datate)

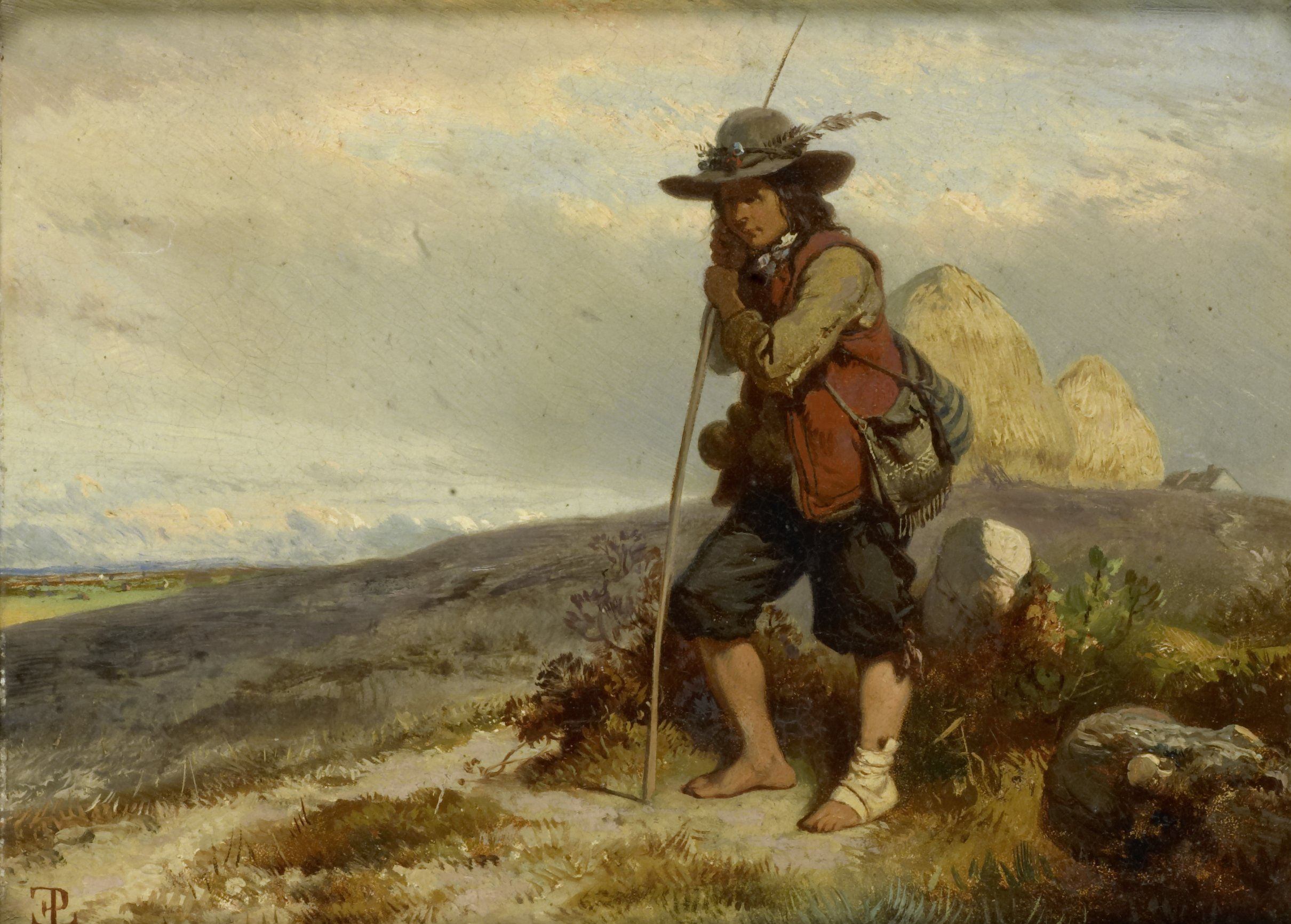
Un giovane pastore, non datata, Rijksmuseum
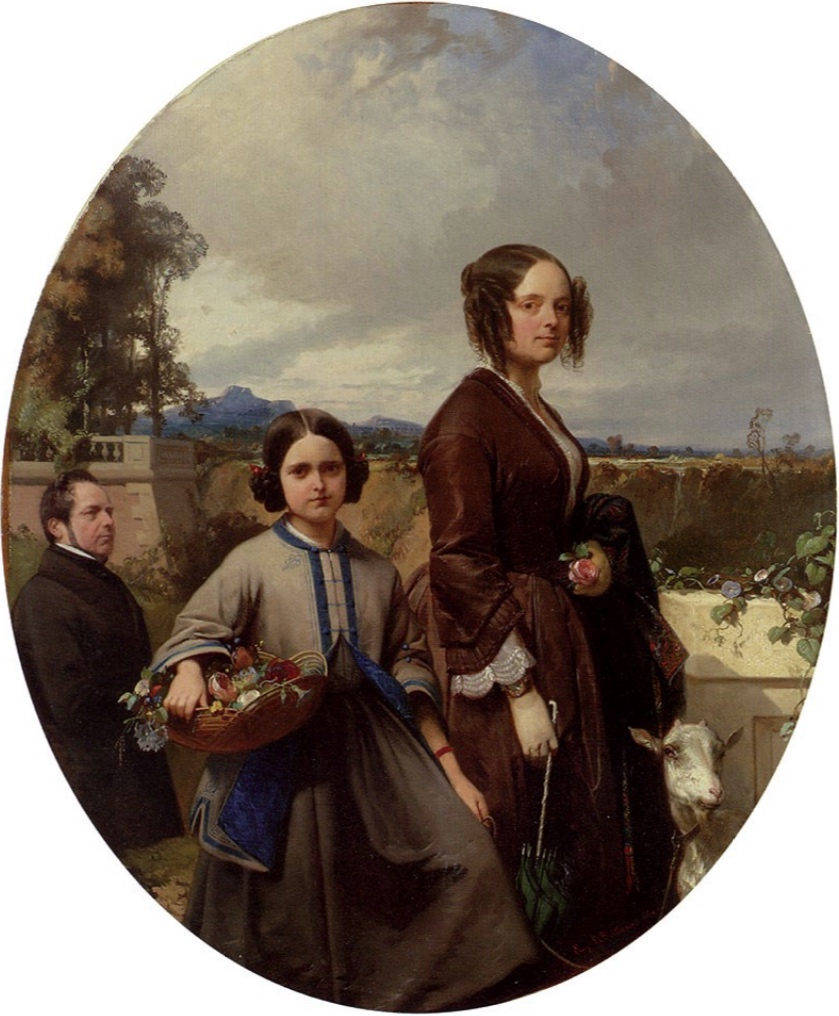
La Famille Havin, non datata, collezione privata
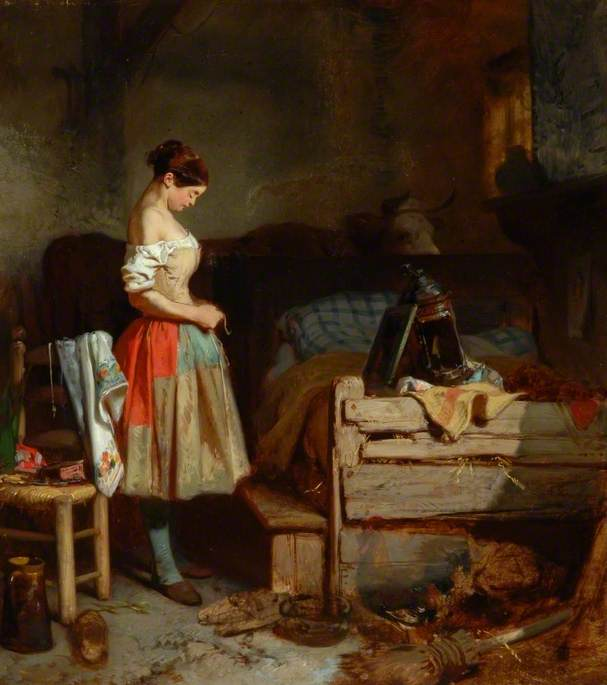
Farm Girl al suo bagno, allacciando il suo corsetto, non datata, il Bowes Museum, Barnard Castle
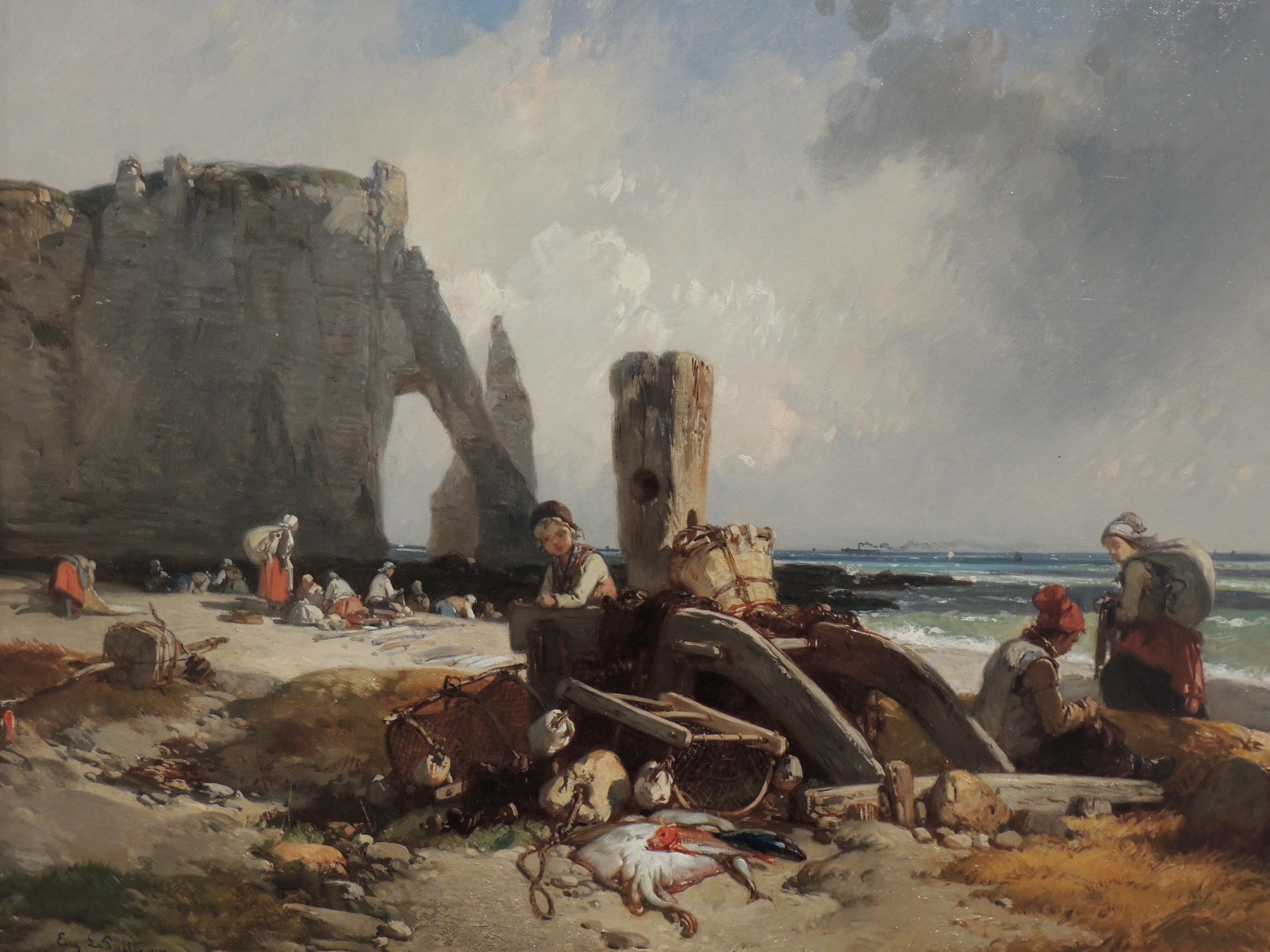
Pêcheurs à Étretat, non datata, Musée des Pêcheries, Fécamp
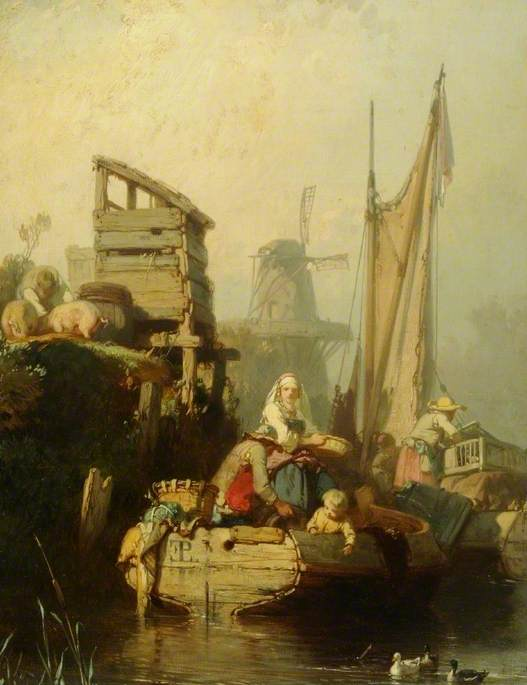
Un paesaggio fluviale, non datata, Cooper Gallery, Barnsley
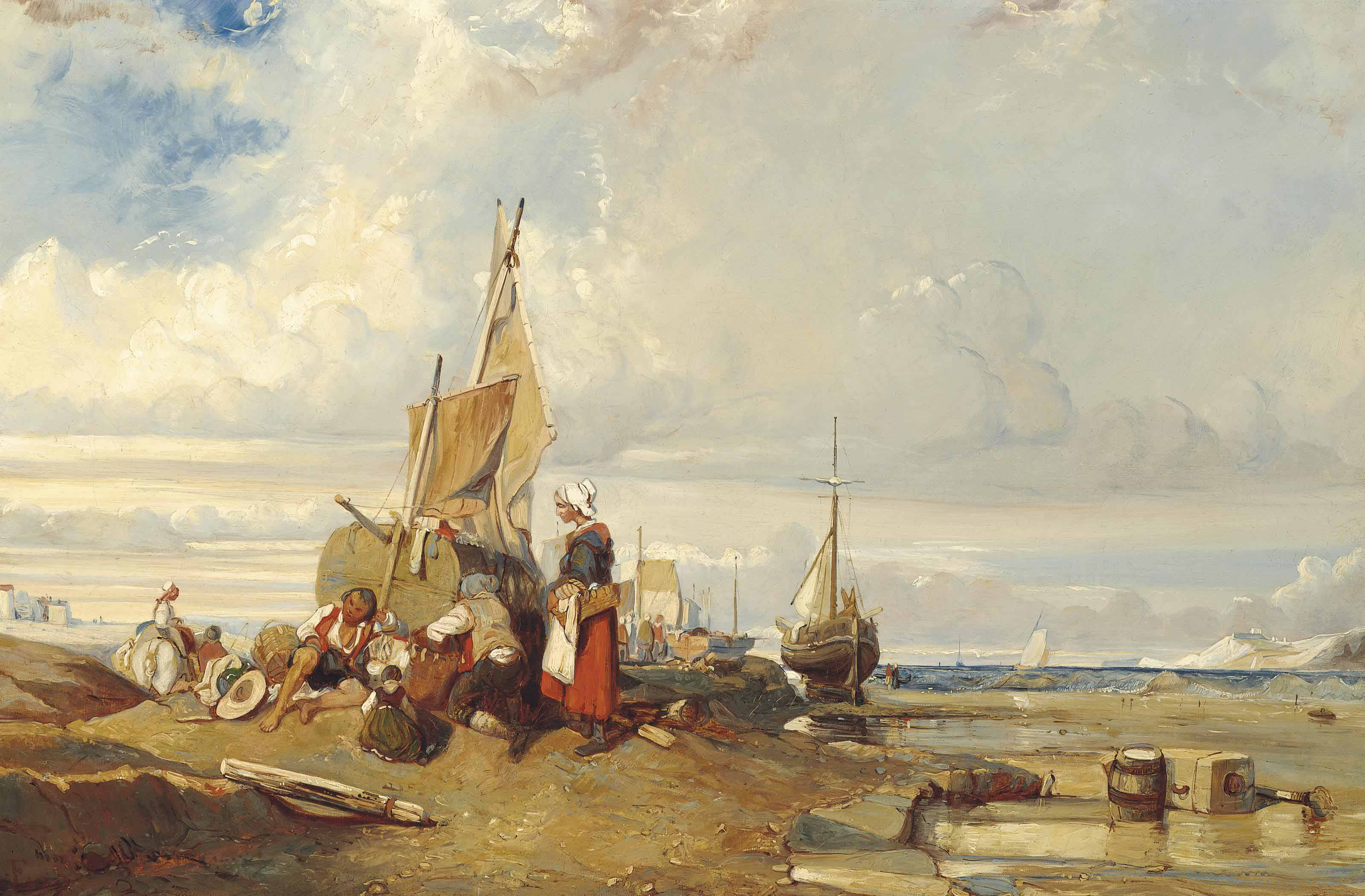
Scarico della barca, non datata, collezione privata
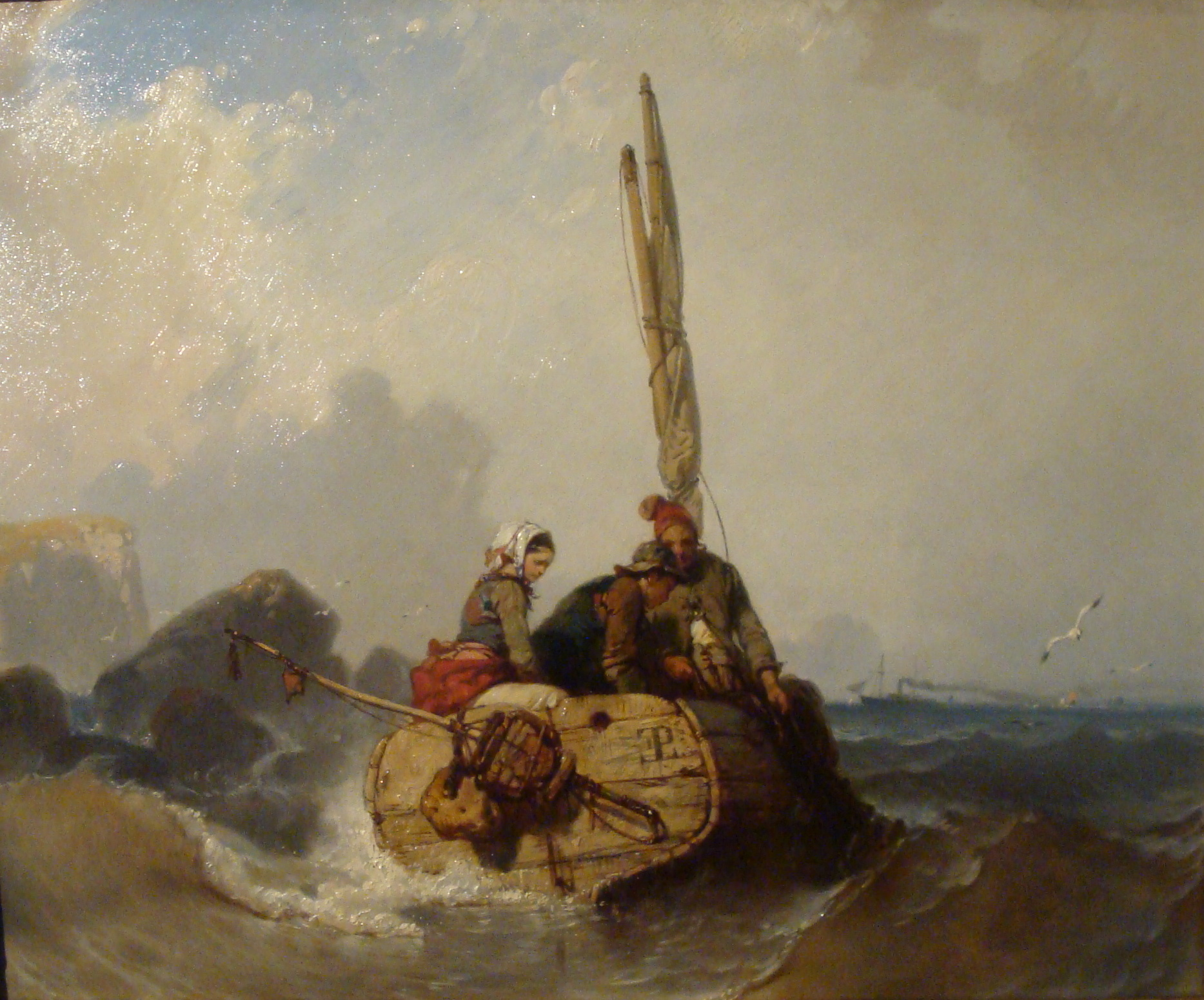
Le Lever du filet, non datata, Musée des Pêcheries, Fécamp
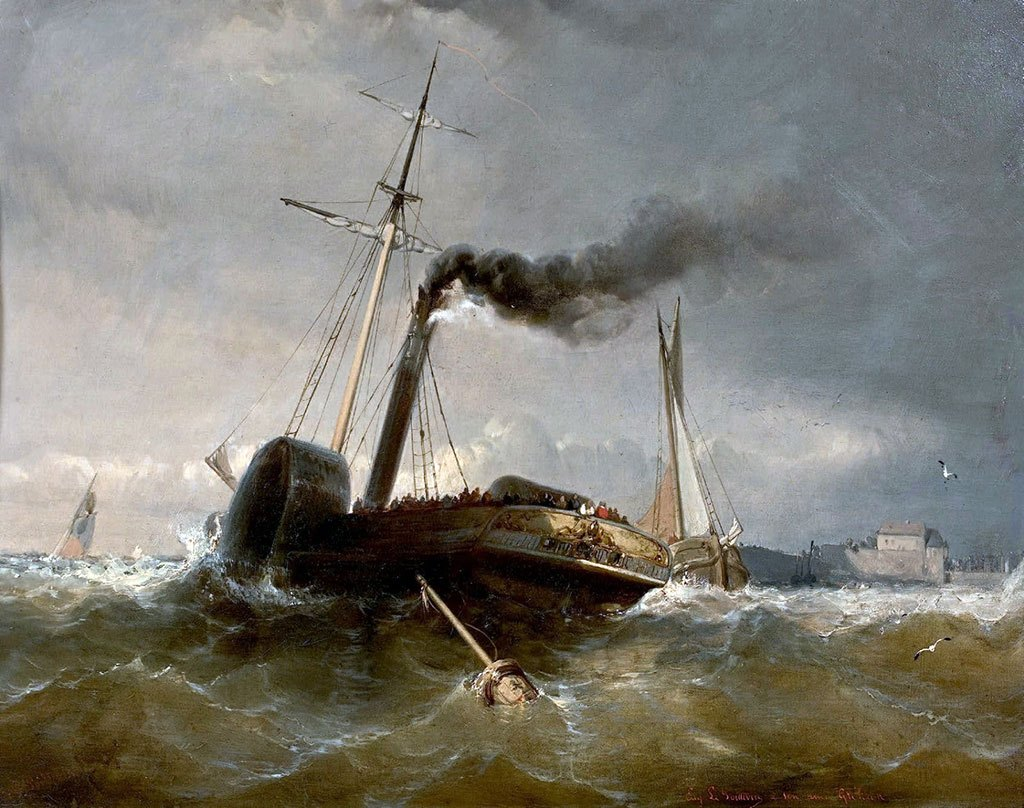
Battello a vapore a Le Havre, non datata, collezione privata
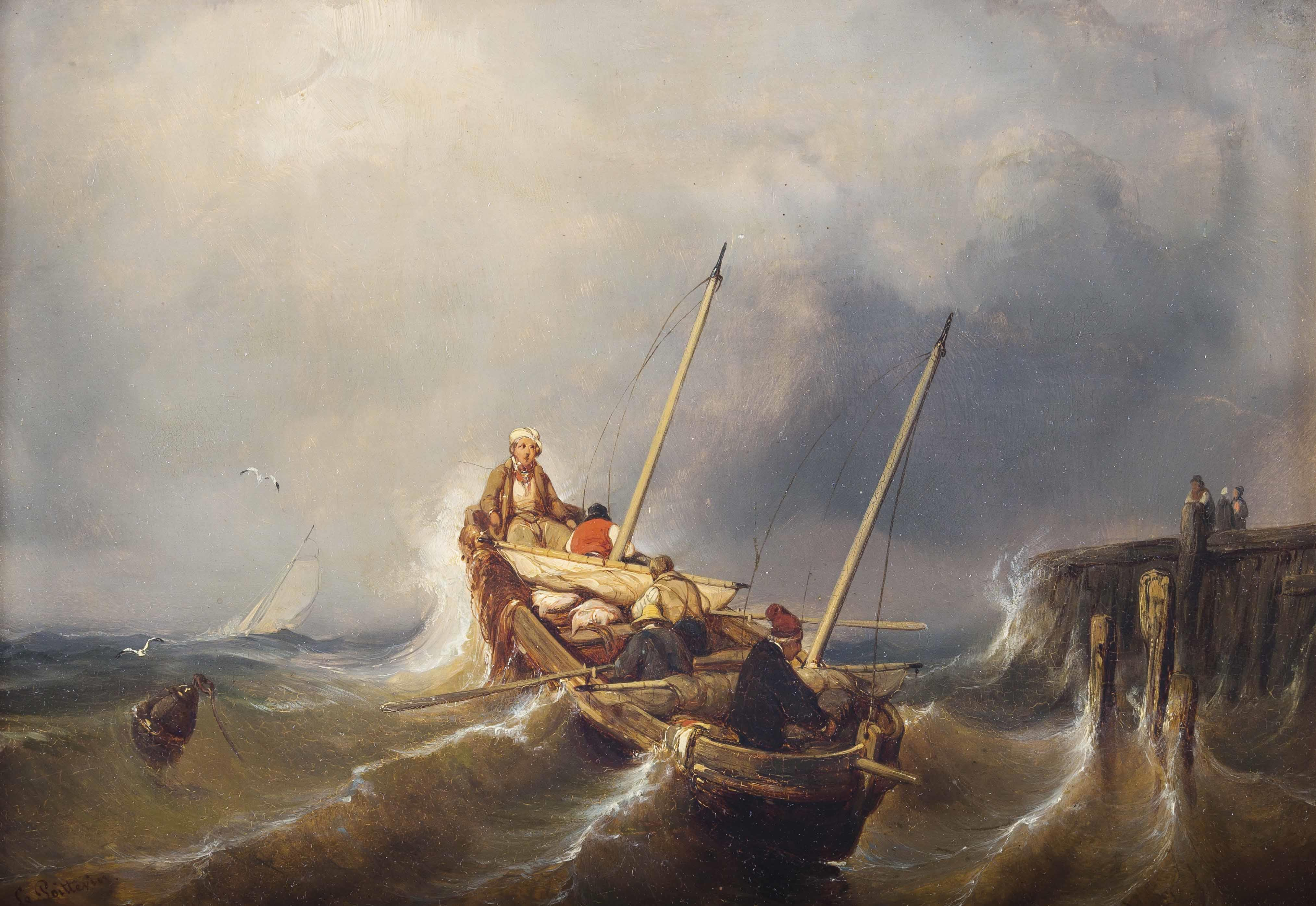
Barca da pesca in mare mosso, non datata, collezione privata
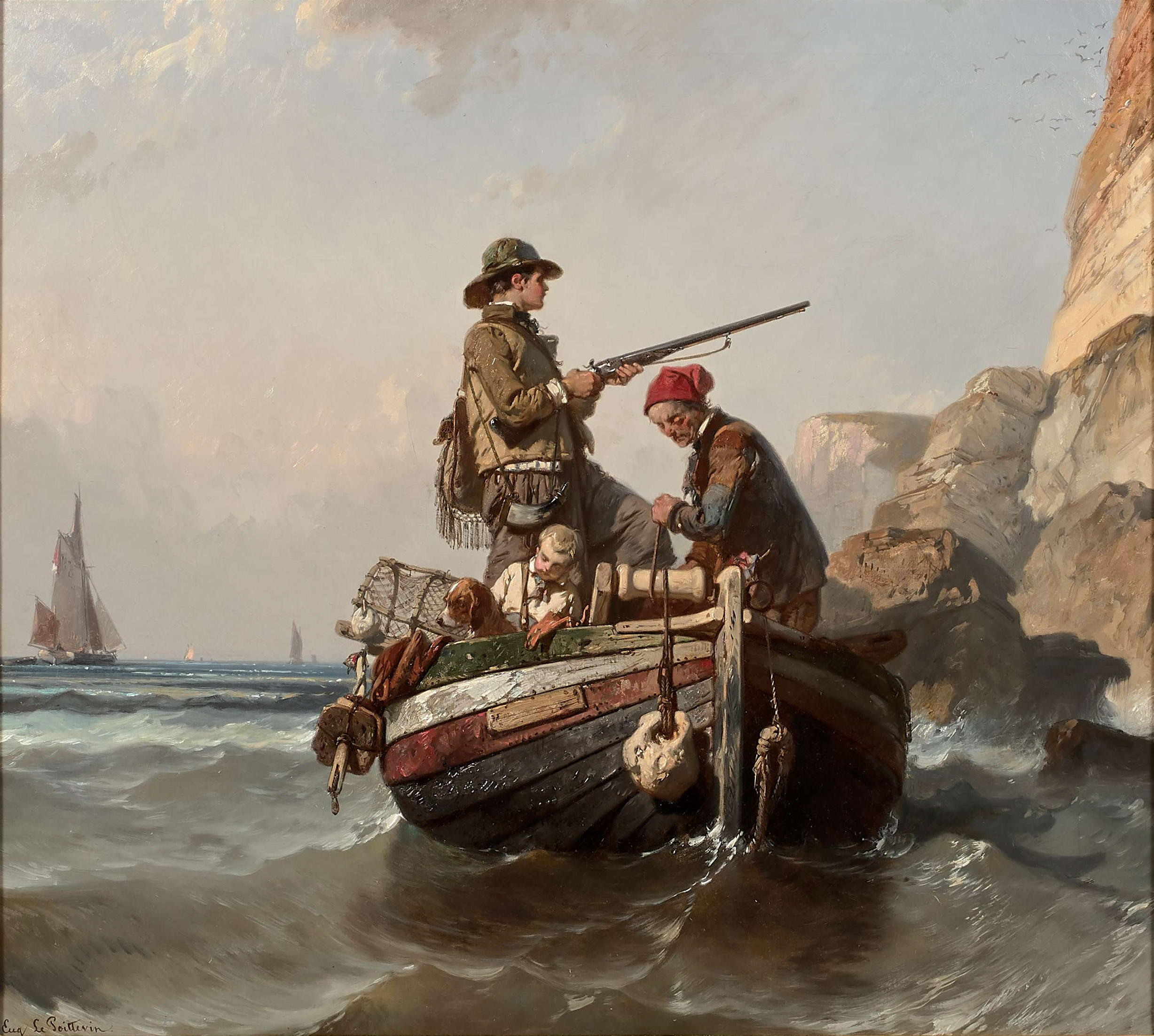
La chasse aux guillemots, non datata, collezione privata
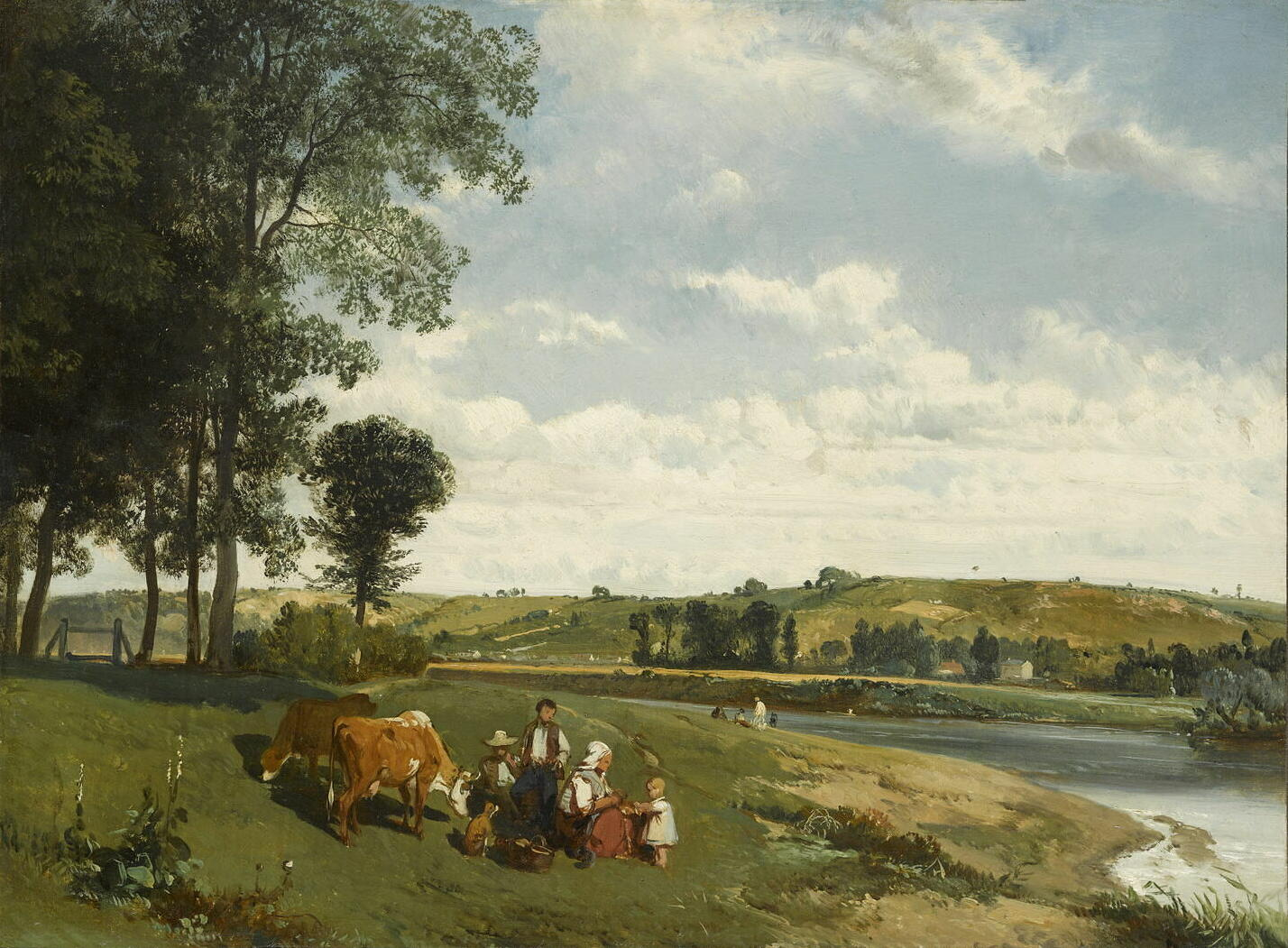
Famille de paysans au bord de l'eau, non datata, Louvre

## Galleria: ritratti di Lepoittevin e cimeli

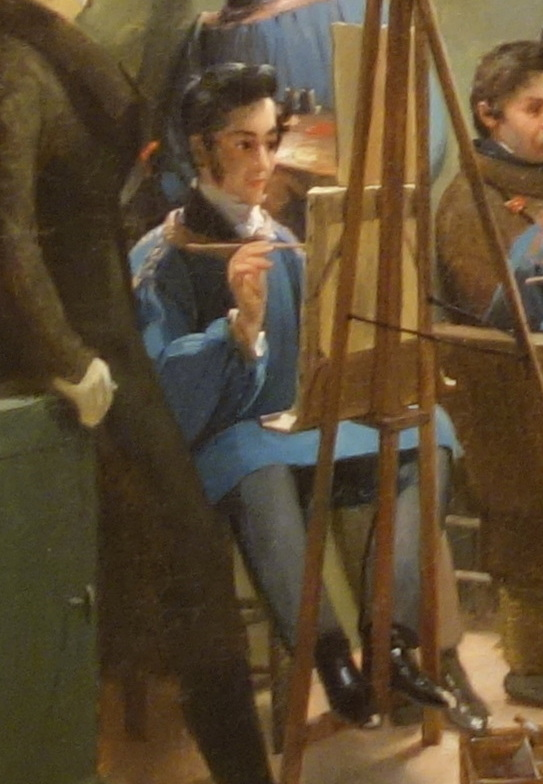
Xavier Leprince e Lepoittevin, The Artist's Studio (dettaglio: presunto autoritratto di Lepoittevin[40]), 1827, Chazen Museum of Art, Madison
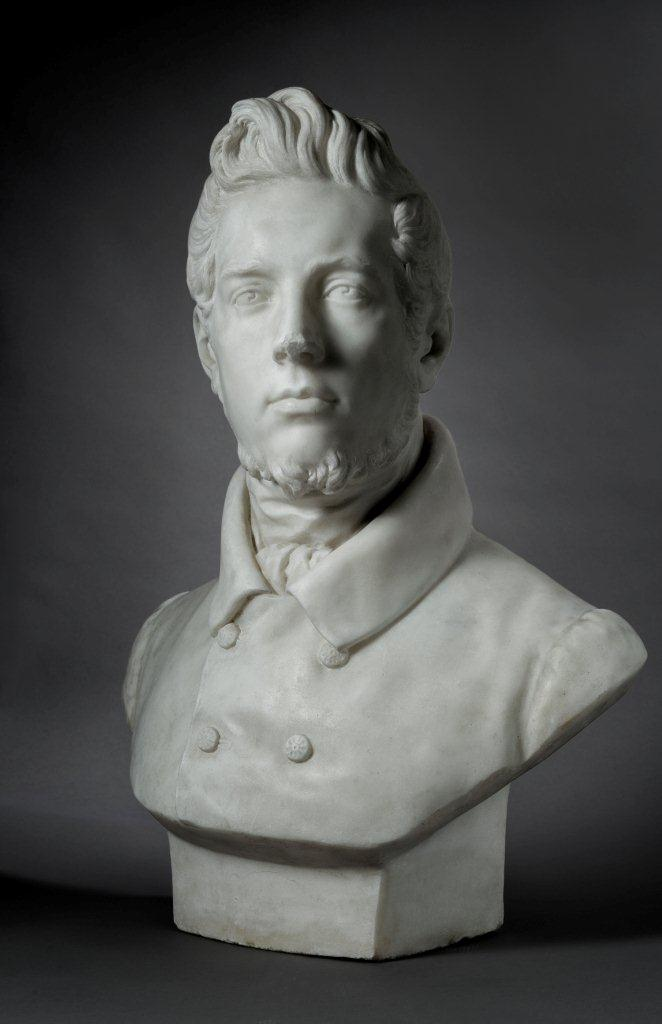
Guillaume Geefs, busto in marmo di Eugène Lepoittevin, 1835
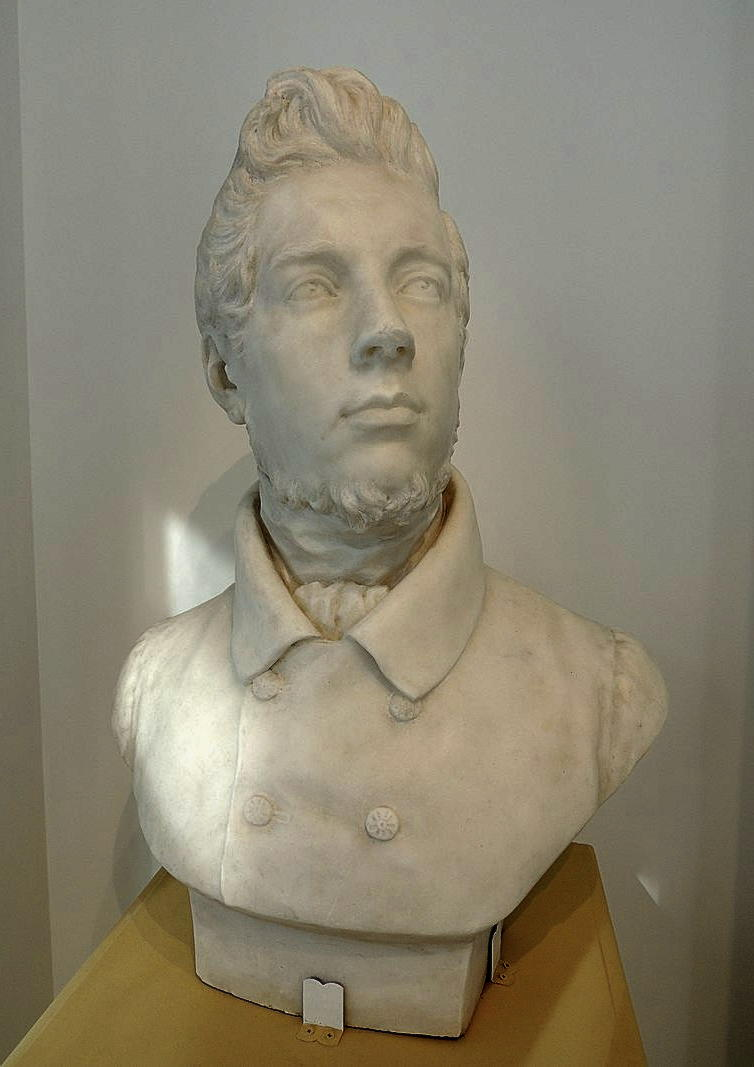
Guillaume Geefs, busto in marmo di Eugène Lepoittevin, 1835
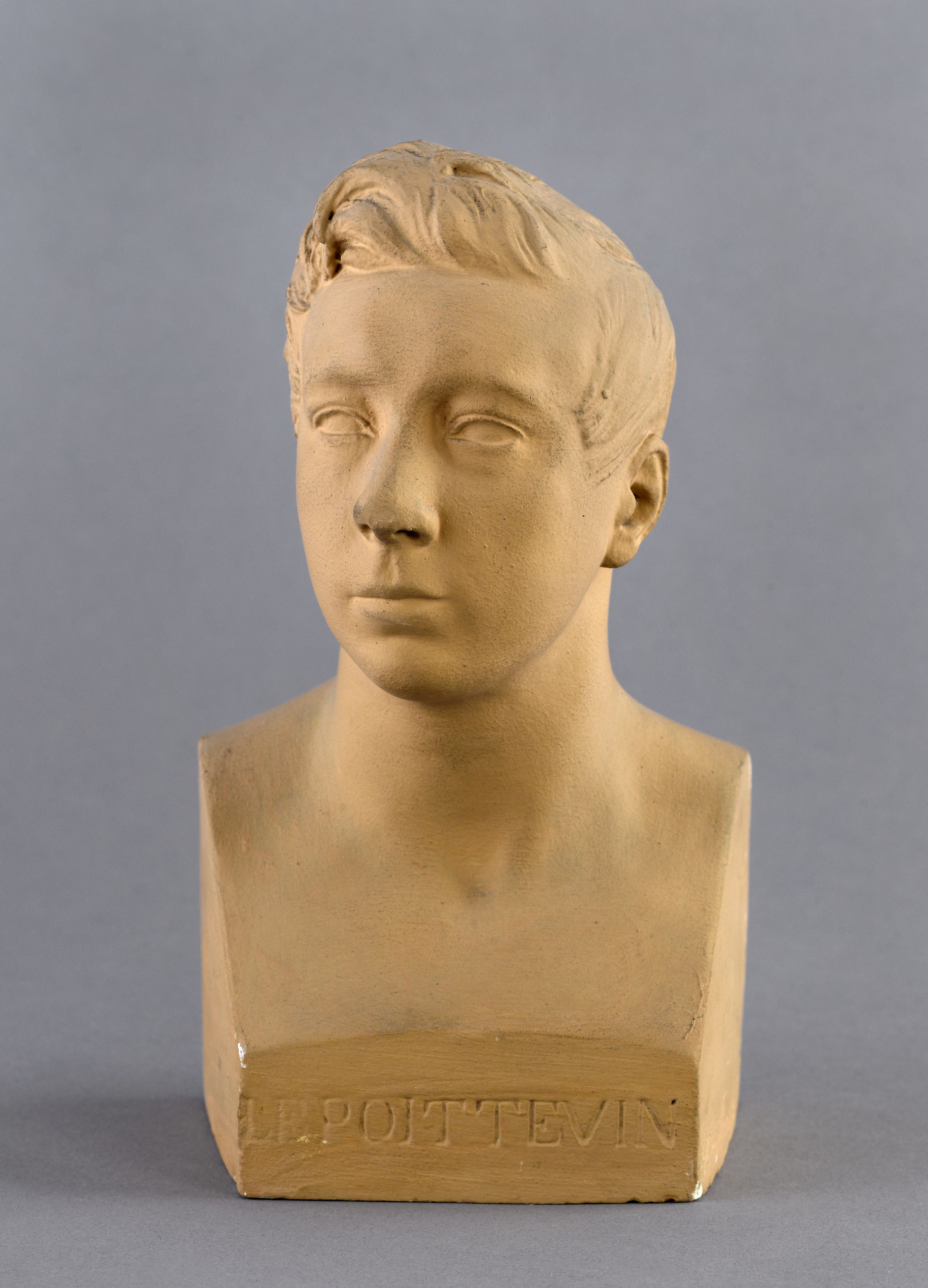
Jean-Pierre Dantan, terracotta busto di Eugéne Lepoittevin, 1835, Musée Carnavalet, Parigi
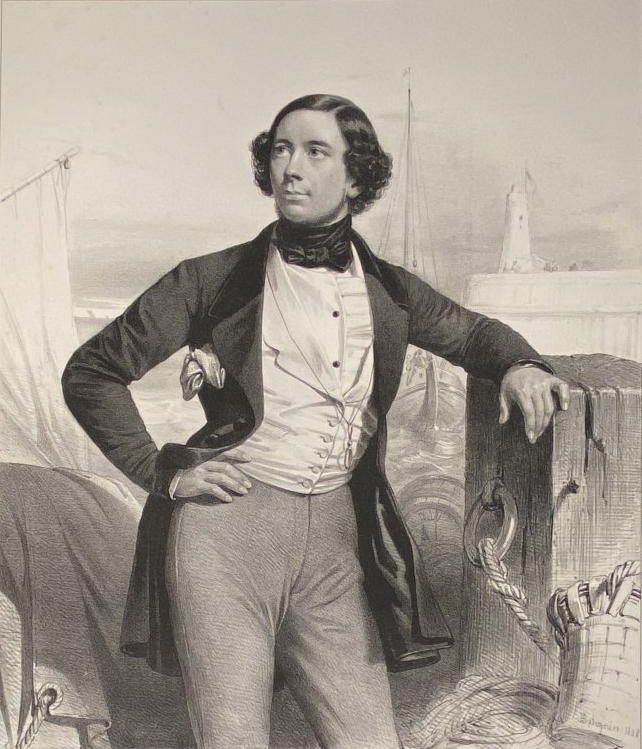
Charles Baugniet, ritratto di Eugène Lepoittevin, 1838
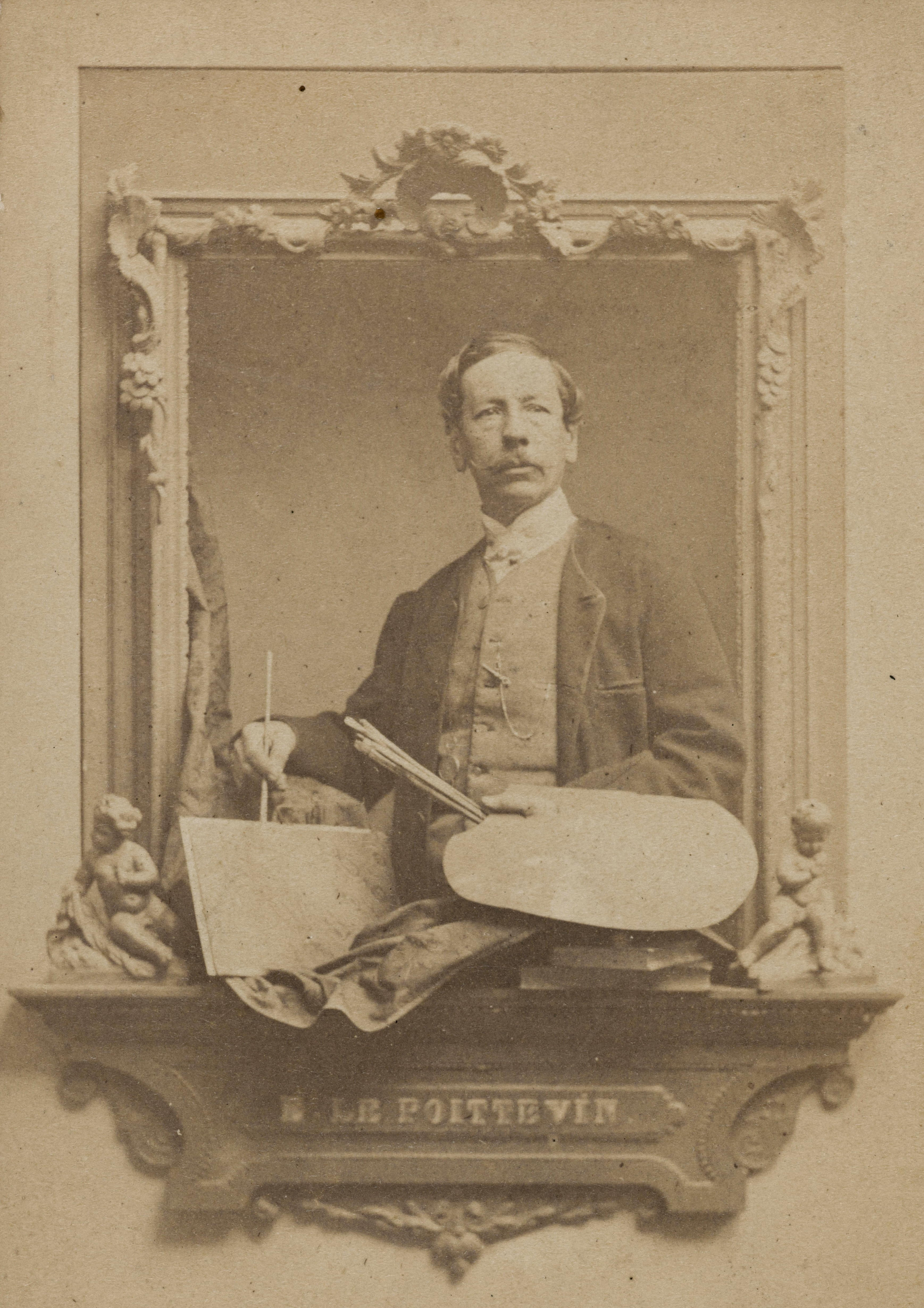
Adolphe Dallemagne, ritratto di Eugene Lepoittevin, tra il 1860 e il 1870, Musée Carnavalet, Paris
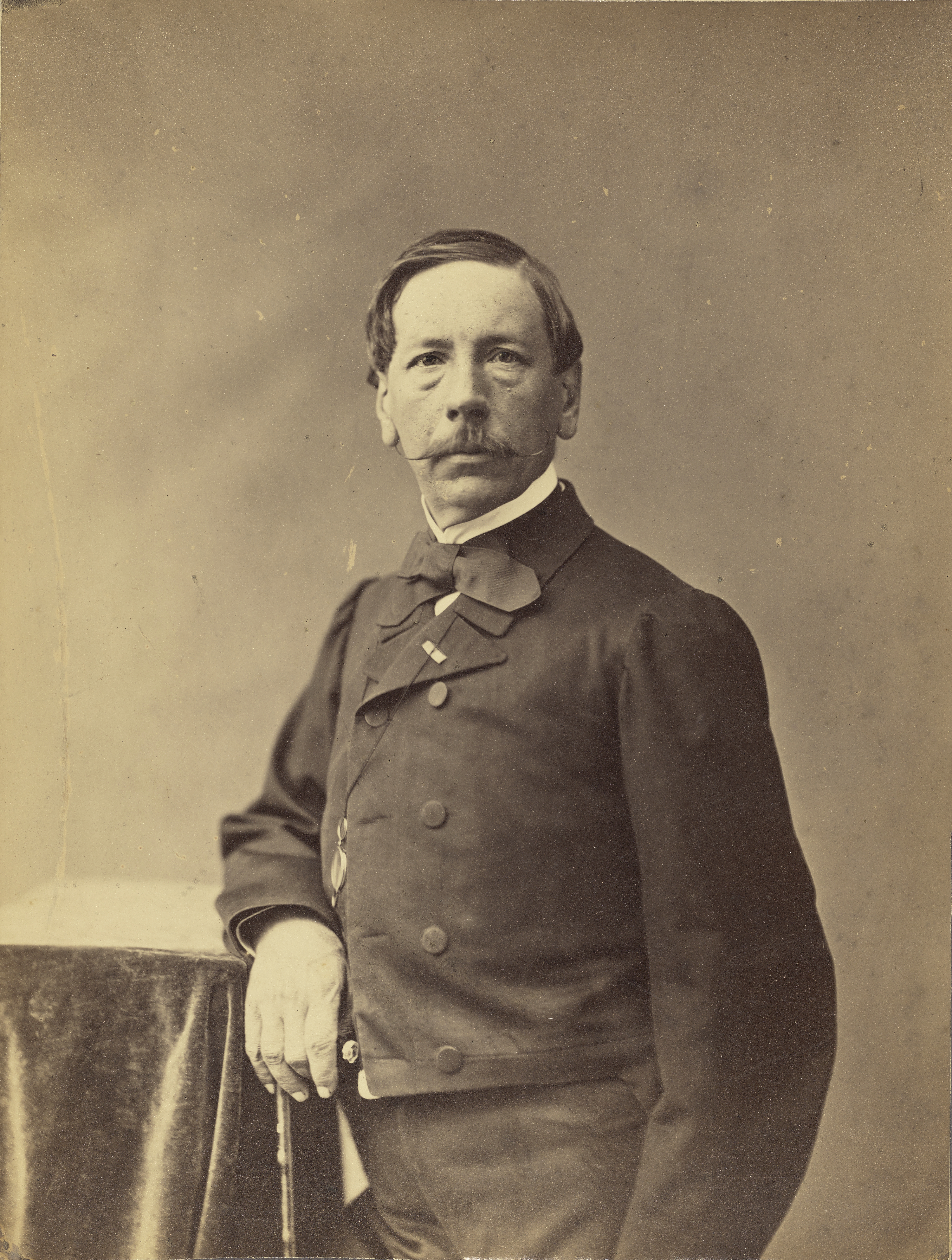
Nadar, ritratto di Eugène Lepoittevin, c. 1861-1869
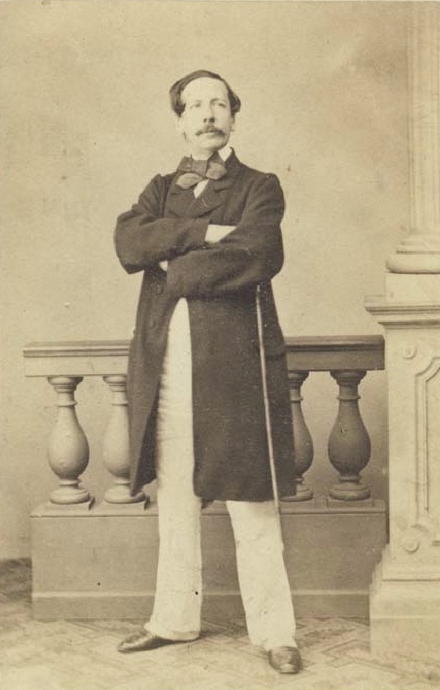
Pierre-Ambroise Richebourg, ritratto di Eugène Lepoittevin, non datato
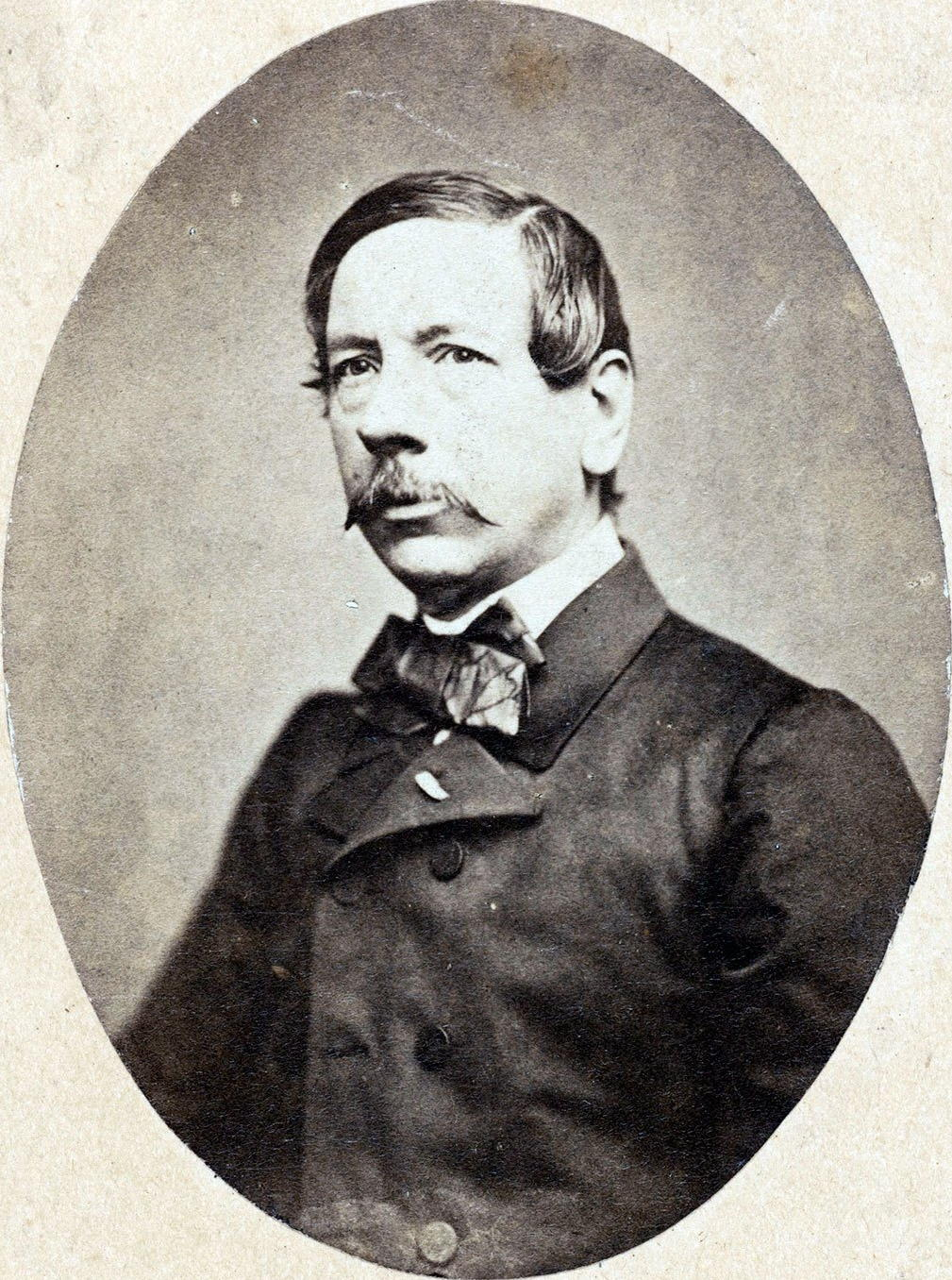
Ritratto di Eugène Lepoittevin, fotografo e data sconosciuti
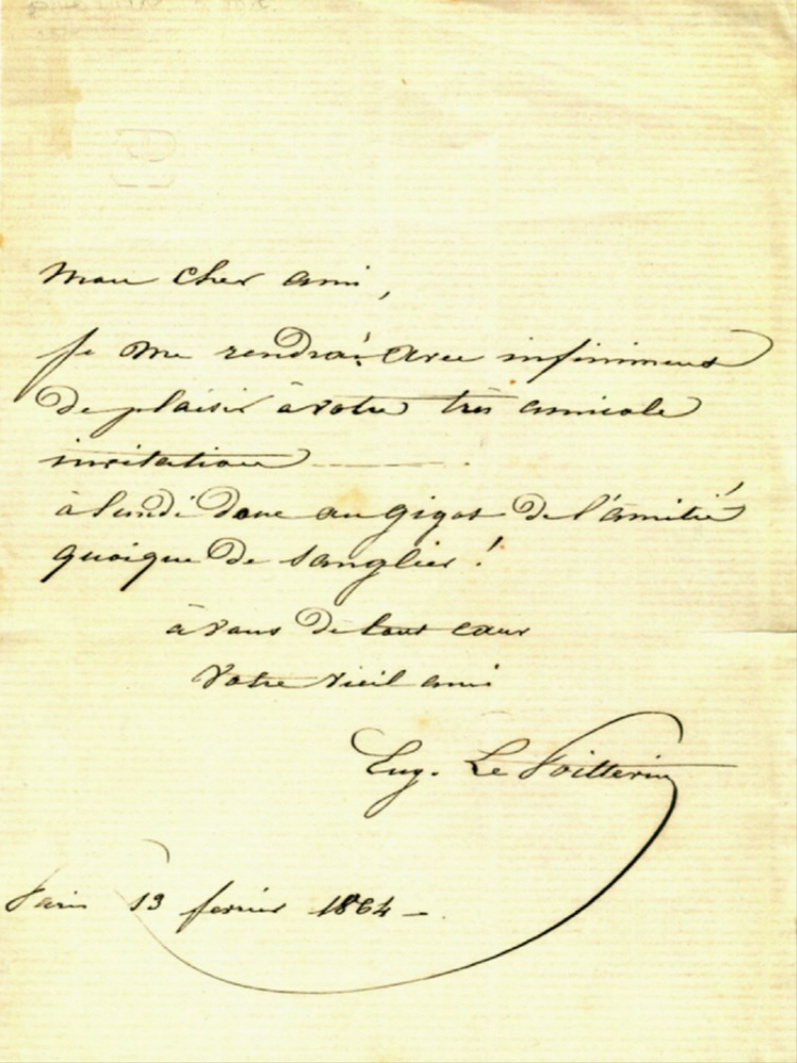
Eugène Lepoittevin, lettera del 13 febbraio 1864

## Album litografici di Lepoittevin
- Lepoittevin, Eugène (1830a). Souvenirs patriotiques, album di litografie. Parigi: Scheffer padre, 1830.
- Lepoittevin, Eugène (1830b). Charges et Décharges diaboliques, album di litografie. Parigi: Guerrier, 1830. Biblioteca dell'Istituto Kinsey: 710 L593c.
- Lepoittevin, Eugène (c. 1830). Ombres Fantastiques, litografia di H. Nicolet, Parigi: chez Aumont, e Londra: Charles Tilt, c. 1830.
- Lepoittevin, Eugène (1832a). Diableries, album di litografie. Parigi: 1832.
- Lepoittevin, Eugène (1832b) Les Diables de Lithographies, Parigi: chez Aumont, e Londra: Charles Tilt, 1832.
- Lepoittevin, Eugène (1832-1840). Paysages marittimi, album di litografie. Parigi: Aubert & Cie, 1832-1840.